# École nationale vétérinaire de Toulouse

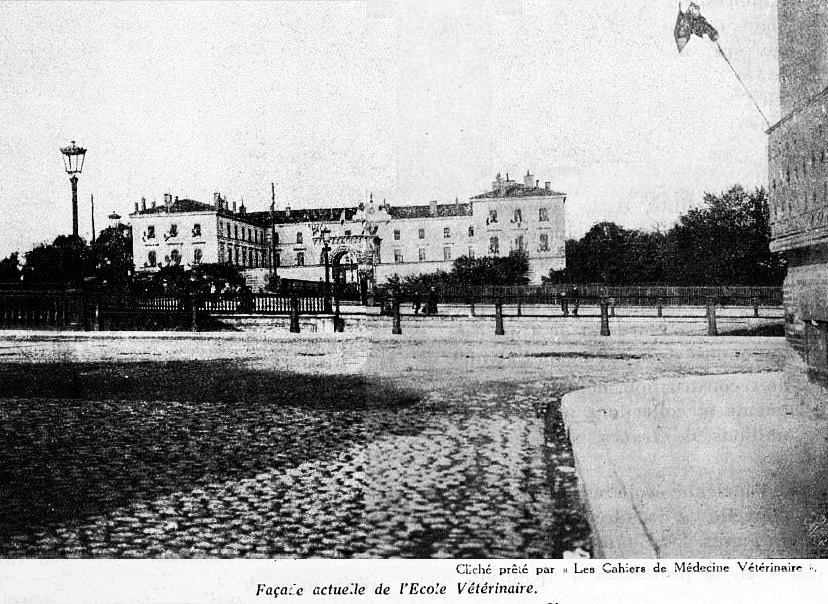
Façade de l'ancienne École Vétérinaire de Toulouse, dans le quartier Marengo en 1934.

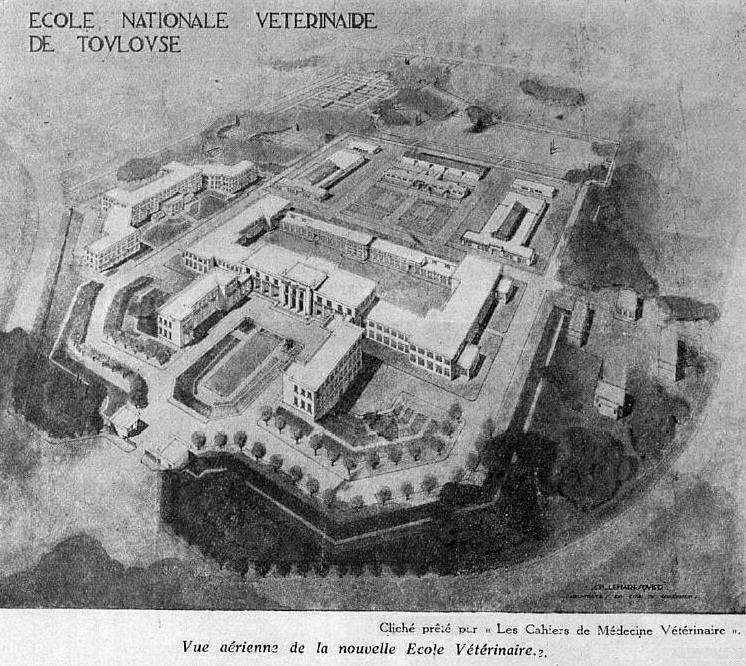
Dessin d'architecte de 1934 d'une vue aérienne du site de la Juncasse, destiné à accueillir l'École Vétérinaire de Toulouse et réquisitionné pour les besoins militaires.

L’École nationale vétérinaire de Toulouse (ENVT) est l'une des quatre écoles vétérinaires françaises. Elle a été fondée à Toulouse (Haute-Garonne), en 1825.
À l'instar des trois autres écoles vétérinaires françaises (Alfort, Lyon et  Nantes), c'est un établissement d'enseignement et de recherche placé sous la tutelle du ministère de l’Agriculture, de l'Agroalimentaire et de la Forêt et également un centre hospitalo-universitaire vétérinaire ouvert au public.
Après obtention d'un diplôme d'études fondamentales vétérinaires obtenu en fin de quatrième année d'études à l'ENVT, suivi d'une année d'approfondissement et d'orientation (5e année d'études), les étudiants diplômés de l'ENVT soutiennent une thèse de doctorat vétérinaire, (thèse d'exercice) sous l'égide de la Faculté de médecine de Toulouse, au sein de l'université Toulouse III - Paul Sabatier.
L'ENVT dispense également des enseignements de formation continue, d'internat en sciences cliniques, des diplômes d'école et des masters.
L'activité de recherche y est réalisée principalement au sein de quatre UMR en partenariat principal avec l'INRA, d'une unité propre à l'ENVT et d'une unité mixte technologique (UMT).
À partir de 2010, l'ENVT est rattachée à l'Institut national polytechnique de Toulouse (INPT, dans l'Université Fédérale Toulouse Midi-Pyrénées). À la suite de la loi 2013-660 du 22 juillet 2013, ce rattachement est devenu caduc. L'ENVT est alors devenue partenaire de l'INPT.

## Histoire
Créée en 1825, l’École est inaugurée en 1835 dans le quartier Marengo, dans lequel sera édifiée par la suite, la future gare Matabiau. Pour cela, l'ancienne école vétérinaire est souvent désignée l’École de Matabiau. On consultera avec intérêt dans Commons Jean Sendrail une présentation illustrée de nombreuses photographies que Jean Sendrail, directeur de l'ENVT de 1929 à sa mort en 1935, a rédigée en 1933. 
 
L'évocation de cet ensemble architectural disparu, témoignage toulousain de l'architecture néo-classique, est périodiquement reprise dans les médias.
La nouvelle école est construite, chemin des Capelles, sur une partie du domaine Chouvel, dans le quartier de Lardenne. L'histoire en a été relatée par le professeur René Lautié qui fut directeur de l'établissement.

### De Matabiau à Lardenne
L'École vétérinaire qui devait constituer l'aboutissement monumental d'une perspective, dans le projet initial, a été considérée assez vite comme un obstacle au développement des communications, de la gare Matabiau d'abord, puis de la création d'une pénétrante urbaine.
La ville de Toulouse en demande le transfert en 1899.

Après l'annulation, à la veille de la deuxième guerre mondiale, du déménagement dans de nouveaux bâtiments, dans ce qui devait être l'École de la Juncasse réquisitionnée pour les besoins militaires, il faut attendre la Libération pour voir reposée la question de l'école vétérinaire, avec une incertitude : la fermeture ou la reconstruction.

#### Fermeture envisagée puis décision de maintien de l'école vétérinaire de Toulouse après la fin de la Seconde Guerre mondiale
Le 26 septembre 1947, l'inspecteur général de l'enseignement vétérinaire, le professeur Petit
informe le ministre de l’Agriculture qu’il a sélectionné un terrain à bâtir en dehors de la ville, près de l’hôpital de Purpan. En 1954, ce projet sera abandonné à la suite du recours des propriétaires contre la tentative d’expropriation menée par la ville.
Au printemps 1948, le Ministre de l’Agriculture envisage la création de deux nouvelles écoles vétérinaires, l'une à Rennes et l'autre à Alger. Ce projet est écarté par l’Inspecteur général Petit. Une subvention au titre des investissements du plan Marshall est envisagée puis abandonnée.
En avril 1950, la « Commission d’économie » décide qu’il y a lieu de fermer l’école. Les raisons invoquées sont : la vétusté, l’exécution du plan d’urbanisme, une dépense estimée pour la remise en état de 50 millions ainsi qu'une dépense estimée pour la reconstruction de l’école comprise entre 800 millions et un milliard de francs de l'époque.
Le 11 mai 1950, le conseil général de la Haute-Garonne vote une motion demandant le maintien de l’école à Toulouse : il souligne « les sacrifices financiers effectués par la ville et le département », « le renom des savants issus de Toulouse », « la qualité de sa recherche scientifique et de ses laboratoires de diagnostic de maladies infectieuses et parasitaires », « l’étude des maladies propres à la région » et l'appuie par un vote, le 16 mai 1952.
le 26 octobre 1952, le Journal officiel publie la réponse positive du ministre de l’Agriculture à une question d’un parlementaire toulousain : le maintien est appuyé.
En 1953, tous les Pouvoirs publics se déclarent favorables au maintien de l’école vétérinaire à Toulouse.
À partir de 1954, sous l'impulsion des inspecteurs généraux de l'enseignement vétérinaire, Marcel Petit puis Jean-Claude Godfrain, le nombre de chaires, dans chacune des trois écoles nationales vétérinaires, passa de 10 à 15.

#### Le choix du projet architectural et l'achat du terrain Chouvel
Le 18 mars 1953, le Conseil municipal décide d’acheter le terrain de la propriété Garipuy à Saint-Michel-du-Touch.
Le 17 décembre 1953, Noël Le Maresquier est désigné par l’État pour mener à bien la construction de la nouvelle école et le 18 février 1954, au cours d’une réunion de travail, les grands traits de la future école sont ébauchés.
Le 11 mai 1954, le ministère de l’Agriculture décide officiellement la reconstruction de l’école vétérinaire, les plans sont acceptés.
Le 18 janvier 1955, les pourparlers relatifs à l’achat de la propriété Garipuy ayant échoué, le conseil municipal de la ville de Toulouse décide l’acquisition d’un nouveau terrain de 41 hectares et 29 ares situé sur le domaine du château de Marmande dans le quartier de Lardenne et appartenant à un industriel toulousain, M. Chouvel, avec l'entremise du directeur de l’École vétérinaire à cette époque, Pierre Pons.
L'acte de cession est signé le 10 janvier 1958, la partie de la propriété de Marmande achetée par la ville est cédée au ministère de l’Agriculture.
Le château du domaine, dit château de Marmande ou « Château Rouge », sera utilisé plus tard pour y installer l’École de la Croix-Rouge française. L'histoire du domaine est rappelée sur le site régional Midi-Pyrénées de la Croix-Rouge.

#### Construction de la nouvelle école vétérinaire
Le 15 avril 1961 a lieu la cérémonie de la pose de la première pierre de la nouvelle école vétérinaire. Dans des articles de presse qui lui furent consacrés, dont celui du journal Le Monde, elle fut qualifiée d'école vétérinaire la plus moderne du Monde.
Cependant, en 1964, les travaux s’arrêtent faute de crédits. Des constructions prévues dans le projet initial ne sont pas réalisées dont, en particulier, des hôpitaux, deux services d’enseignement et de recherche, un musée de l'enseignement vétérinaire, un auditorium, des locaux d’habitation, l’aménagement de parkings, un gymnase, des terrains de sport, les corrections de certaines réalisations, une ferme pour des expérimentations.
La première rentrée des élèves dans la nouvelle école a lieu en octobre 1964. Le 12 décembre 1964, le projet de démolition de l’ancienne école vétérinaire est adopté par le conseil municipal de Toulouse.
Soixante-cinq ans se sont écoulés entre la première demande de transfert de l'ancienne école vétérinaire de Toulouse et la réalisation du nouvel établissement, l'École nationale vétérinaire de Toulouse située au chemin des Capelles (1899-1964).
Cependant le constat d'une école inachevée pèsera longtemps sur les conditions de fonctionnement de l'établissement et conduira à l'édification de nouveaux bâtiments au cours des décennies qui ont suivi.

### Une nouvelle école dans un contexte national nouveau de l'enseignement et de la recherche

#### Les atouts de la nouvelle implantation géographique
[[Image:ENVT OpenStreetMap6.png|thumb|Situation de l'ENVT par rapport aux autres établissements d'enseignement et de recherche de l'Ouest toulousain et par rapport aux grandes voies de communication. Voir aussi l'ENVT sur OpenStreetMap.]]
La localisation en banlieue de ce nouveau campus modifie considérablement le mode de vie des étudiants et des enseignants.
Au départ, des enseignants vétérinaires, notamment ceux qui étaient bien intégrés dans le réseau de « sociabilité érudite engagée » que sont les sociétés savantes,, ont craint que la communauté vétérinaire, autrefois insérée dans la ville, se retrouve à l'écart, avec le risque de se replier sur elle-même. Mais c'est l'inverse qui s'est produit, l'implantation de l’École et les moyens modernes de communication vont au contraire favoriser les relations de l'ENVT avec le monde extérieur, tant aux niveaux régional et national qu'international : la proximité de l'aéroport de Toulouse-Blagnac et la commodité d'accès aux rocades de Toulouse se sont révélées comme des atouts géographiques très importants de développement. Tant le fonctionnement quotidien de l'école (accès des clients à l'ENVT, transport d'animaux, déplacement d'élèves dans les élevages) que les relations scientifiques et administratives (notamment avec Paris) en ont été facilitées.
Toutefois, le rapport d'évaluation (décembre 2010) de l'Agence d'évaluation de la recherche et de l'enseignement supérieur (AERES), après avoir titré sur « Un cadre de vie exceptionnel » à propos de la vie étudiante et après avoir exposé l'ensemble des avantages dont disposent les étudiants sur le site de l'école et les activités qu'ils peuvent y mener, reprend cette question de l'isolement géographique, en écrivant que « Géographiquement isolés, les étudiants de l’ENVT n’ont que peu de contacts avec ceux des autres établissements d’enseignement supérieur toulousains. La plupart des activités sont organisées au sein du campus ».

#### Un campus et une organisation pavillonnaire
La nouvelle école s'inscrit dans un plan d'ensemble national de réorganisation de l’enseignement  supérieur et de la recherche. À partir des années 1950 et 1960, dans toutes les villes universitaires, les anciens édifices d’enseignement supérieur de centre ville sont progressivement remplacés par de nouveaux établissements en périphérie dont l'organisation se rapproche du modèle de campus nord-américain.
Mais l'organisation pavillonnaire traduit, en plus, une rupture par rapport à l'organisation concentrée connue jusqu'alors. Dans l’architecture de l’ancienne école vétérinaire, les pleins l’emportaient sur les vides, dans la nouvelle c'est l'inverse.
Cette architecture éclatée en pavillons de faible volume rend compte de la primauté donnée alors à la chaire d'enseignement. Dans la vision nouvelle de l'époque d'après guerre, les recherches agronomique et vétérinaire sont appelées à se développer ailleurs que dans les établissements d'enseignement supérieur, à savoir dans les centres de recherche d'un institut nouvellement créé, l'INRA.

#### La Recherche

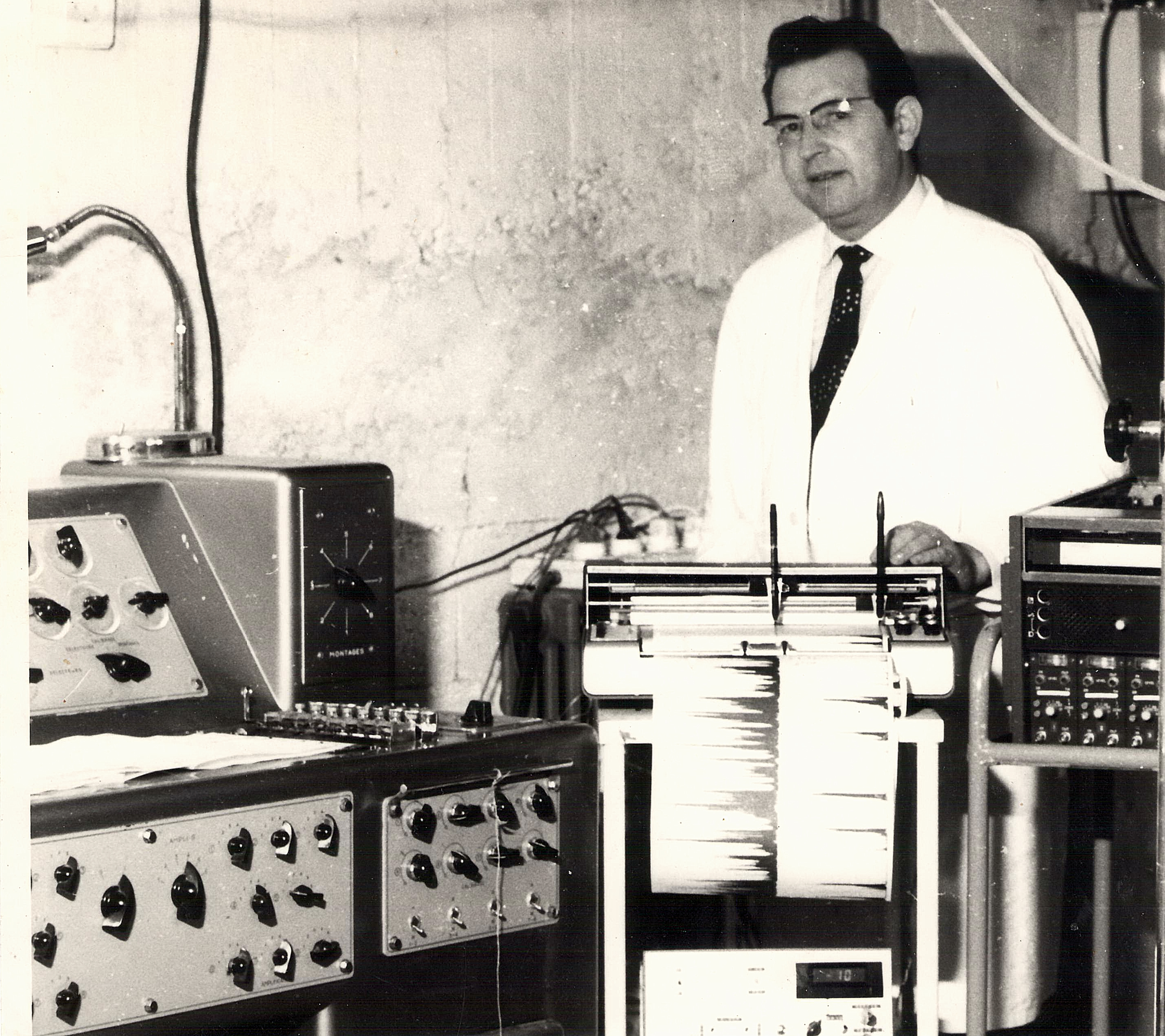
Yves Ruckebusch, professeur de physiologie (1931-1989)

Les choix nouveaux affichés pour l'enseignement et pour la recherche agronomique et vétérinaire en France, après la Libération, et portés par les ministères de tutelle, celui de l'Agriculture et celui de la Recherche, modifient considérablement la place de la recherche dans les établissements d'enseignement agronomiques et vétérinaires.
 Le développement de l'INRA, créé en 1946, va absorber progressivement, dans des sites de recherche propres éloignés des établissements d'enseignement, l'essentiel des moyens affectés à la recherche agronomique et vétérinaire même si, au départ, le département de recherche INRA de pathologie animale est constitué pour l'essentiel par les laboratoires de recherche des écoles vétérinaires.

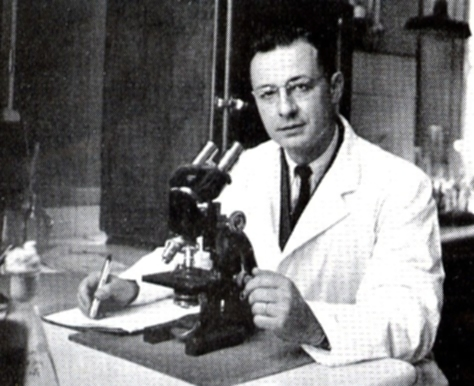
Pierre Saurat (1918-1988), professeur de microbiologie et de maladies contagieuses, en 1953

 Avec l'implantation en 1969 de la station INRA de pharmacologie animale, à Saint-Martin-du-Touch, toute proche de l'ENVT, mais de l'autre côté du Touch, ce handicap potentiel sera très vite effacé dans le domaine particulier de la pharmacologie et de la toxicologie par l'équipe de physiologie de l'ENVT, sous la direction des professeurs Yves Ruckebusch   et Pierre-Louis Toutain qui organiseront le rapprochement et la création d'équipes communes.
Par contre, dans le domaine de la microbiologie et de l'infectiologie, il faudra attendre la fin des années 1970 pour voir la construction d'une unité propre dont les travaux fondateurs, en virologie, seront ceux du professeur Pierre Saurat et d'Yves Gilbert sur le virus myxomateux.

#### L'Enseignement

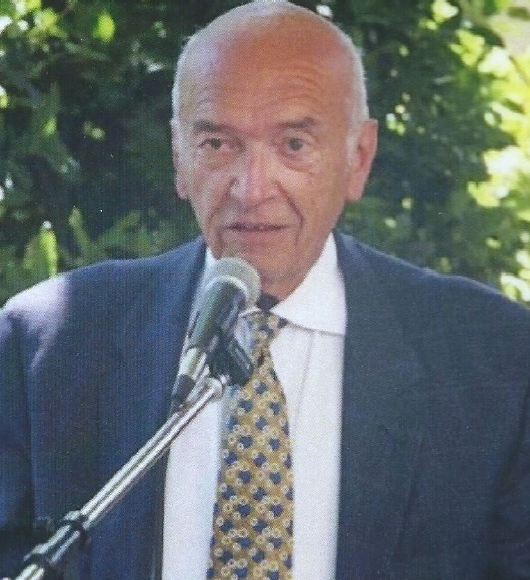
Francis Lescure (1927-2017)

Alors que l'INRA assume les missions de la Recherche, la Direction générale de l'enseignement et de la Recherche du Ministère de l'Agriculture assume prioritairement des missions d'enseignement qui, dans l'Enseignement vétérinaire, vont se traduire notamment par la création de nouveaux établissements comme la reconstruction de l’École nationale vétérinaire de Lyon en 1978, par la création de l’École nationale vétérinaire de Nantes en 1979 et par des constructions nouvelles dans les deux autres écoles, sans parler de l'augmentation du nombre d'enseignants parallèlement à l'accroissement du nombre d'étudiants.
L'importance croissante prise par l'animal de compagnie (non considéré comme d'intérêt agronomique et donc absent des préoccupations de l'INRA) dans une société de plus en plus urbanisée, d'une part, et la modernisation de l'agriculture et de l'élevage, d'autre part, se traduisent par les exigences nouvelles des « clients », consommateurs ou entrepreneurs, dans la nature des services qu'ils attendent de la profession vétérinaire. Celle-ci s'organise en conséquence pour mettre en place des organismes de formation continue et approfondie, à même de lui apporter des compétences de plus en plus spécialisées, à l'échelle de réseaux nationaux puis internationaux.
Au niveau de l'enseignement vétérinaire cela se traduit par un relatif découplage entre enseignement et recherche, au moins jusqu'au début des années 1990, le nouveau statut des enseignants-chercheurs de l'enseignement agronomique et vétérinaire en 1992 opèrera un rééquilibrage progressif au travers d'une nouvelle articulation entre enseignement et recherche.

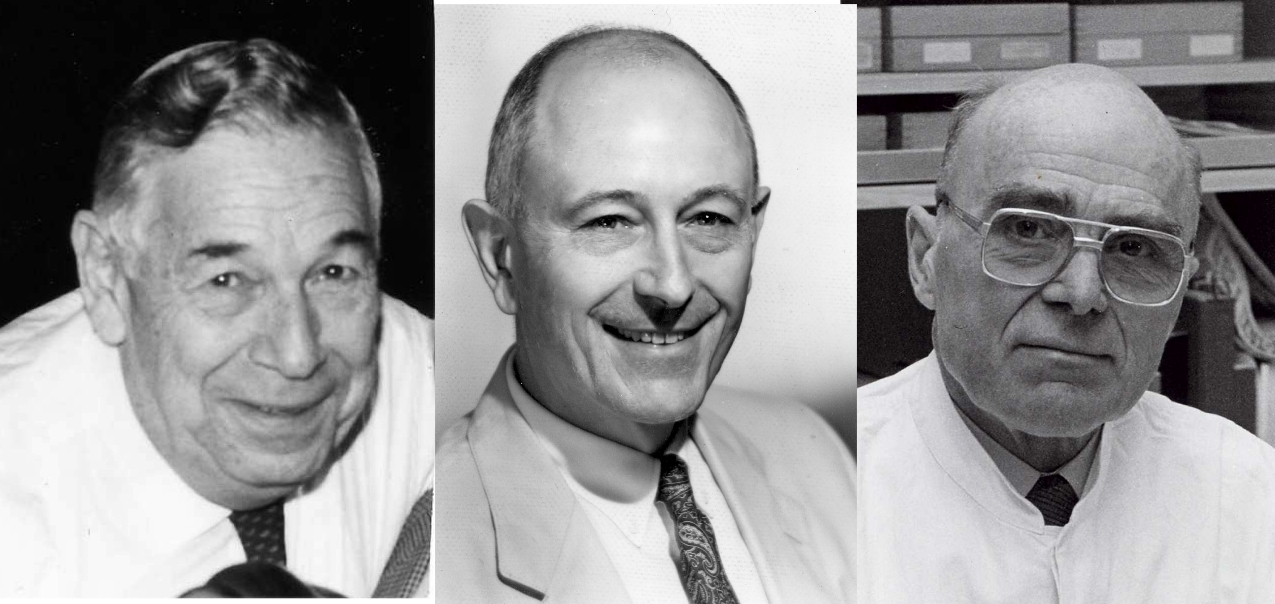
Professeurs E. Mayer (Israël), J.M. Espinasse (France) et M. Stöber (Allemagne) : le triumvirat de la Société mondiale de buiatrie dans les années 1980

Cette évolution s'accompagne d'un essor des sciences cliniques dans l'enseignement vétérinaire. Au niveau de l'ENVT, elle se traduit, exemplairement, par :

– la création de la « Société française d'ophtalmologie vétérinaire » (SFOV), en 1979, et de l'« European society of veterinary ophtalmology » (EVSO), en 1984, par le professeur Francis Lescure,;
– la création de la « Société française de buiatrie » (la buiatrie est l'étude des maladies bovines), en 1973, par le professeur Jacques Espinasse qui accèdera en 1984 à la présidence de la Société mondiale de buiatrie.
Cette période voit la création, notamment à Toulouse, de nombreux enseignements diplômants post universitaires destinés aux vétérinaires praticiens, soit d'école, les CES (certificats d'études spéciales) toulousains, soit inter écoles les CEAV (certificat d'enseignement approfondi vétérinaire).

### Histoire récente: le rééquilibrage enseignement-recherche et les regroupements d'établissements
L'histoire récente est marquée par des réformes de l'enseignement vétérinaire en France dont, en particulier :
- la création du concours commun d'admission agrovétérinaire après mise en place des classes préparatoires BCPST[18]
- la mise en place du statut des enseignants-chercheurs dans l'enseignement agronomique et vétérinaire
- la création d'UMR en partenariat avec l' INRA principalement
- une politique de rapprochement régional d'établissements agronomiques et vétérinaires qui se manifeste dès les années 1980 dans le cas de l'ENVT et des établissements agronomiques toulousains.

#### La disparition de l'agrégation d'enseignement vétérinaire et la création du statut d'enseignant-chercheur
Créé par le décret du 28 juillet 1925 portant création d'une agrégation des écoles vétérinaires, le diplôme d'agrégation de l'enseignement supérieur a longtemps constitué la clé de voûte du dispositif d'enseignement vétérinaire. Il était étroitement attaché à la notion de chaire, à raison d'une agrégation et d'un programme d'enseignement par chaire, et il induisait une organisation de l'enseignement strictement identique pour les quatre écoles vétérinaires, coordonnée à l'échelon central par un inspecteur général de l'enseignement vétérinaire.
La création du statut d'enseignant-chercheur des établissements d'enseignement supérieur agronomique et vétérinaire, en 1992, et la disparition progressive de l'agrégation vétérinaire vont induire une organisation nouvelle. La place plus importante de la recherche à laquelle est désormais liée la carrière des enseignants-chercheurs, comme c'est le cas dans l'université, conduit à des rapprochements avec les autres établissements d'enseignement supérieur régionaux, ainsi qu'à la création d'unités mixtes de recherche (UMR), avec l'INRA principalement, en même temps qu'elle accentue la différenciation des écoles vétérinaires.

#### Les regroupements agrovétérinaires régionaux
Les établissements d'enseignement et de recherche agronomiques et toulousains œuvrant dans le domaine de l'agriculture ont naturellement été amenés à collaborer pour offrir une meilleure visibilité de leurs établissements aux niveaux régional et national d'abord, et, de plus en plus, au niveau international.
Une première structure est créée en 1983 entre l’École d'ingénieurs de Purpan, l’École nationale de formation agronomique, l’École nationale vétérinaire de Toulouse, l’École nationale supérieure agronomique de Toulouse, et l' INRA Centre de Toulouse Midi-Pyrénées.
Fin 2004, le pôle de compétences Toulouse Agri Campus est créé et prend la forme d'un Groupement d'Intérêt Scientifique rassemblant ainsi cinq membres fondateurs : l'ENFA, l'INP-ENSAT, l'INP-ENVT, l'EI PURPAN et l'INRA.

##### Le regroupement "Grandes écoles toulousaines": l'INPT et l'Université Fédérale Toulouse Midi-Pyrénées
En 2010, dans le cadre du mouvement administratif de rattachement des grandes écoles à de grands ensembles régionaux d'enseignement supérieur, l'ENVT est rattachée à l’Institut national polytechnique de Toulouse (INPT). Elle prend donc la désignation INP-ENVT qui figure sur son logotype actuel. L'INP de Toulouse fait partie du PRES de Toulouse. En application de la Loi relative à l'enseignement supérieur et à la recherche, les EPCS déjà constitués deviennent des communautés d’universités et établissements ; le conseil d’administration ayant un an pour rédiger les nouveaux statuts. Toutefois, les PRES AGREENIUM et ParisTech conservent leur ancien statut.
Le 20 octobre 2014, les statuts de la Comue "Université Fédérale Toulouse Midi-Pyrénées" ont été approuvés par le Conseil national de l’enseignement supérieur et de la recherche (CNESER).

##### Impact des regroupements inter établissements déjà réalisés au niveau régional
Les regroupements d'établissements au niveau régional n'ont pas jusqu'à présent influencé la vie propre et l'activité des établissements, notamment en ce qui concerne l'École nationale vétérinaire de Toulouse, les statuts différents des établissements membres ne permettant pas la fusion. Par contre deux autres écoles vétérinaires ont fusionné chacune avec une école d'ingénieurs située dans la même région : l'ENV de Nantes a fusionné avec l'ENITIAA pour former un établissement qui a pris le nom d'ONIRIS, l'ENV de Lyon a fusionné avec l'ENITA de Clermont-Ferrand pour former un établissement qui a pris le nom de VetAgro Sup.

##### Les regroupements nationaux
Ces regroupements qui traduisent une volonté d'identification, au niveau national et non plus régional, du pôle Enseignement supérieur - Recherche agronomique au sein du ministère de l'Agriculture, se sont traduits successivement par la création d'AGREENIUM puis de l'IAVFF qui lui a succédé.

###### AGREENIUM
AGREENIUM se définissait comme un pôle de recherche et d'enseignement supérieur (PRES), sous statut d'établissement public de coopération scientifique, constitué par décret du 10 mai 2009, sous la triple tutelle des ministères des affaires étrangères et européennes, de la Recherche et de l’Agriculture et de la Pêche.
Agreenium regroupait les principaux acteurs de la recherche et de la formation supérieure agronomiques et vétérinaires en France que sont l’Inra, le Cirad, AgroParisTech, Agrocampus Ouest, Montpellier SupAgro, l'Institut national polytechnique de Toulouse (en substitution de l'École Nationale Vétérinaire de Toulouse qui lui est rattachée), auxquels se sont récemment joints AgroSup Dijon et Bordeaux Sciences Agro.
Sa création sous la forme d’un établissement public de coopération scientifique (EPCS), « s’inscrit dans le contexte général de rapprochement entre enseignement supérieur et recherche agronomiques et vétérinaires pour répondre aux enjeux de la sécurité alimentaire et du développement durable. »
« L'objectif d’Agreenium est d'améliorer la lisibilité de l’offre française en recherche et enseignement supérieur agronomiques et d'en faciliter l'accès à ses partenaires. Il a ainsi un rôle d’impulsion, d’animation et de coordination d’actions et de projets en partenariats ».

###### Institut supérieur, agronomique, vétérinaire et forestier de France (IAVFF)
La loi d'avenir de l'agriculture votée en 2014 a créé un « Institut agronomique, vétérinaire et forestier de France » (IAVFF), regroupant tous les établissements d’enseignement supérieur agricole public et les organismes de recherche (INRA, CIRAD). Cet institut qui remplace Agreenium, doit renforcer le pilotage national du secteur.
Le décret relatif à son organisation et à son fonctionnement a été publié le mardi 31 mars 2015 au Journal Officiel.
Placé sous la tutelle conjointe des ministres chargés de l'agriculture et de l'enseignement supérieur, l'IAVFF  fédère les 12 établissements publics d’enseignement supérieur agronomique, vétérinaire et du paysage relevant du ministère - dont AgroParisTech - ainsi que trois organismes de recherche, l’INRA, le CIRAD et l’IRSTEA.
- Débats

L'IAVFF est censé rassembler toutes les grandes écoles agronomiques et vétérinaires et tous les organismes de recherche nationaux, EPST et EPIC, intervenant à des degrés divers dans le champ agronomique, vétérinaire et de l'alimentation humaine. Mais le flou demeure sur ses missions et son financement.
Le 5 février 2014, la Commission de la Culture, de l'Éducation et de la Communication (Sénat) avait rendu un avis « estimant nécessaire d'écarter la création d'un institut agronomique, vétérinaire et forestier de France ». Faute de précisions quant à son statut, son périmètre, ses missions, son financement et sa gouvernance, la commission sénatoriale avait en effet estimé que « le projet n'était pas mûr », « elle appelle de ses vœux la poursuite de la concertation entre l'ensemble des acteurs de l'enseignement supérieur agricole sur ce projet »,.
L'IAVFF se heurte en effet au scepticisme des acteurs de l'enseignement et de la recherche.
De son côté, la  Cour des comptes dans son rapport publié le 10 février 2016, dresse un constat de carence de l'administration de l'enseignement supérieur agricole en titrant sur une « réforme en trompe-l'œil », avec « des fusions purement administratives », « une ouverture sur le monde universitaire freinée par la crainte du ministère de l’agriculture de perdre sa tutelle », etc. S'agissant de l'IAVFF, il écrit que « son positionnement n’est pas encore clairement défini ; si son rôle n’est pas celui d’un opérateur de l’État, mais uniquement celui d’un organisme de concertation, la nécessité d’un statut d’établissement public n’est pas avérée »,.

## Direction
Les directeurs successifs avec la durée de leur mandat sont les suivants :

### Ancienne école vétérinaire (de 1828 à 1964)
- Dupuy : 1828-1832 (École du Bénech)
- Moiroud : 1832-1837 (transfert à Matabiau)
- Rodet : 1837-1838
- Bernard : 1838-1846
- Prince : 1847-1865
- Lavocat : 1865-1877
- Lafosse : 1877-1878
- Baillet : 1878-1888
- Laulanié (T 1876) : 1888-1906
- Labat (T 1875) : 1906-1913
- Besnoit (T 1888) : 1914-1929
- Sendrail (T 1893) : 1929-1935
- Cuillé (T 1895) : 1935-1938
- Martin (T 1900) : 1938-1941
- Petit : 1941-1945
- Pons (T 1922) : 1945-1964

### Nouvelle école vétérinaire (depuis 1964)
- Ernest Darraspen : 1964-1967
- René Florio : 1967-1973
- René Lautié : 1973-1983
- Jean Ferney : 1983-1994
- Georges Van Haverbeke : 1994-1997
- Patrick Bénard (T 1972) : 1997-2000
- Gilbert Bonne (ENSAT) : 2000-2002
- Pierre Desnoyers (T 1965) : 2002-2006
- Alain Milon (T 1976) : 2006-2015
- Isabelle Chmitelin (T 1985)[31] : 2015-2019
- Pierre Sans (T 1990)[32] : 2019-

## Architecture et plan d'ensemble: une école avec campus
Les architectes en sont Noël Le Maresquier et Paul De Noyers auxquels on doit aussi l’architecture de la Faculté de médecine de Toulouse-Rangueil, du centre hospitalier universitaire de Toulouse-Rangueil, de l'université Toulouse 1 Capitole anciennement dite « de l’Arsenal » et du Complexe d'enseignement agricole d'Auzeville.

### L'aménagement de l'espace
Le terrain occupé par l’École forme un quadrilatère limité globalement au sud par la voie ferrée Auch Toulouse, à l'ouest par le Touch, à l'est par le chemin des Capelles et au nord par l'Institut Régional de Formation Sanitaire et Sociale Midi-Pyrénées dit aussi localement "École d'infirmières de la Croix-Rouge". Sa surface initiale de quarantaine d'hectares a été portée à une cinquantaine après l'acquisition, à l'ouest, de terrains qui ont permis le développement des parcours du club hippique.
Cet espace est constitué de deux zones parallèles, formant deux terrasses distinctes sur lesquelles on distinguait à l'origine :
 
- d’une part, une terrasse en plateau qui comprenait deux espaces boisés, vingt hectares de vignes, une maison de maître dite le « Château Rouge », une ferme avec habitation et ses annexes : cet espace recevra l'ensemble des constructions initiales de la nouvelle école
 
- d’autre part, une terrasse basse, en contrebas de la précédente, bordant le Touch, d'une vingtaine d'hectares de prairies et de cultures à l'origine, sur laquelle sera édifié le club hippique dans les années 1970.
La nouvelle école est présentée à la télévision régionale le 17 mars 1967 et dans les journaux et magazines toulousains. Toulouse Informations écrit en 1968, « la Nouvelle École a été conçue pour répondre aux nouveaux besoins de l’Enseignement et de la recherche scientifique. D’une capacité double de la précédente, dotée de vastes et modernes laboratoires, elle a la possibilité de s’agrandir en fonction des progrès de la science et des nécessités économiques».

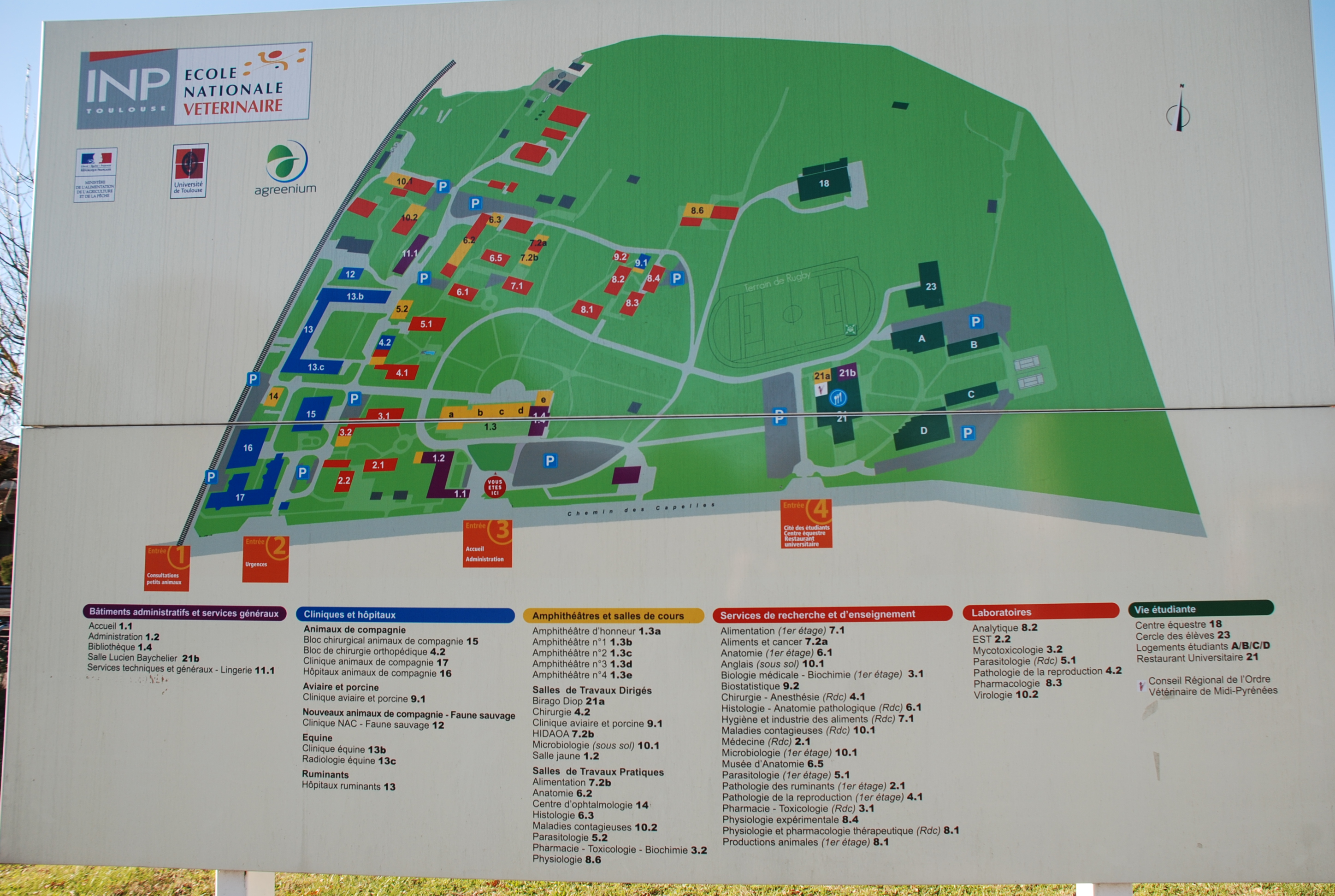
Plan du campus, à l'entrée de l'ENVT, sur la cour d'honneur

Le campus est présenté dans la revue  l'Architecture française en 1970. Le principe directeur énoncé est la « fonctionnalité des services répartis dans un vaste espace paysager conçu et aménagé comme un cadre de vie». Au niveau des bâtiments d'enseignement et de recherche, ceci s'est traduit par la création de multiples ensembles ou modules architecturaux, séparés les uns des autres par des espaces verts et alignés le long d'une voie principale qui relie les secteurs d'activité et de vie de l'établissement. Dans la conception d'organisation de l'enseignement qui a eu cours jusqu'au début des années 1990, chaque service correspondait à une « chaire », et le plan initial prévoyait deux chaires par module. Cette organisation très aérée permet l'expansion éventuelle de certaines unités au travers de  la création de nouveaux bâtiments à leur proximité.

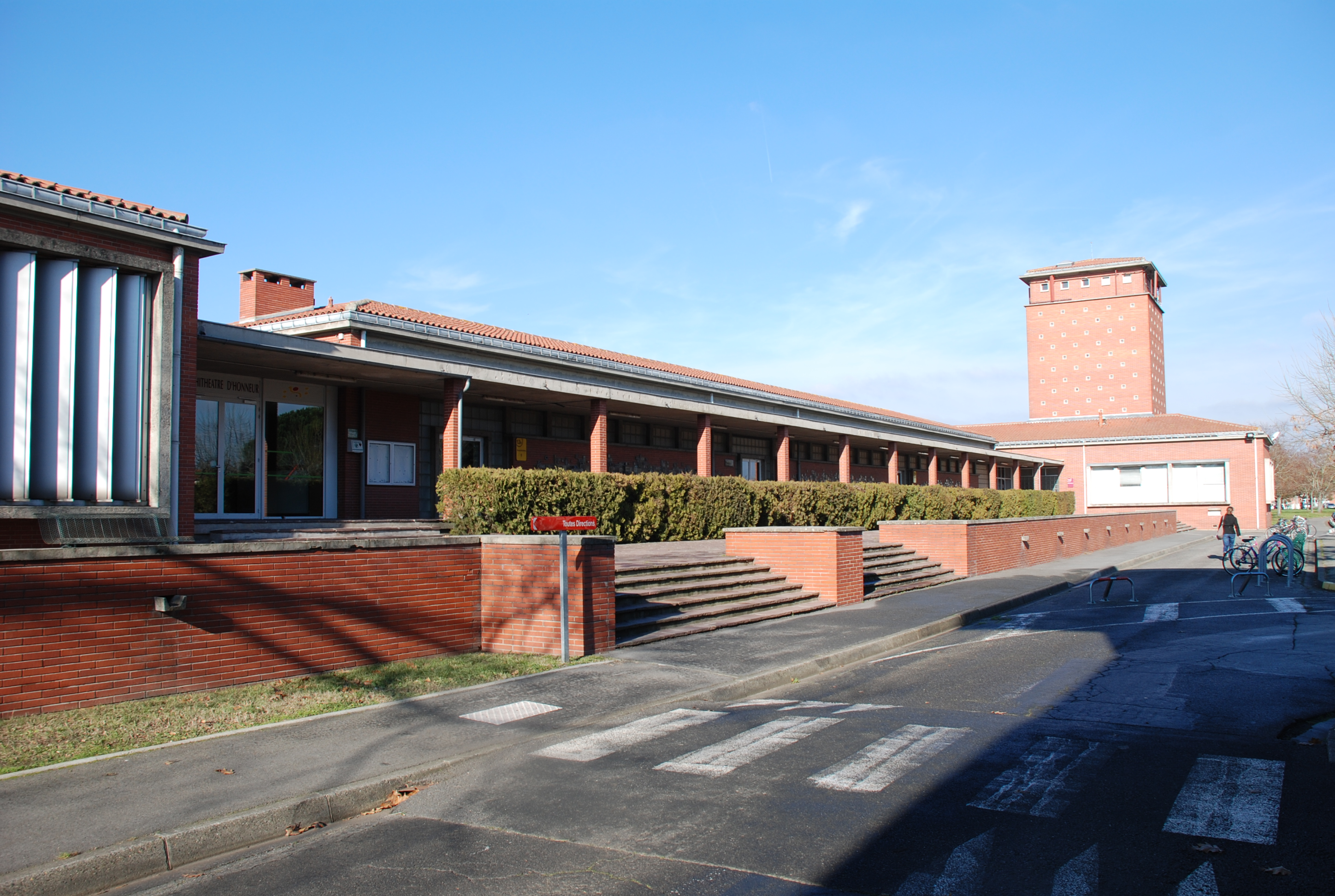
Amphithéâtres et bibliothèque donnant sur la cour d'honneur

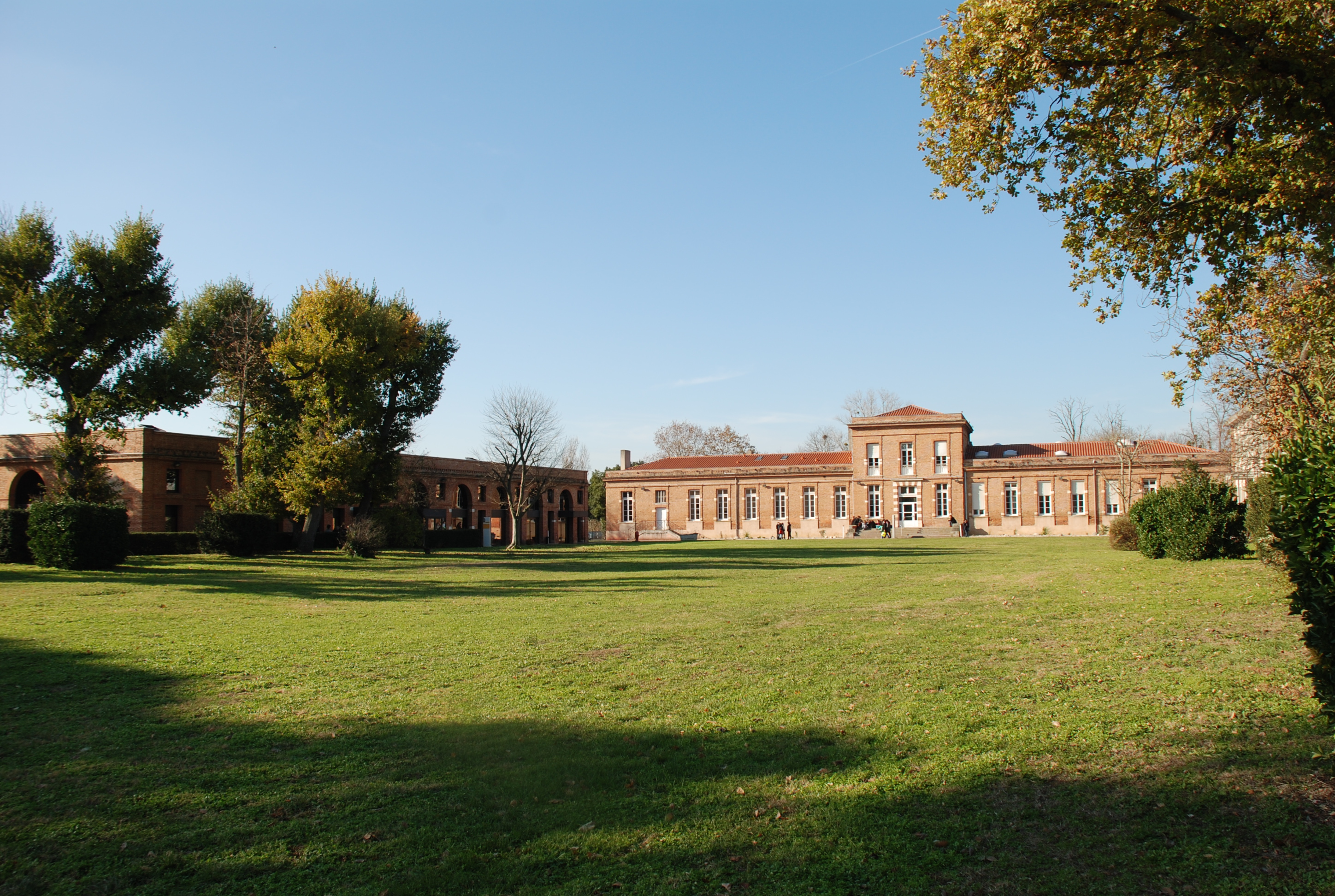
Le château de Marmande, dit le "château rouge"

#### Un habillage de briques dans le respect du «style toulousain»
La construction de l’École s'inscrit dans le mouvement de conciliation d'une modernité avec l'image d'une ville que l'on associe à la couleur des briques de ses édifices. Cette couleur est aussi celle du château du domaine d'origine, le château de Marmande, dit « le château rouge » ou le « château roux ».

Tous les bâtiments d'origine ainsi que les autres bâtiments principaux qui ont été construits depuis sont revêtus de briques pleines de parement avec des éléments apparents en béton bouchardé, les toitures sont en tuiles romanes, le tout dans le respect d'un  « style architectural toulousain » particulier que l'on retrouve dans les autres bâtiments publics toulousains réalisés par le même cabinet d'architectes.

#### Vues de l’École, fin des années 1960

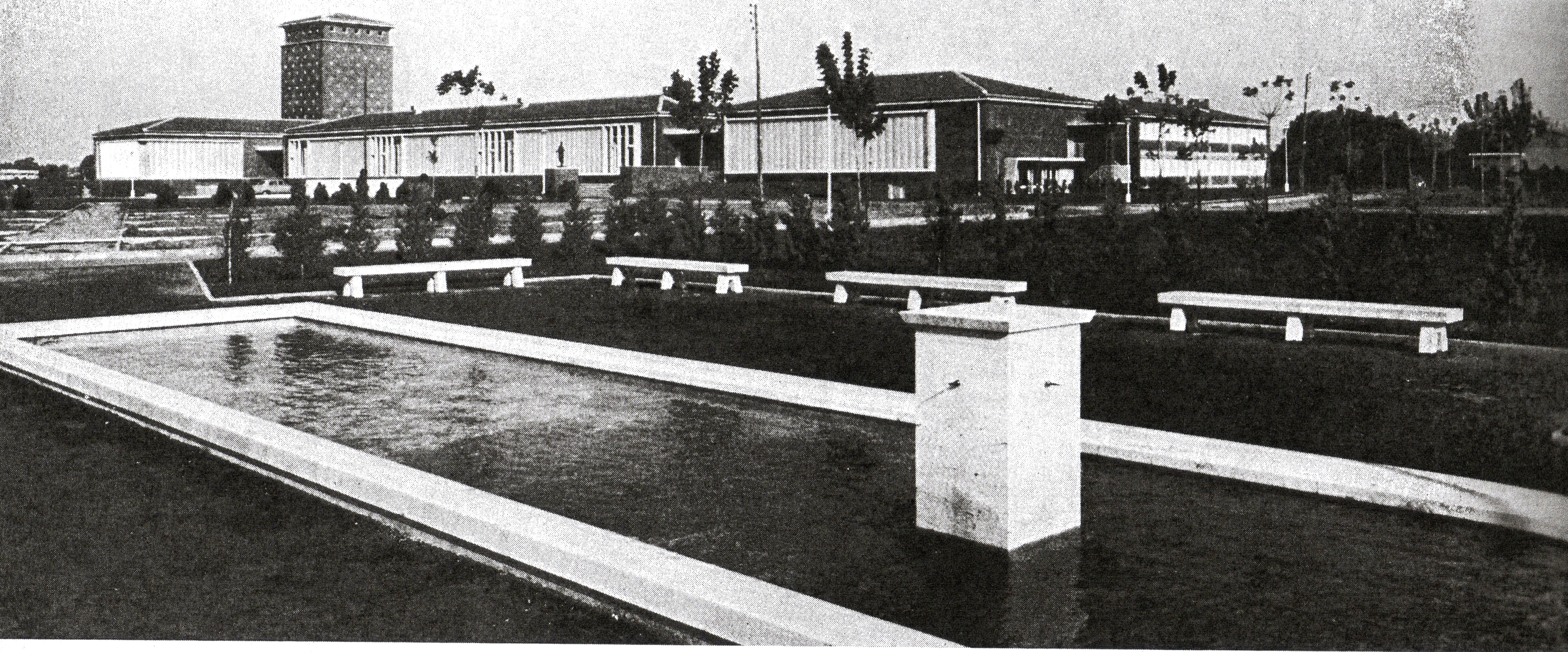
Vue sur les amphithéâtres et la bibliothèque de l'ENVT
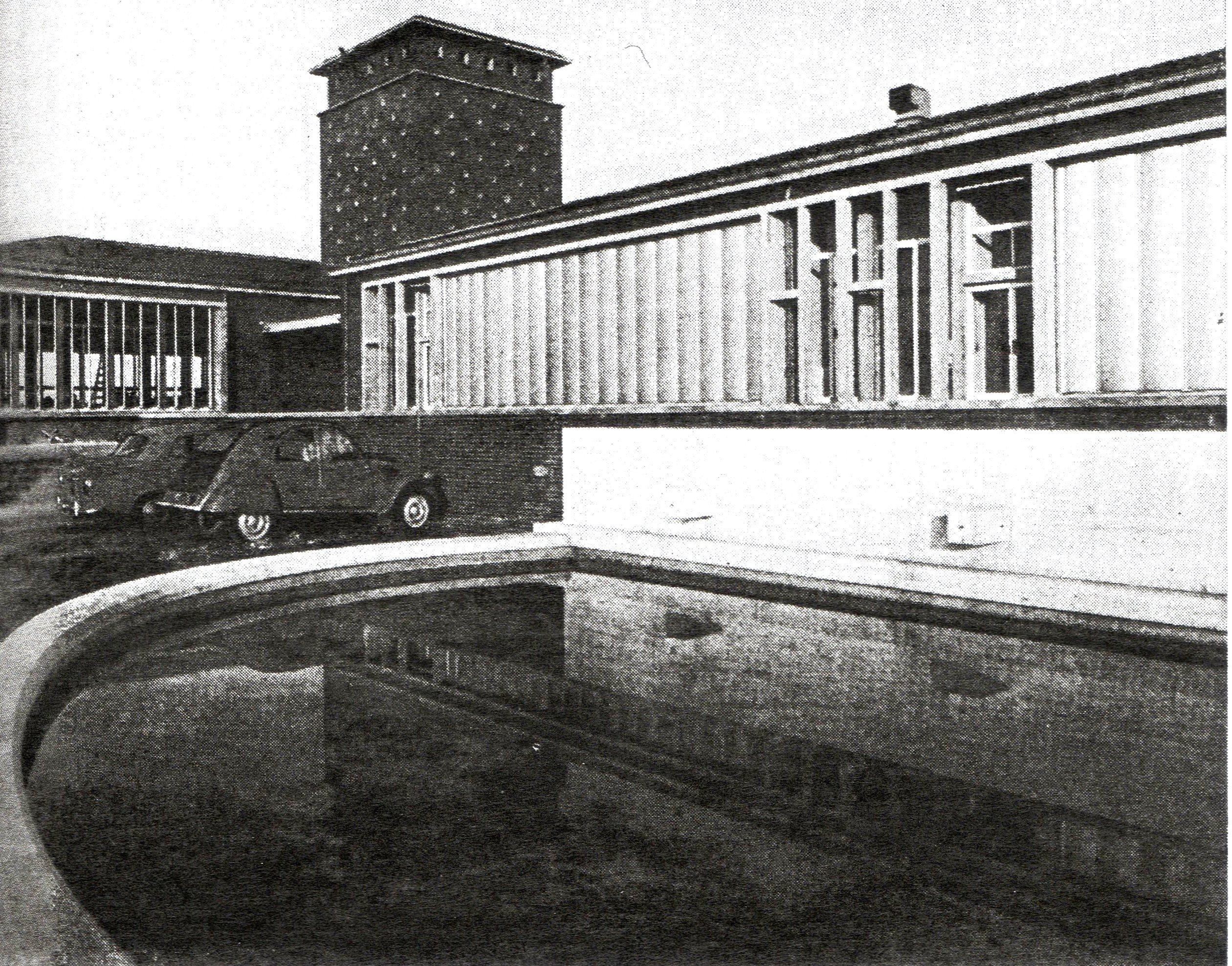
Vue Ouest des amphis et de la bibliothèque
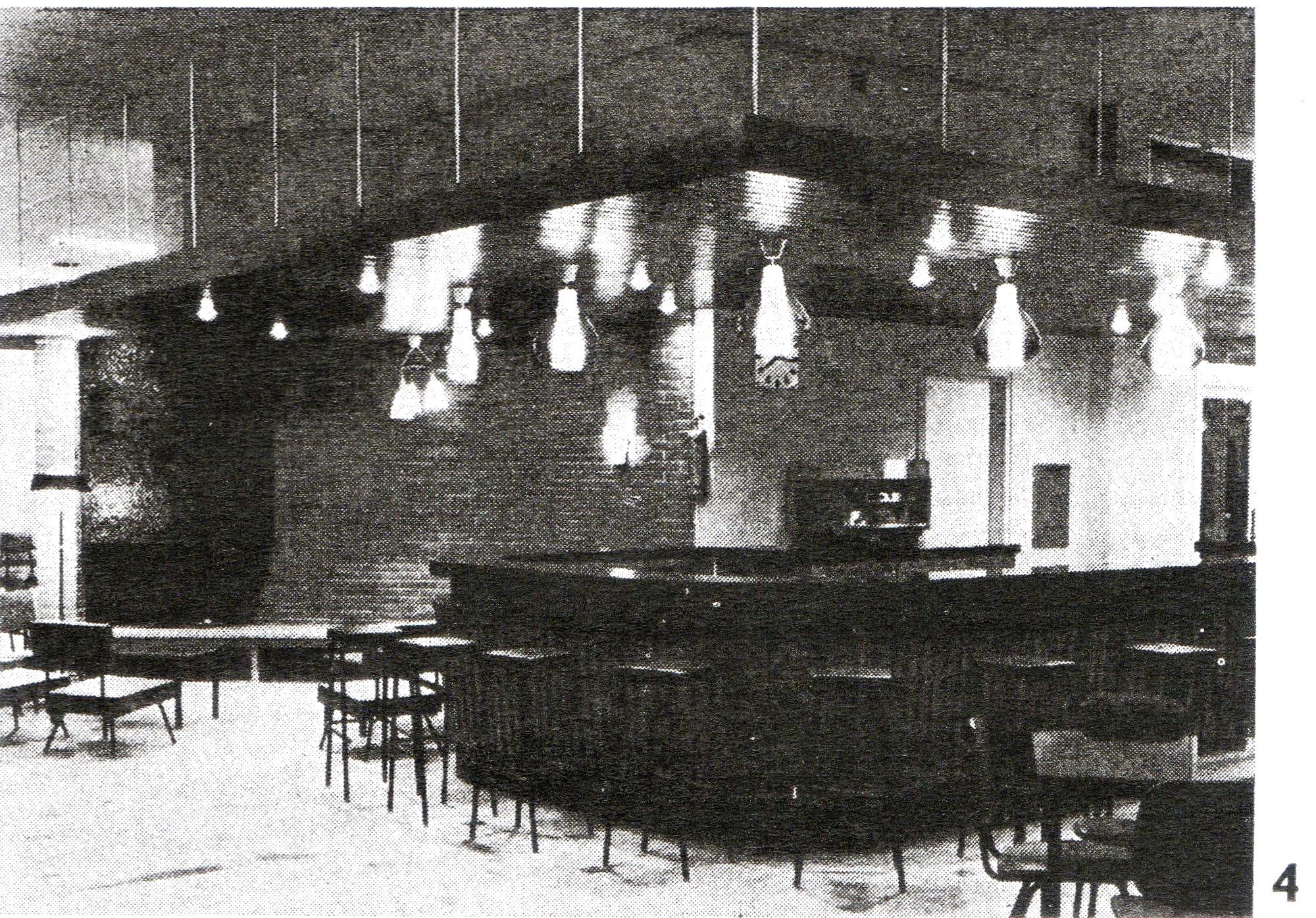
Bar du Club des élèves

### Vue d'ensemble
On peut distinguer quatre ensembles de bâtiments, qui sont étirés sur toute la longueur du terrain du plan supérieur, dominant la vallée du Touch en contrebas : 
- un groupe central encadrant la cour d'honneur : le bâtiment de l'Administration et le grand bâtiment des amphithéâtres et de la bibliothèque dominé par la tour dont l'élévation au bout  du long bâtiment en fait aujourd'hui un emblème architectural très reconnaissable, de l'ENVT et de ce quartier toulousain.

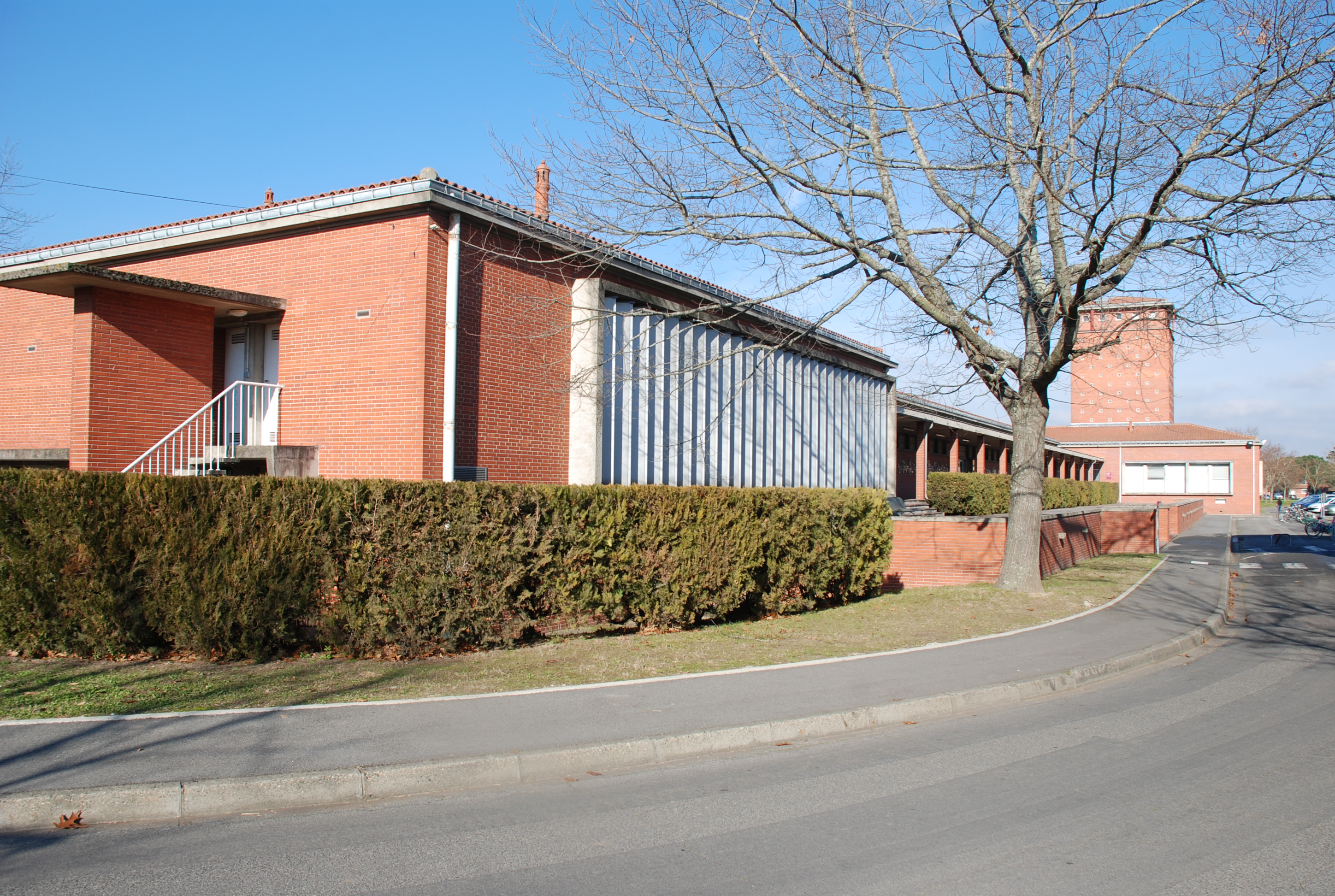
Grand amphithéâtre
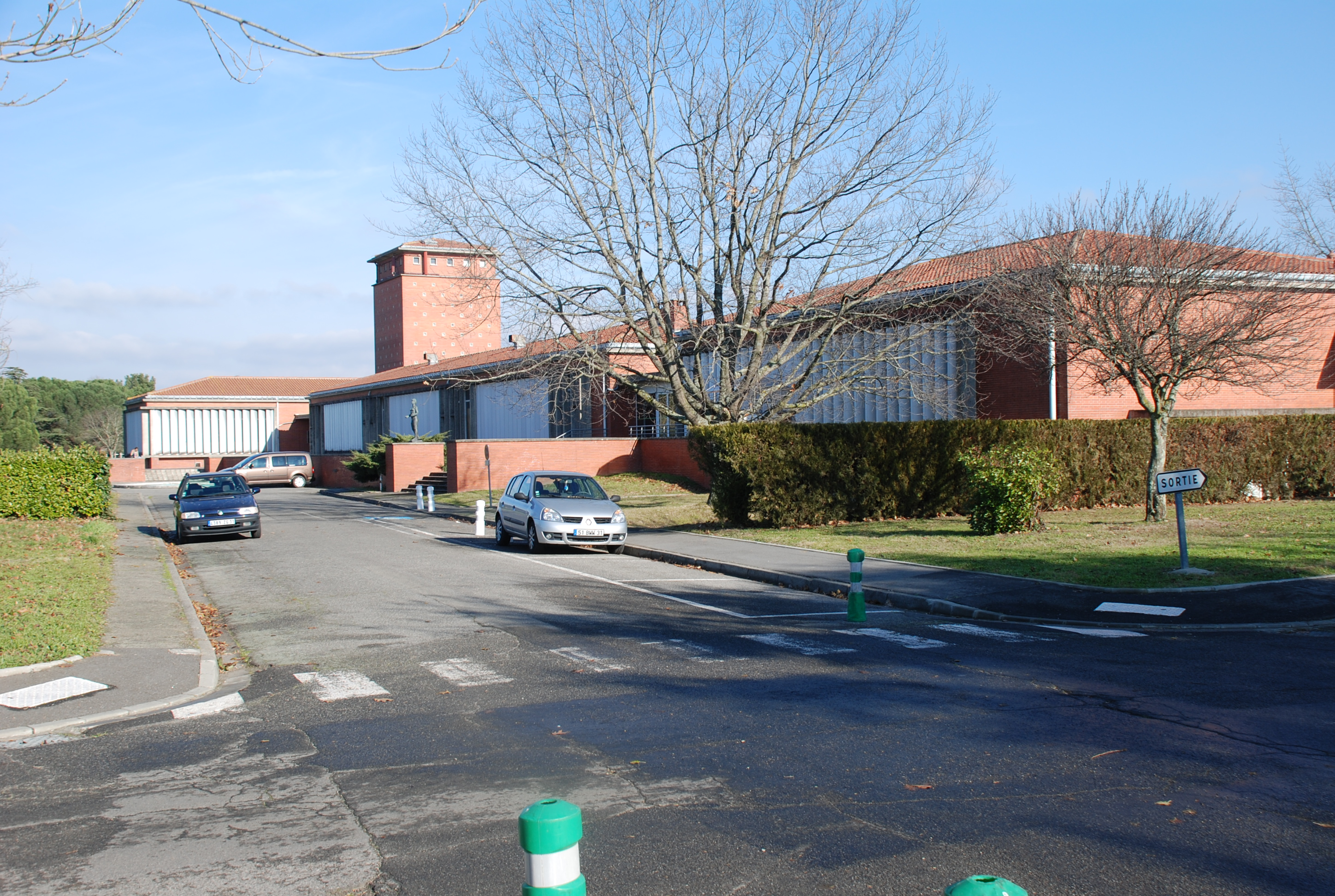
Vue ouest du bâtiment des 5 amphithéâtres et de la bibliothèque

- l'ensemble des unités d'enseignement et de recherche rayonnant autour du groupe central et étirés le long de l'axe routier principal qui les dessert. Un autre ensemble de bâtiments a été érigé depuis, un peu à l'écart, destiné à l'enseignement et à la recherche sur les maladies infectieuses. Chaque module comprend un bâtiment à étage et des bâtiments annexes (salles de travaux pratiques, laboratoires) reliés au bâtiment principal par des allées couvertes.

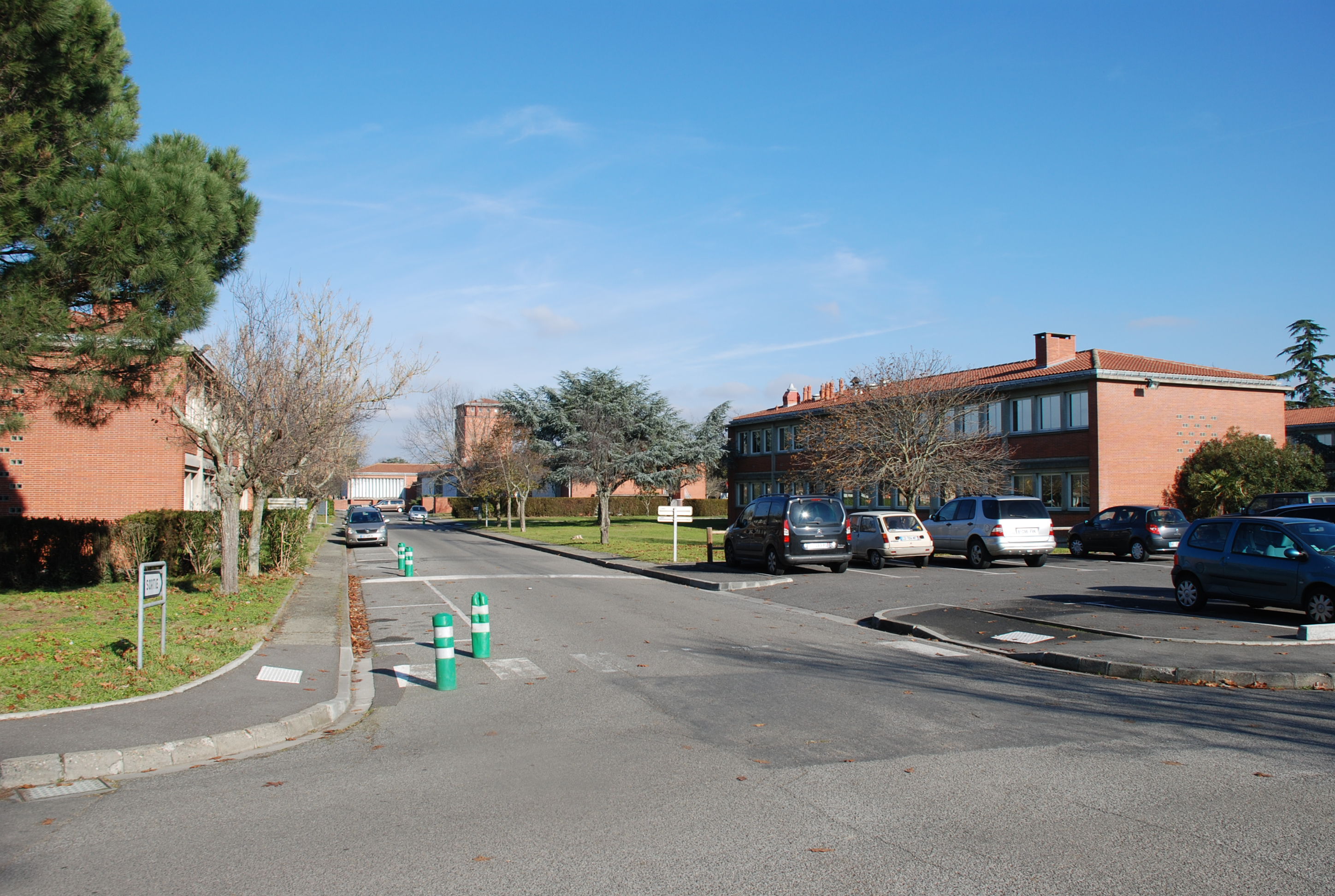
Services de Reproduction et de Chirurgie, à gauche, et de Biochimie et de Pharmacie, à droite
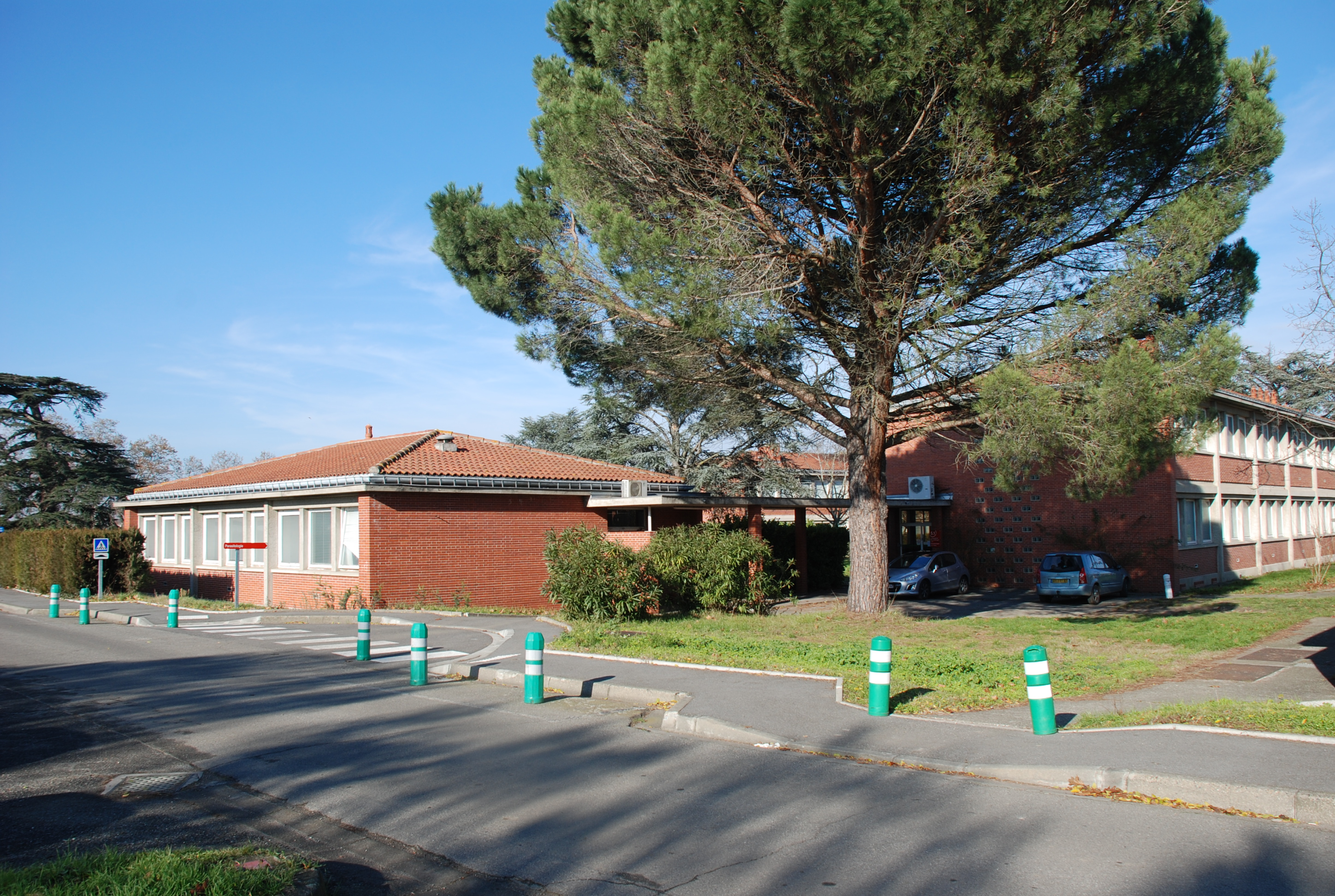
Service de Parasitologie
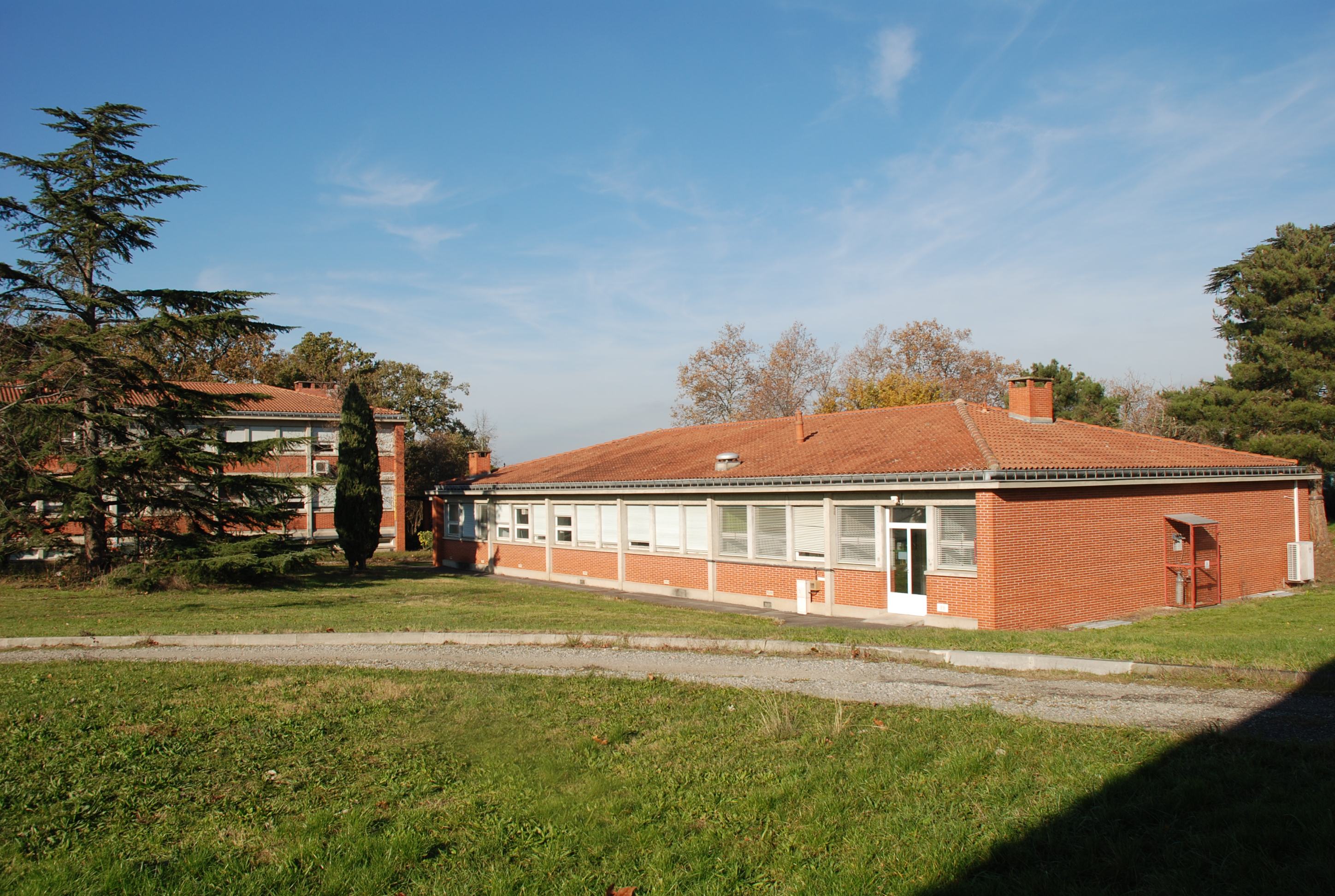
Service de Microbiologie
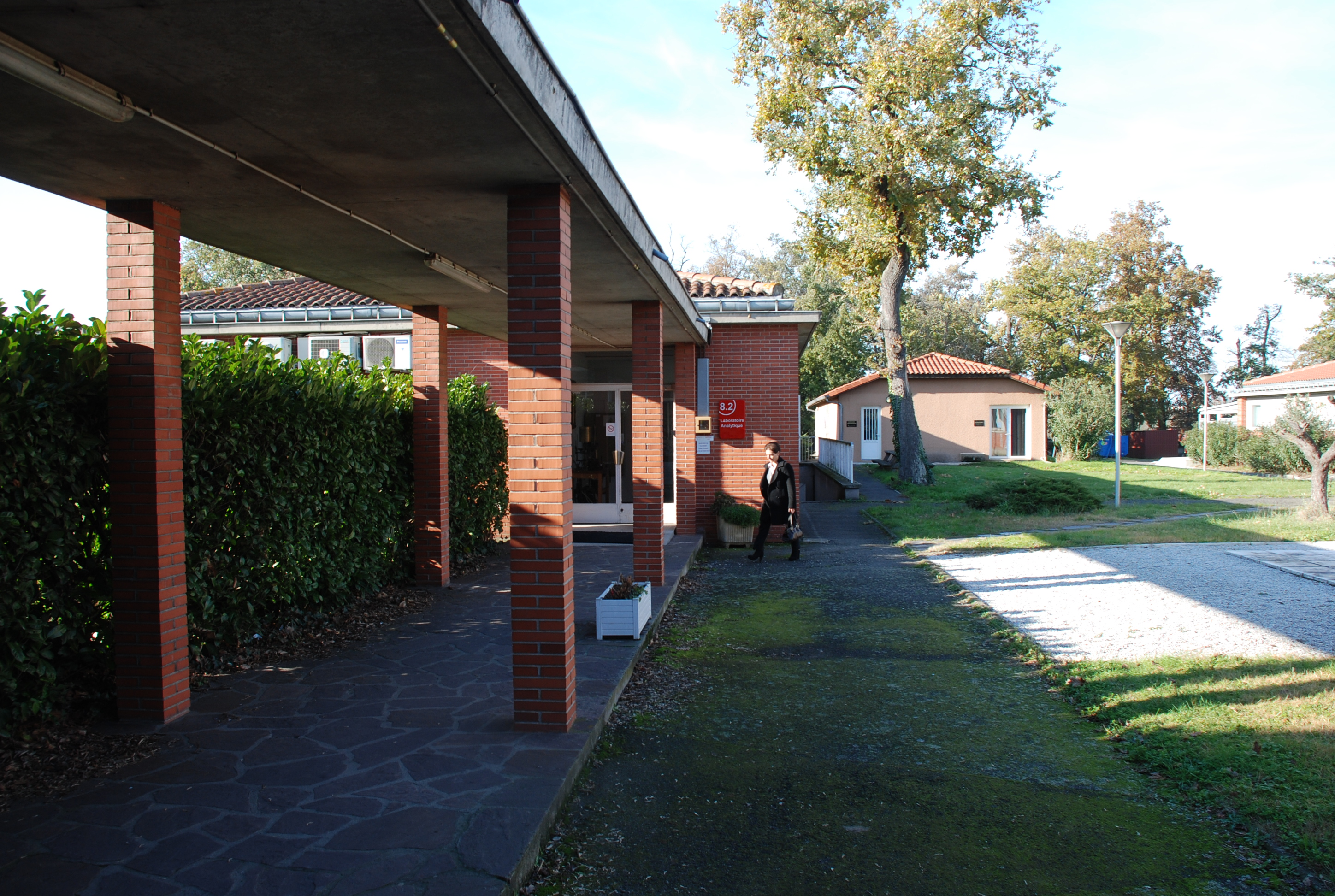
Allée couverte

- Les bâtiments des consultations et des services cliniques, au sud, proches des services d'enseignement et de recherche, et desservis par une entrée donnant sur le chemin des Capelles, destinée à l'accueil du public venant aux consultations.

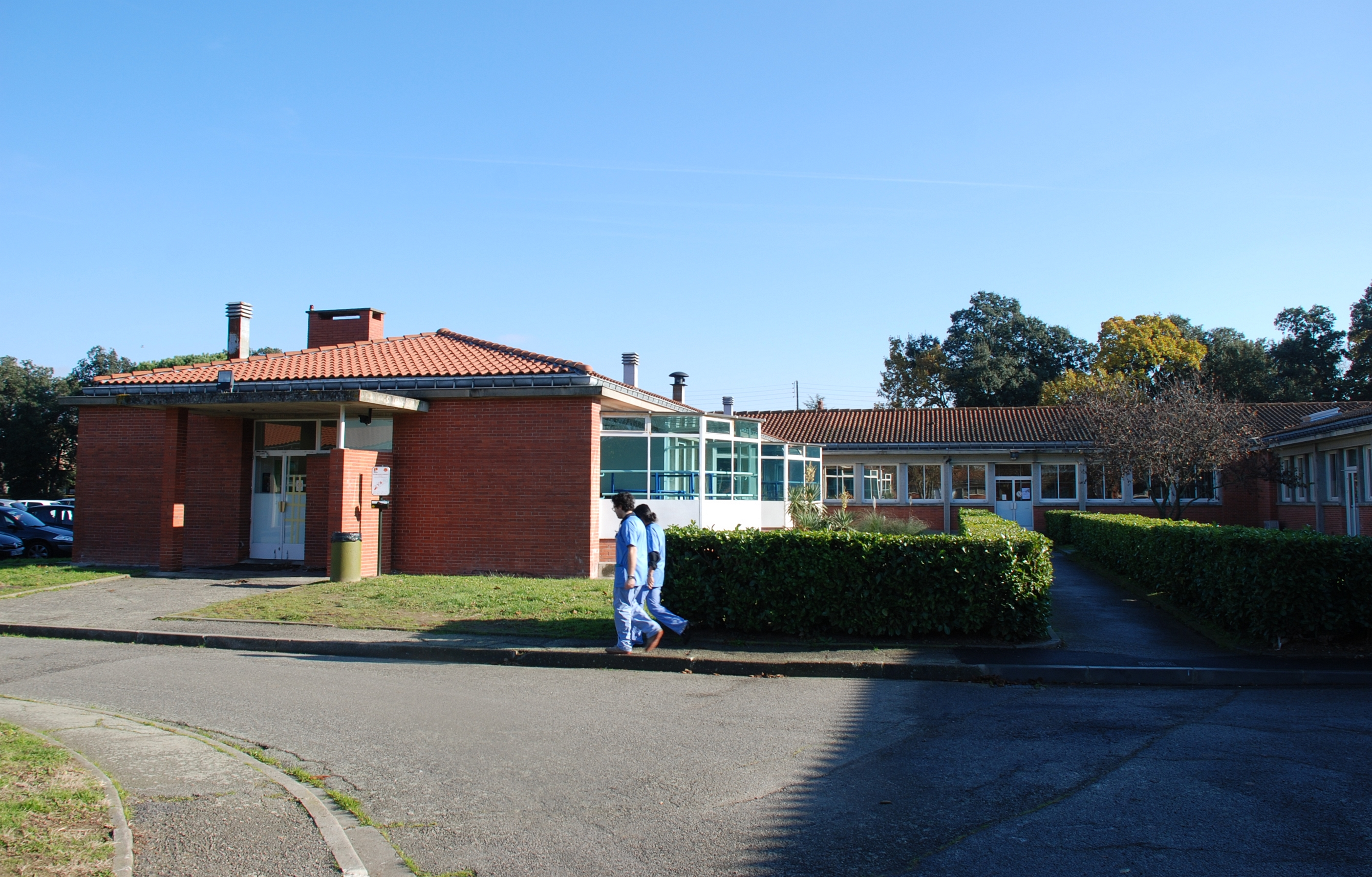
Service des consultations canines et félines
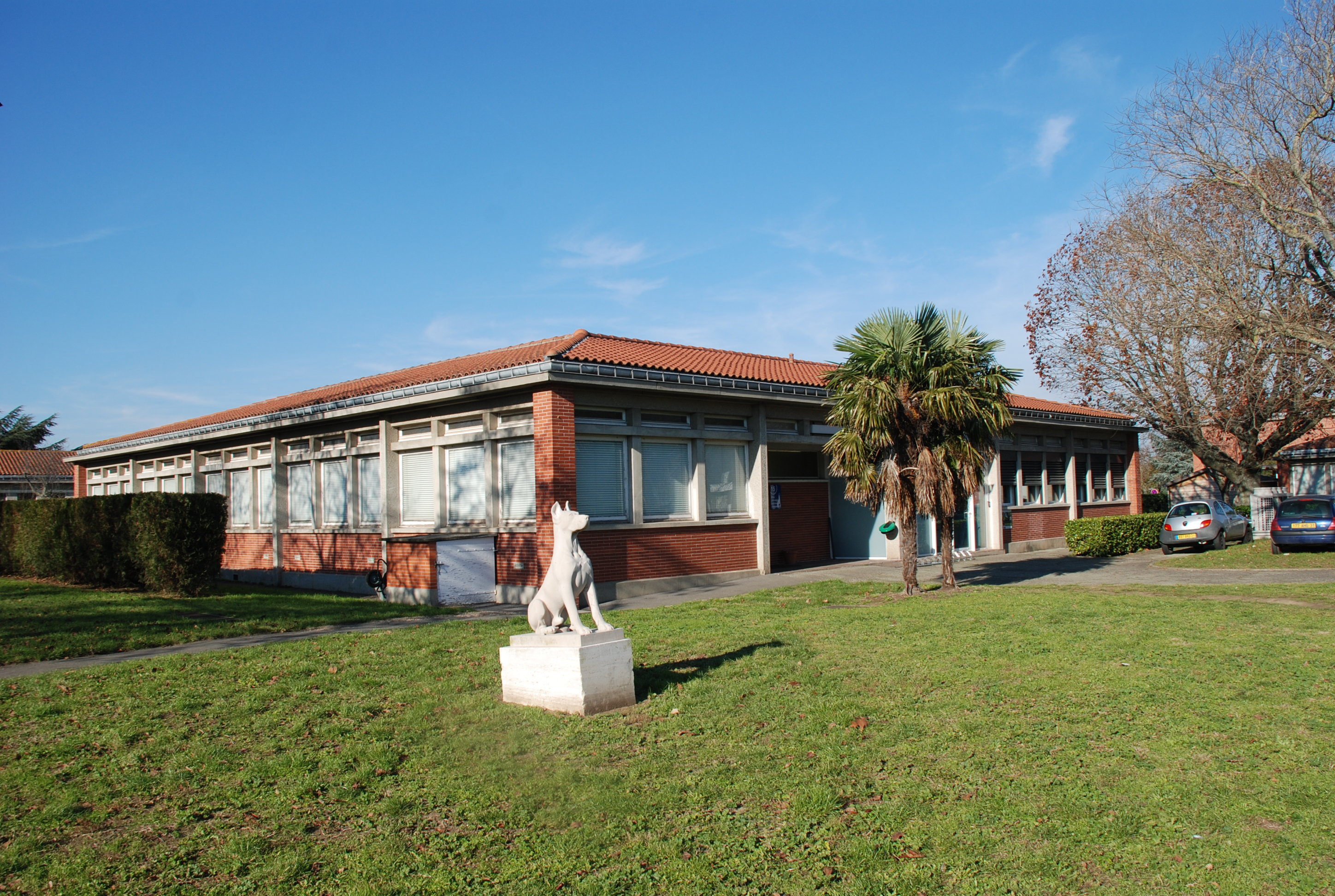
Bloc de chirurgie clinique
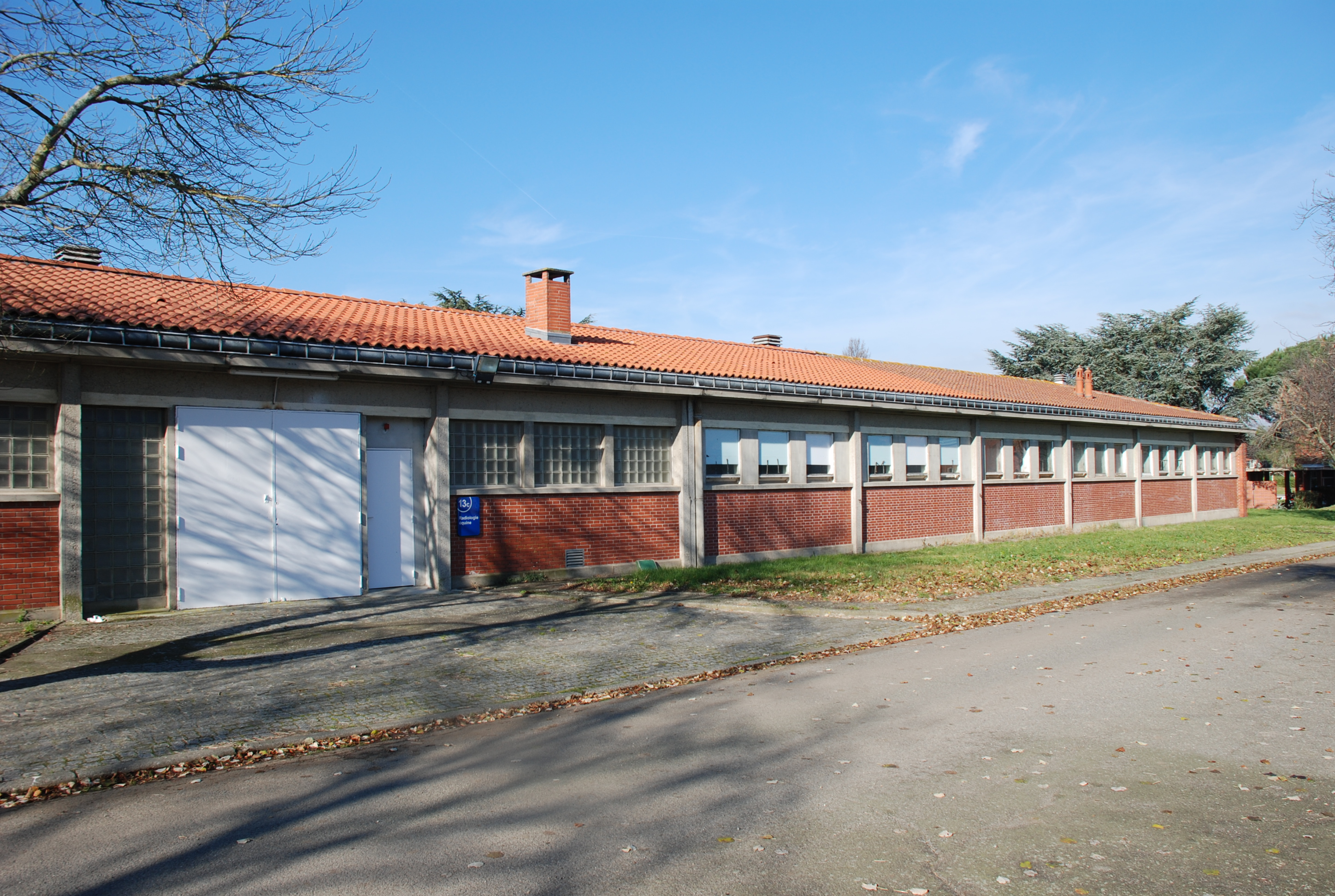
Clinique équine

- Les bâtiments de la vie étudiante à l'autre extrémité, au nord : terrains  de sport, cercle des élèves, résidences étudiantes, restaurant universitaire.

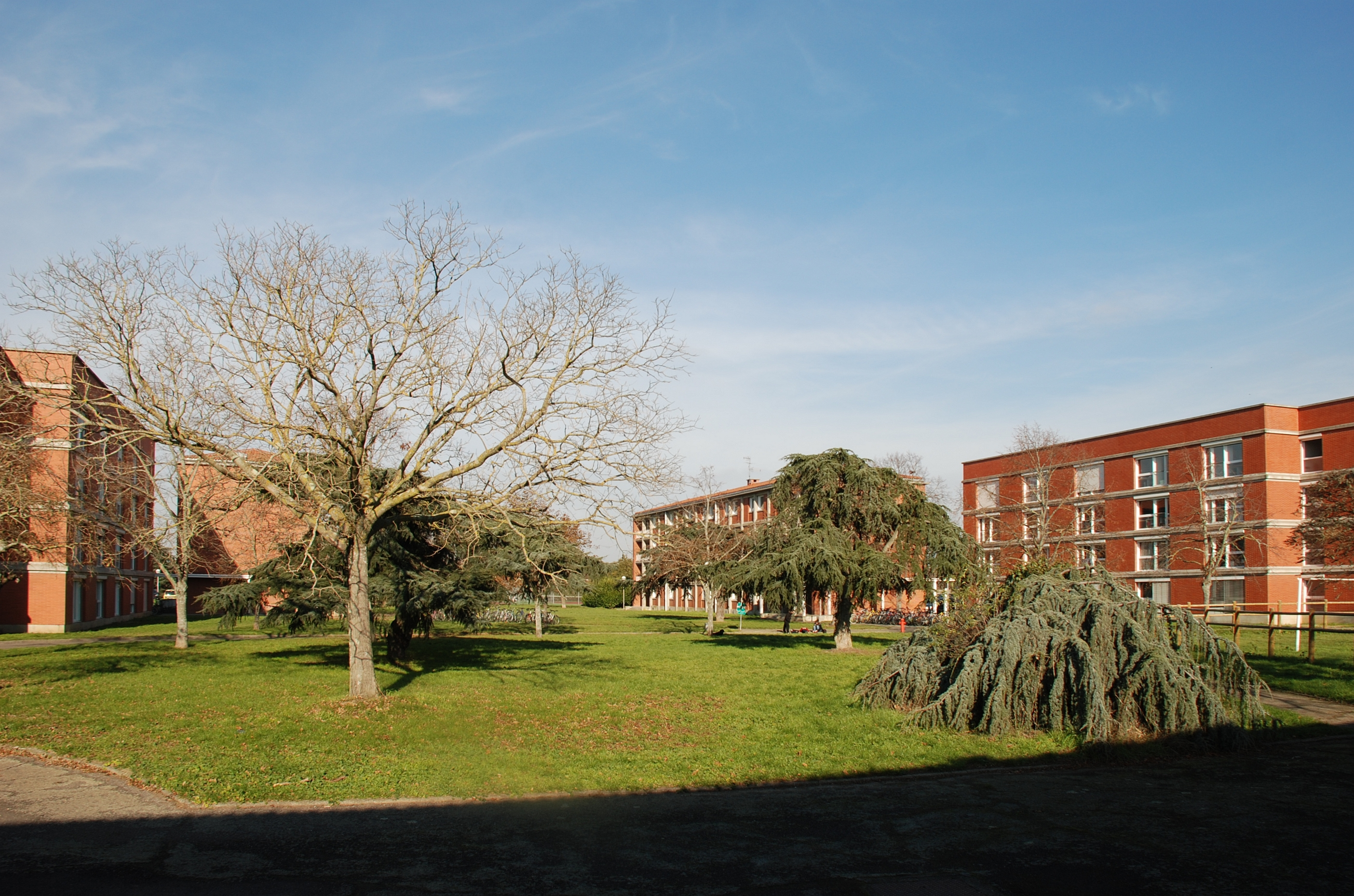
Résidences des étudiants Cité étudiante (résidences universitaires)
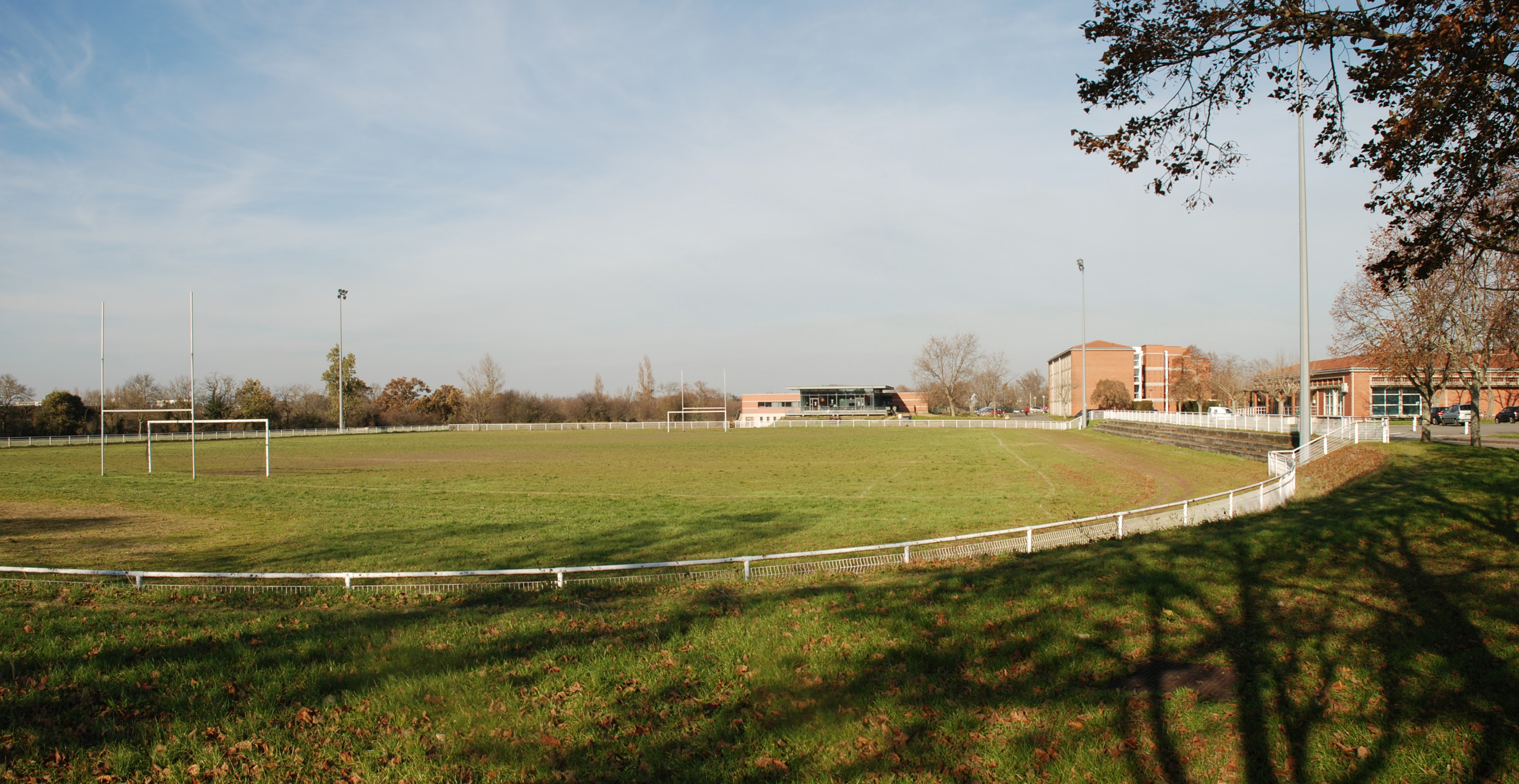
Terrain de sport, cercle et cité des étudiants
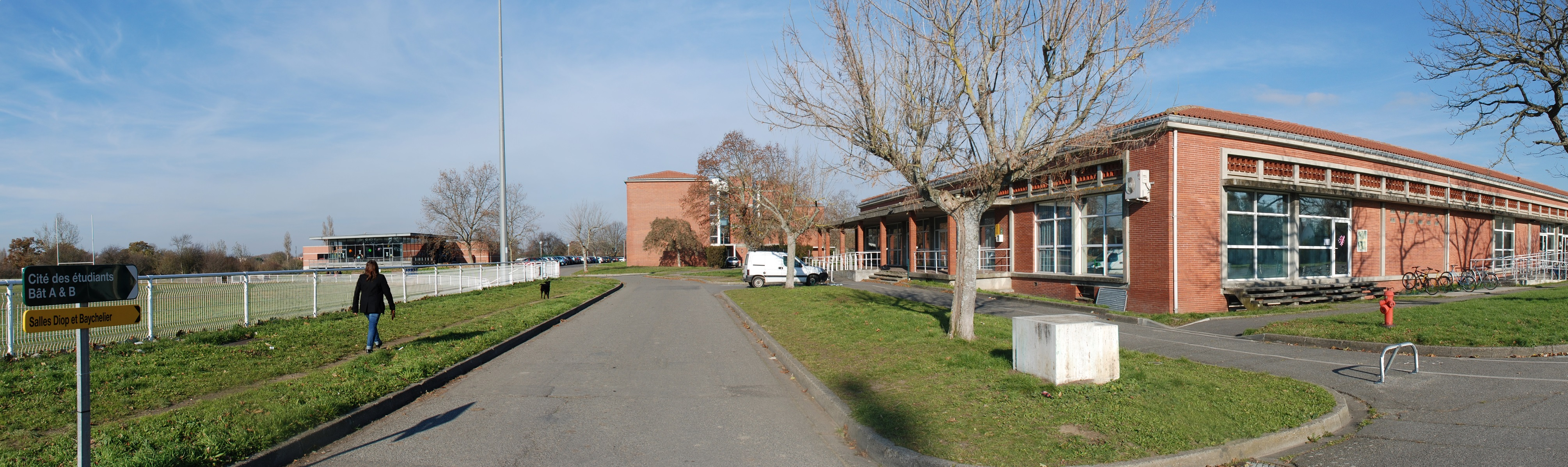
Cercle, salles de réunion, cité et restaurant des étudiants

- Dans la vallée du Touch, ont été érigés progressivement de nouveaux bâtiments, d'expérimentation, des animaleries de semi plein air, et le centre équestre en contrebas et proche du cercle des élèves : voir plus loin le paragraphe Centre équestre de l'ENVT.

## Site Internet de l'ENVT
Le site Internet de l'ENVT livre des informations, souvent téléchargeables, sur l'organisation de l'enseignement et de la recherche, sur le contenu des formations dispensées, sur les prestations de services, sur le fonctionnement des cliniques etc.

### Identité visuelle de l'établissement

Logotype avant rattachement à l'INPT
Logotype après rattachement à l'INPT
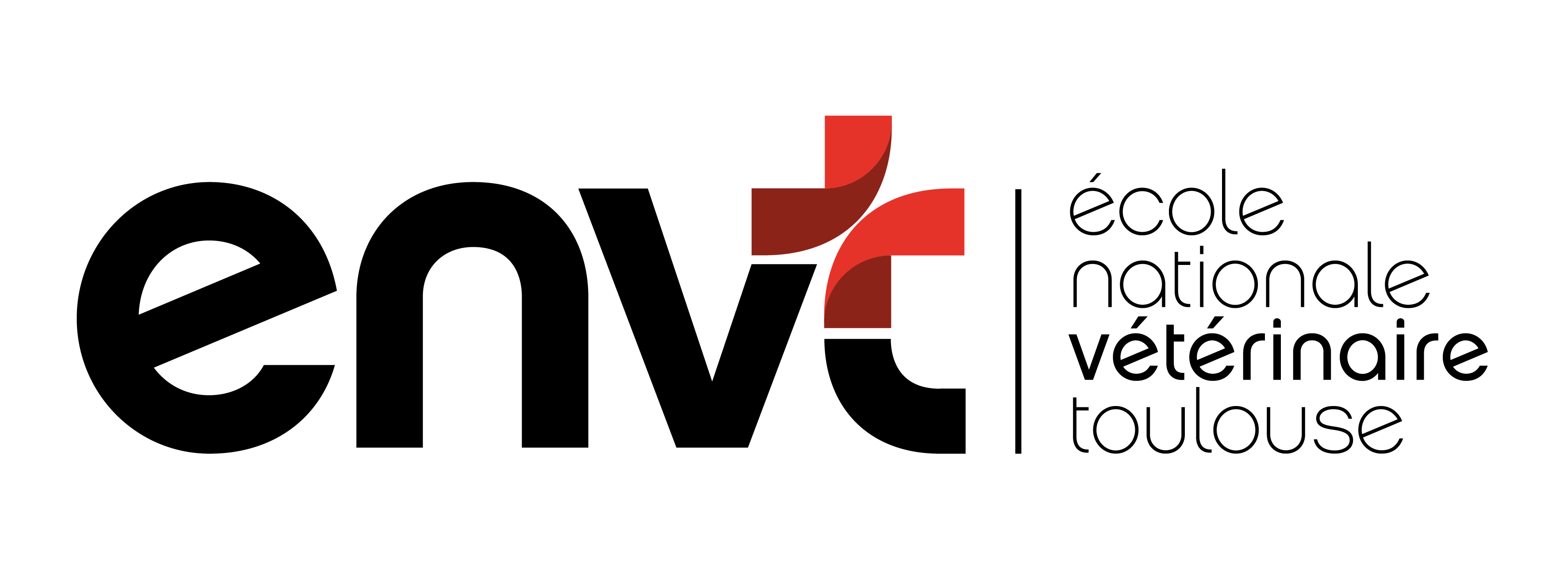
Logotype à partir de 2018

## L'Enseignement
L'organisation de la formation vétérinaire est sensiblement la même dans chacune des 4 écoles vétérinaires (ENV d'Alfort, ENV de Lyon ou VetAgro Sup, ENV de Nantes ou ONIRIS et ENV de Toulouse).
Ce paragraphe sur l'enseignement à l'ENVT complète le contenu de l'article Formation des vétérinaires en France, tout en mentionnant certaines spécificités de la formation dispensée à l'ENVT.
Les écoles vétérinaires forment des vétérinaires qui sont principalement des médecins et chirurgiens des animaux  exerçant une profession réglementée, mais aussi des cadres de la Santé animale et de la  Santé Publique, et, plus globalement, des biologistes de haut niveau spécialisés notamment en biologie animale.
La formation vétérinaire est régie par la directive européenne 2005/36/EC  déclinée en France par un référentiel professionnel et de diplôme. Le cursus de formation a récemment évolué, pour se stabiliser dans les termes décrits dans l’Arrêté du 20 avril 2007 relatif aux études vétérinaires.

### Originalité de la formation vétérinaire
La formation vétérinaire offre deux constantes fondamentales : une formation clinique et une formation scientifique (cf le projet d'établissement de l'ENVT). Ce type de formation se retrouve dans tous les établissements de formation vétérinaire.

#### La formation clinique
L’approche clinique fonde la spécificité de la formation vétérinaire, ce qui se traduit par la place importante donnée à l'étude de cas. C’est sur elle que repose pour une bonne part l’originalité d’un enseignement très diversifié, qu’il soit médical d'une part, biologique, zootechnique, hygiénique ou économique, d'autre part, champs disciplinaires sur lesquels se fondent les activités professionnelles.

#### La formation scientifique
La formation scientifique est inhérente à l’histoire de la médecine vétérinaire (voir plus loin le paragraphe sur le patrimoine culturel scientifique de l'ENVT) et elle est constitutive de l’image des écoles vétérinaires au même titre que leur visée professionnelle très spécifique : l’accès au statut d’établissement d’enseignement supérieur des établissements d’enseignement voués à la santé animale a été historiquement lié à leur activité scientifique.
En conséquence, les activités de recherche occupent à l'ENVT une place essentielle à côté de l’enseignement.

### Contenu de la formation
Cet enseignement comprend :
- Un enseignement de tronc commun sur 4 ans
- Un enseignement d’approfondissement sur 1 an
- Des enseignements de formation continue
- Des formations en Internat
- Des diplômes d'école
- Des masters

L'enseignement au cours de la Première Année Communes aux ENV ( PACENV)
Les étudiants ont désormais la possibilité d'intégrer une des 4 ENV françaises par le biais du Concours Post-bac, à travers la plateforme Parcoursup. Le programme est commun aux quatre écoles. 

#### L'enseignement de tronc commun
L'enseignement de tronc commun, tel qu'il est dispensé dans les 4 ENV françaises, occupe les huit premiers semestres d’étude sur 4 années dénommées A2, A3, A4, A5, et dispense une formation progressive de vétérinaire généraliste. Le diplôme d’Études Fondamentales Vétérinaires (DEFV), obtenu à l’issue de ces 4 années confère un grade de Master. Il est assorti d’une autorisation temporaire d’exercice délivrée par l’Ordre des Vétérinaires.
Le cursus général et le syllabus sont développés année par année, et pour l'année scolaire en cours, sur le site Internet de l’École.
La formation initiale des vétérinaires a fait l'objet, en 2009, d'un rapport dit « rapport Vallat » rédigé par Bernard Vallat, président du conseil d'administration de l'ENVT.

##### Les stages d'enseignement de l'ENVT
Durant chacune de leurs années d'étude du tronc commun, les étudiants réalisent un stage dans des structures d'accueil et sur des thèmes différenciés pour être complémentaires en matière de formation. Tous ces stages, qui font partie intégrante de l'enseignement, donnent lieu à une soutenance et sont valorisés par des ECTS.
Selon le rapport d'évaluation de l'AERES, « ces stages, efficacement encadrés, sont une véritable plus-value dans la formation des étudiants en leur permettant, en particulier, de découvrir des aspects du métier, comme la médecine vétérinaire en milieu rural, qui ne sont pas spontanément prisés par la population étudiante actuelle, essentiellement citadine et féminine ».

#### L'année d'approfondissement et la thèse de doctorat vétérinaire
La sixième année ( A6) est consacrée :
à l’enseignement d’approfondissement ;
à la préparation  de la thèse de doctorat en médecine vétérinaire ; le temps consacré à la préparation de la thèse doit être équivalent à un semestre d’enseignement.
Chaque étudiant titulaire du DEFV doit suivre une cinquième année d’approfondissement dans l’un des domaines suivants : 
- clinique des animaux de production,
- clinique des animaux de compagnie,
- clinique des équidés,
- santé publique vétérinaire,
- recherche,
- industrie.

La validation de l’année d’approfondissement permet la soutenance de la thèse de doctorat vétérinaire et l’obtention du diplôme d’État de Docteur vétérinaire), délivré, pour l'ENVT, par la faculté de médecine de l’université Toulouse III - Paul Sabatier, en conformité avec la règlementation professionnelle vétérinaire exposée dans le Code Rural.
Les étudiants qui ont choisi le domaine recherche peuvent effectuer leur année d’approfondissement dans un établissement d’enseignement supérieur pour suivre une formation universitaire.

#### Les Enseignements de formation continue et les diplômes d'école
L'offre de l'ENVT en formation continue est orientée vers la satisfaction de besoins professionnels, dans les domaines de l'animal de compagnie, de l'animal de laboratoire, des productions animales et d'autres thématiques. La liste et le contenu de ces nombreuses formations sont précisés sur le site web de l'ENVT. Certaines, dispersées sur plusieurs semaines, sont diplômantes, tandis que d'autres, plus courtes, sont qualifiantes.

#### Les formations en Internat
L'internat est une formation de troisième cycle des écoles vétérinaires qui conduit au diplôme national d'internat de médecine vétérinaire,.

Les champs disciplinaires sont la médecine et la chirurgie équines, la médecine et la chirurgie des animaux de compagnie, la médecine et la chirurgie des ruminants.

Les dénominations des internats proposés par l’École vétérinaire de Toulouse sont :
- L'Internat en Sciences cliniques des équidés
- L'Internat en Clinique des ruminants
- L'Internat en Clinique des animaux de compagnie

#### Les formations enmasters
L'ENVT propose des masters cohabilités avec les universités :
- Master Recherche Élaboration de la qualité et sécurité alimentaire (ENVT, ENSAT, INRA, Université Paul-Sabatier)[44]
- Master professionnel Pharmacologie et Métiers du Médicament (ENVT, Université Paul-Sabatier)[45]
- Master  Santé animale et épidémiosurveillance dans les pays du Sud (ENVT, CIRAD)[46],[47]
- Master The Agrofood Chain (ENVT, Toulouse Agri Campus)[48],[49]

En complément, de nombreux enseignants-chercheurs de l'ENVT participent à l'organisation (comité pédagogique) ou à l'enseignement au sein de masters 1 ou 2, professionnels ou de recherche de thématiques variées.

#### Les formations en résidanat
Le résidanat est une formation de troisième cycle d'une durée de 3 ans conduisant à la préparation d'un diplôme national et/ou européen conférant le titre de vétérinaire spécialiste.
En 2020, l'ENVT accueille des résidents en dermatologie (ECVD), médecine interne des animaux de compagnie (ECVIM-CA), chirurgie des animaux de compagnie (ECVS), biologie médicale (ECVCP), alimentation (ECVCN), anatomie pathologique (DESV anatomie pathologie et ECVP), médecine bovine (ECBHM), médecine aviaire (ECPVS), anesthésie-analgésie (ECVAA), médecine zoologique (ECZM), pharmacologie-toxicologie (ECVPT), parasitologie (EVPC), ophtalmologie (DESV ophtalmologie) et santé publique vétérinaire (ECVPH - médecine de populations et hygiène des aliments).
L'ENVT est également en mesure d'accueillir des résidents en chirurgie équine (ECVS), reproduction animale (ECAR) et urgences-soins intensifs (ECVECC).

## La Recherche
L'activité de recherche des écoles vétérinaires françaises est conduite principalement dans des unités de recherche labellisées. Ces unités  se situent soit en totalité soit pour partie dans l'établissement.
Une activité de recherche clinique non encore labellisée à ce jour est réalisée à l'ENVT sur des animaux de compagnie en parallèle avec le fonctionnement des activités cliniques.
Certains enseignants-chercheurs peuvent exercer, indépendamment, leur activité de recherche dans une unité de recherche extérieure à l'établissement, c'est notamment le cas de la recherche en économie, à l'ENVT.

### Les  unités de recherche de l'ENVT
L'activité de recherche de l'ENVT se déroule principalement au sein  d'unités de recherche dont 5 UMR pour lesquelles l'ENVT est co-tutelle et six unités dans lesquelles interviennent des enseignants-chercheurs de l'ENVT. À cette activité  de recherche proprement dite s'ajoute une activité de recherche-développement menée en particulier au sein d'une unité mixte technologique (UMT).

#### Interactions Hôtes Agents Pathogènes (IHAP)
L’unité Interactions Hôtes Agents Pathogènes (IHAP), UMR 1225 INRA-ENVT est localisée au sein de l’École Nationale Vétérinaire de Toulouse (ENVT).
En 2018, l’IHAP est constituée de 6 équipes :
Pathogenèse des infections par les mycoplasmes chez les ruminants,
Régulation précoce des infections,
Interactions hôtes-virus et vaccinologie,
Pathogénèse des Encéphalopathies spongiformes transmissibles,
Parasitologie : Interactions nématodes-milieu digestif (Tannins) / Besnoitioise,
Épidémiologie et économie de la santé animale.
En 2010, l’équipe sur les infections à E. coli a quitté l’UMR 1225 pour rejoindre le Centre de Physiopathologie du CHU de l’hôpital Purpan puis l'Institut de Recherche en Santé Digestive (Inserm), à proximité de l’École vétérinaire.

#### Unité mixte technologique "Maîtrise de la santé des troupeaux de petits ruminants"
Les unités mixtes technologiques (UMT) ont été créées pour assurer l’interface entre la recherche et le développement et conduire en commun sur un même lieu un programme à vocation nationale de recherche et développement. Elles sont constituées entre au moins un institut technique qualifié et un organisme de recherche publique ou un établissement d’enseignement supérieur.
Créée fin 2009 en partenariat avec l'Institut de l'élevage, sur le site de l’École nationale vétérinaire, l'UMT "Maîtrise de la santé des troupeaux de petits ruminants" est adossée à l'UMR "Interactions Hôtes Agents Pathogènes" (IHAP). Ses missions sont organisées autour de trois axes : gestion sanitaire globale des troupeaux, maîtrise des infections mammaires et de la qualité du lait, maîtrise du parasitisme par des nématodes gastro-intestinaux.

#### Toxalim
Toxalim est le nom donné à une très grosse unité ("TGU") de recherche qui regroupe 10 équipes issues, originellement, de 4  unités appartenant à l'ENVT (INRA/ENVT UMR 181 et INRA/ENVT 1089), à l'INRA (INRA UR 66), à l’École d'ingénieurs de Purpan (INRA/EIP UMR 1054) et au CNRS (CNRS UMR 5089). Cette unité est située principalement sur deux sites, sur le campus de l'ENVT, d'une part; et sur celui de la station INRA de Saint Martin du Touch jouxtant l'ENVT mais de l'autre côté du Touch, d'autre part.
L'axe principal de recherche est la toxicologie alimentaire dont les travaux portent sur la détection, le métabolisme, la cinétique des contaminants alimentaires et leur action sur la physiologie et l'anatomo-pathologie du tractus digestif et de tous les tissus et organes impliqués. Le regroupement de toutes ces unités qui jusque-là étaient engagées dans l'un de ces champs d'activité est destiné à permettre la conduite de projets multidisciplinaires avec un plus gros impact et visibilité à l'international.
L'unité est constituée de 10 équipes, dont 3 sont implantées sur le site de l'ENVT :
- Équipe E3-PEP Perturbateurs Endocriniens et Pesticides
- Équipe E5-BioToMyc Biosynthèse & Toxicité des Mycotoxines
- Équipe E7-PPM Pharmacocinétique Pharmacodynamie & Modélisation

#### Génétique, Physiologie et Systèmes d’Élevage
L'UMR 1388 GenPhySE « Génétique, Physiologie et Systèmes d’Élevage » a été créée en janvier 2014 afin d’améliorer la structuration et de renforcer la lisibilité du pôle toulousain de recherche en sciences animales. Elle est constituée de 10 équipes de recherche, dont deux sont représentées sur le site de l’ENVT :
• Cytogénomique structurale et fonctionnelle (CYTOGENE).
• Nutrition et écosystèmes digestifs (NED).

##### Équipe Cytogénomique structurale et fonctionnelle
Cette équipe est un prolongement de l’équipe « cytogénétique » de l'ancienne UMR 444 INRA-ENVT « génétique cellulaire ». Cette dernière avait été créée en janvier 2007 par la fusion de deux laboratoires, l’ancienne unité propre INRA « laboratoire de génétique cellulaire » (implantée sur le site d’Auzeville depuis 1970) et l’UMR 898 INRA-ENVT « cytogénétique des populations animales » (historiquement basée sur le site de l'école vétérinaire43). L’équipe CYTOGENE est donc localisée sur deux sites distants d’une vingtaine de kilomètres.
L’objectif général des travaux conduits au sein de cette équipe est d’améliorer la connaissance des mécanismes intervenant dans la régulation du fonctionnement des génomes (prise en compte de l’architecture nucléaire, des épigénomes... ; les modèles  étudiés sont principalement porcs et oiseaux). Le groupe basé à l’ENVT cherche plus particulièrement à comprendre l’impact des remaniements chromosomiques de structure (de type translocations, inversions...) sur le déroulement et les produits de la méiose, mâle et femelle. Ses programmes de recherche s’appuient sur (et valorisent) l’activité d’une plateforme de contrôle chromosomique certifiée, basée sur le site de l’ENVT.

##### Nutrition et écosystèmes digestifs (NED)
Cette équipe a repris l'activité de l'ancienne UMR A 1289 Tandem (Tissus Animaux, Nutrition, Digestion, Écosystèmes et Métabolisme) créée en janvier 2007 par la fusion de deux laboratoires toulousains : l’Unité de recherches cunicoles de l’INRA (UR 52) et l’équipe d’accueil universitaire (EA 3014) « Zootechnie et Qualités des Produits Animaux », de l’Institut national polytechnique de Toulouse. Des enseignants-chercheurs et personnels de l’École Nationale Vétérinaire de Toulouse étaient officiellement rattachés à l’EA 3014. L’équipe actuelle Nutrition et écosystèmes digestifs (NED)est donc localisée à la fois sur le site de l'Agrobiopole Auzeville-Tolosane, à l’ENSAT et à l’ENVT.
Les activités de recherche de l’équipe s’appuient sur trois sites expérimentaux qui lui sont rattachés : les installations expérimentales cunicoles du site de l’INRA d’Auzeville et les stations expérimentales volailles et vaches fistulées du site de Poucharramet (INP Toulouse).
L’équipe Nutrition et écosystèmes digestifs (NED) a été bâtie autour de deux thématiques scientifiques : l’une centrée sur les relations entre nutrition et fonctionnement de l'écosystème digestif (modèles lapin et vache, équipe NED), l’autre concerne l’étude des facteurs biologiques à l’origine de la variabilité des qualités technologiques et sensorielles des produits animaux (modèles foie gras des palmipèdes gavés et muscle.

#### Institut de Recherche en Santé Digestive (IRSD)
Cette unité a pour thématiques le développement de nouvelles stratégies diagnostiques et thérapeutiques dans le traitement des affections digestives chez l'Homme et l'animal via une approche trans-disciplinaire dans un contexte de collaborations et interactions au sein et à l'extérieur de l'institut. Placé sous les tutelles de l'ENVT, de l'INRA, de l'Inserm et de l'Université Toulouse III Paul Sabatier, l'IRSD est constitué de 5 équipes. C'est au sein de l'équipe 2 "Commensalisme et Pathogénies des Entérobactéries" qu'évoluent les enseignants-chercheurs de l'ENVT.

#### Innovations thérapeutiques et Résistances (InTheRes)
Cette unité crée en 2018 est placée sous la co-tutelle de l'ENVT et de l'INRA et s'intéresse à la réduction et à l'optimisation des usages d'antibiotiques et antiparasitaires.

#### Autres unités labellisées
Il s'agit d'unités de recherche labellisées sous tutelle de l'Université Paul Sabatier, de l'INRA, de l'Inserm ou du CNRS et dans lesquelles interviennent des enseignants-chercheurs de l'ENVT.
- Aliss - Comportements Alimentaires et Stratégies des Entreprises
- CREFRE - Biologie Médicale et Histologie
- StromaLab - Biologie des ASC et BM-MSC
- TONIC - Développement et validation de biomarqueurs en IRM et médecine nucléaire (DEVIN) et Innovation in drug, regenerative medicine, stimulation and modulation of motor plasticity and recovery (iDREAM)
- UDEAR - Barrière Epidermique
- CPTP - Bases moléculaires et déterminismes physiologiques de la signalisation dans les lymphocytes T

### Évaluation de la recherche
Comme toutes les unités de recherche au niveau national, les unités de recherche labellisées de l'ENVT sont évaluées, en propre, en sus de l'évaluation de l'établissement, par l'AERES qui publie ses rapports en ligne. Des évaluations sont également réalisées par l'INRA au sein des départements de recherche INRA auxquels certaines unités sont rattachées.
Une thèse de doctorat vétérinaire de l'ENVT sur la recherche scientifique dans les écoles vétérinaires françaises, soutenue en 2013, est consultable en ligne,.

## Le Centre Hospitalier Universitaire Vétérinaire (CHUV)

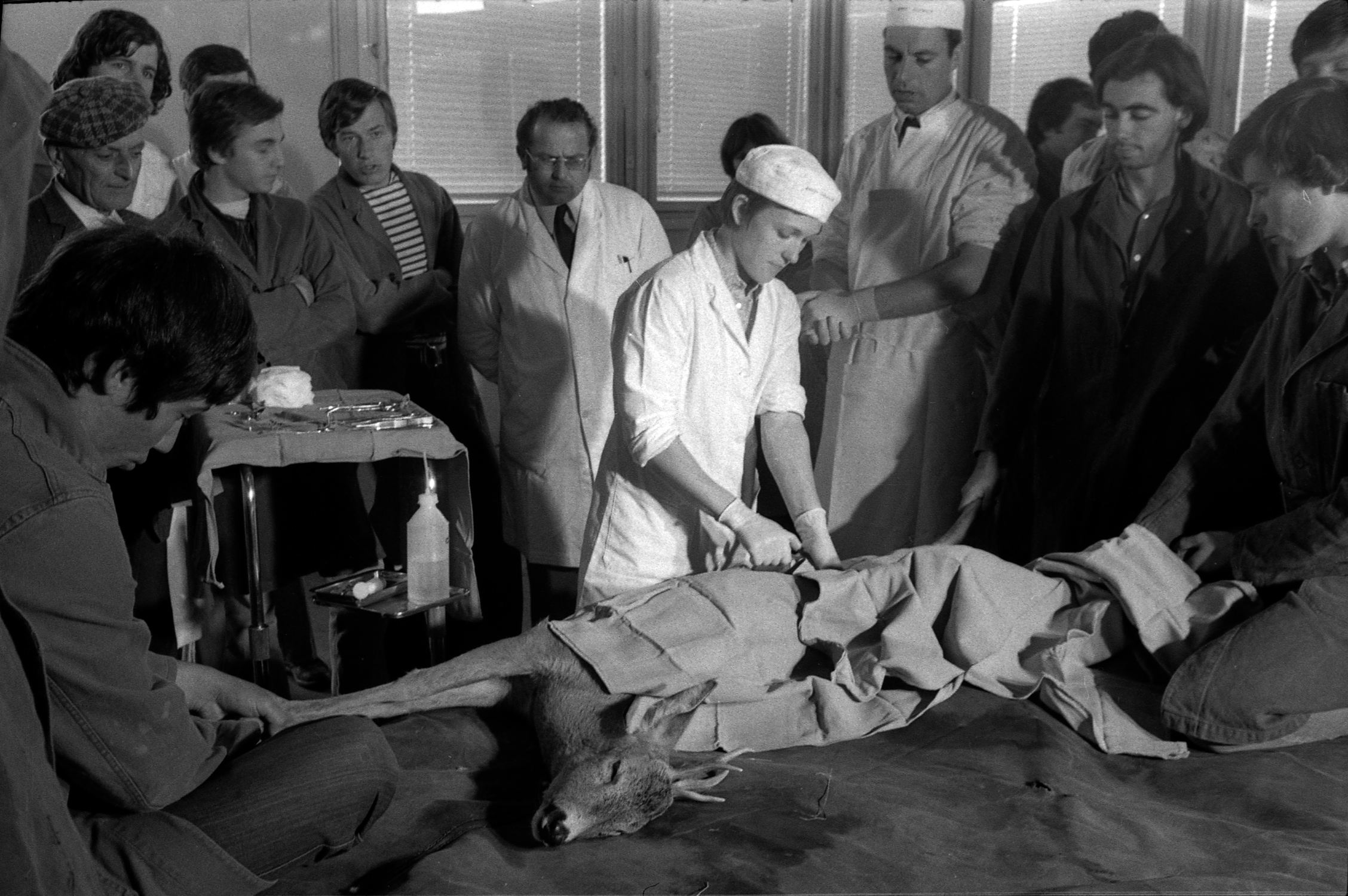
Opération d'un brocard par des élèves de l'école vétérinaire en 1976

Les activités cliniques, dites "les cliniques", sont à la fois des activités de service et un support de la formation et de la recherche clinique, réalisées au sein du Centre Hospitalier Universitaire Vétérinaire. En fonction du domaine d'application, ces activités ont lieu soit dans l'ENVT, soit à l'extérieur, en élevages :

### Les cliniques des animaux de compagnie, de sport et de loisir
Ces activités cliniques se déroulent au sein de l'établissement, dans des locaux permettant l'accueil du public, les consultations, les interventions médicales et chirurgicales, les examens complémentaires et les hospitalisations. Il s'agit de :
- La clinique du chien et du chat,
- La clinique équine,
- La clinique de la faune sauvage et des nouveaux animaux de compagnie (NAC).

L'organisation de ces activités cliniques en relation avec une clientèle de l'ENVT est précisée sur le site internet de l'établissement.

### Les cliniques des animaux d'élevage
Les cliniques des animaux d'élevage (ruminants, porcs, volailles, lapins) sont réalisées sur le site de l'ENVT et en élevages.
- La clinique des ruminants : les hospitalisations et les autopsies ont lieu sur le site de l'ENVT, les interventions extérieures sont réalisées dans des élevages des régions Aquitaine, Midi-Pyrénées, Limousin, et Auvergne.
- La clinique des élevages aviaires, cunicoles et porcins : les interventions extérieures sont réalisées dans des élevages des régions Aquitaine, Midi-Pyrénées, Pays de la Loire, Bretagne, Rhône-Alpes et aussi de Catalogne (en Espagne)[40]. Elles bénéficient de l'appui de l'exploitation des cas en visioconférence.

Les activités cliniques en élevages sont réalisées en partenariat avec des vétérinaires du terrain et des organismes professionnels.

L'organisation des activités cliniques en élevages est très détaillée sur le site internet de l'établissement. Les cliniques aviaire et porcine y présentent aussi une version en anglais avec des documents pédagogiques téléchargeables sur l'autopsie des volailles.
Selon l'AERES, « la clinique des animaux d'élevage, principalement activité de référence, s’inscrit dans la tradition et la réputation de l’école toulousaine. Le volume est élevé, satisfaisant largement les exigences européennes ».

## Les activités de service
Outre les activités de service associées à la formation continue et aux activités cliniques, déjà mentionnées, l'ENVT fournit d'autres prestations destinées principalement aux professionnels (vétérinaires, éleveurs et organismes) :
- Audits d’élevages : ces audits d’élevages sont réalisés par les enseignants de la clinique aviaire et porcine, de la clinique équine et de la clinique des ruminants.
- Centre antipoison : le centre antipoison animal de Toulouse (CAPAT) est l'un des 4 centres antipoison animal existant au niveau national, situés tous les quatre dans une école vétérinaire.
- Des analyses de laboratoire, réalisées au sein des laboratoires suivants : alimentation, histologie et anatomie pathologique, hygiène des aliments, biologie médicale, cytogénétique, mycotoxicologie, parasitologie.

Les conditions de réalisation de ces activités sont précisées sur le site internet de l'établissement.

## Bibliothèque de l'ENVT, ressources documentaires et accès à l'information

### La bibliothèque

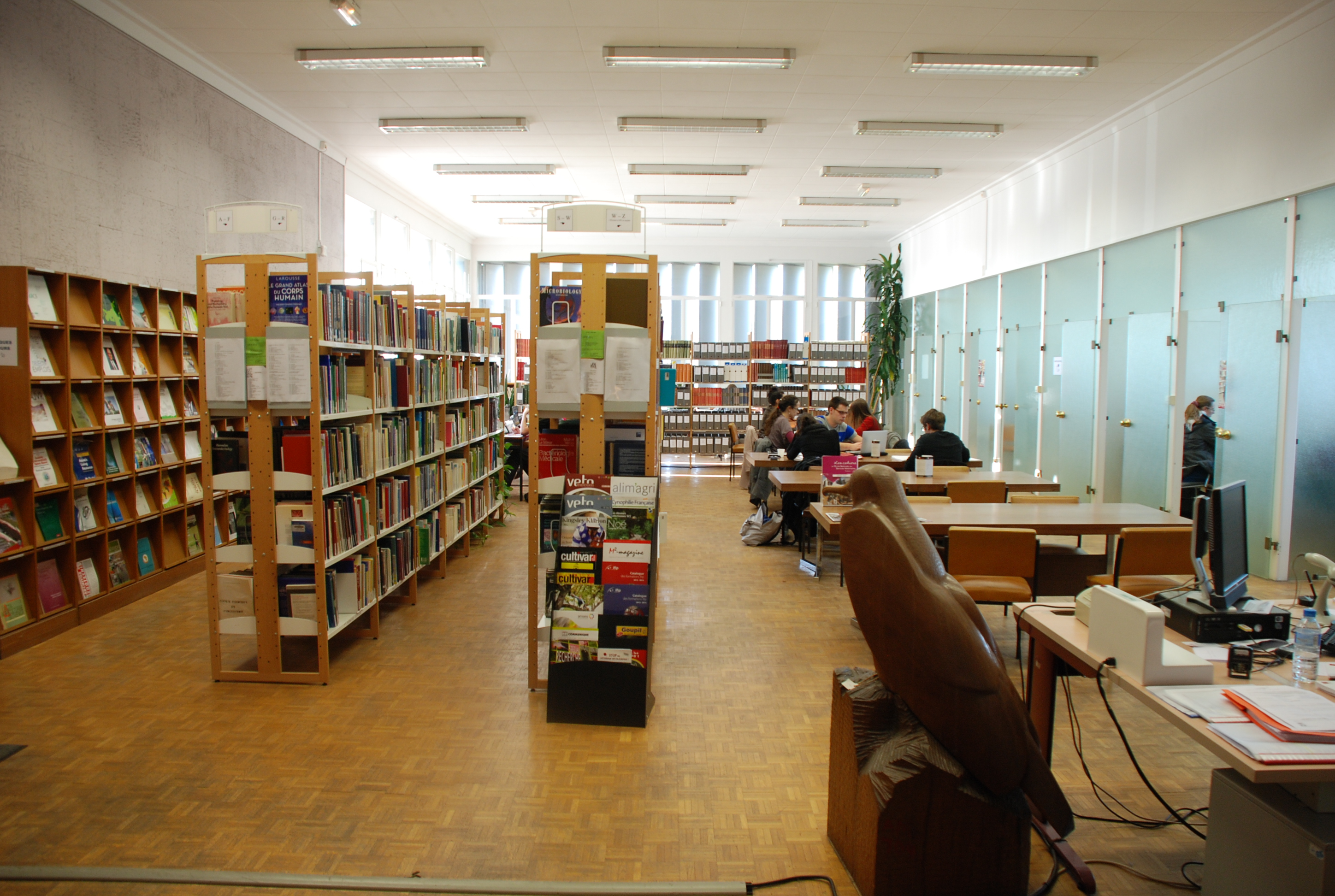
Salle de lecture de la bibliothèque

Créée en 1828, la bibliothèque conserve un fonds spécialisé dans les sciences vétérinaires et agro-alimentaires dont les plus anciens volumes remontent au XVIe siècle. Bien que destinée à un public spécialisé, la bibliothèque est ouverte à tous.
La bibliothèque de l'ENVT est associée au Service Commun de la Documentation de l'Institut national polytechnique de Toulouse (INPT) depuis 2010.
Elle fait également partie du réseau Archipel qui regroupe les bibliothèques universitaires de Midi-Pyrénées.
Le fonds est constitué d'environ 34 000 documents : 
- 26 800 thèses vétérinaires dont près de 16 900 signalées dans Archipel ;
- 5 000 ouvrages récents ;
- 2 900 ouvrages anciens datant du XVIe au XIXe siècle.

Il compte 126 abonnements papier en cours et plus de 6 000 abonnements électroniques.

### L'accès à l'information numérisée en ligne

#### Accès en Intranet
- Les cours en ligne des disciplines sont accessibles en Intranet via le site Moodle de l'ENVT.

#### Accès libre
- L'unité d'enseignement et de recherche de physiologie met en ligne sur son site propre les cours de la formation initiale et spécialisée en physiologie, thérapeutique et pharmacocinétique ainsi que des conférences et les publications de ses enseignants-chercheurs.

##### Archives ouvertes
Deux systèmes d'archives ouvertes existent concurremment sur le site universitaire toulousain, dans lesquels les enseignants-chercheurs peuvent mettre leurs publications en ligne : OATAO et HAL, auxquels s'ajoute le Service commun des bibliothèques des écoles vétérinaires.
- OATAO (Open Archives Toulouse Archives Ouvertes) : les thèses vétérinaires d'exercice de l'ENVT sont consultables en ligne sur ce site ; fin 2013, 1200 thèses environ, des plus récentes, le sont[62].
- Le site Internet du Service commun des bibliothèques des écoles vétérinaires[63] permet d’accéder aux thèses en ligne des quatre écoles vétérinaires françaises ainsi qu'aux titres des thèses en préparation.
- Accès direct aux thèses vétérinaires d'ONIRIS (ENV de Nantes)
- Hyper articles en ligne (HAL) reçoit l'ensemble des publications universitaires ouvertes au niveau national.

### Les ouvrages anciens et la documentation historique de la bibliothèque
- Accès à une bibliothèque numérique d'ouvrages anciens

Ces ouvrages étant difficilement accessibles, l’École nationale vétérinaire d'Alfort et la Bibliothèque interuniversitaire de santé (BIU Santé) se sont associées pour diffuser ce patrimoine sous forme électronique.
- L'ENVT et Wikimédia France : numérisation de « thèses de médecine vétérinaire »

En 2008, un accord a été signé entre l’École nationale vétérinaire de Toulouse et l'association Wikimédia France afin de numériser des thèses anciennes libres de droits. Le 29 avril 2009, l'association annonce que 95 thèses ont pu être mises en ligne sur le site Wikimedia Commons, représentant plus de 4000 pages. Il s'agit de thèses de médecine vétérinaire dont la plupart sont du XIXe siècle et non de thèses du doctorat de médecine vétérinaire qui n'existait pas encore puisqu'il a été créé par la loi de 1923. Elles sont le témoignage de l'effort consenti par des générations de vétérinaires, praticiens et enseignants, dans la longue marche qui devait les amener à la reconnaissance scientifique et à la thèse de doctorat vétérinaire, grâce en particulier à l'action d'Emmanuel Leclainche.

## Vie étudiante

### Logement et restauration
Les quatre résidences de la cité étudiante comptent au total 253 studios meublés de 20 m2 éligibles à l'APL. Ils sont gérés par une société privée, la Société HLM des "Chalets".
Le restaurant universitaire géré par le CROUS, a une capacité de 600 à 700 couverts. Il est ouvert le midi seulement et fermé pendant les jours fériés et les vacances scolaires.

### Vie associative

#### L'amicale et le Cercle des Élèves de l'ENVT
L'Amicale des Élèves de l'ENVT est une association loi de 1901 animée par une équipe de 30 étudiants bénévoles, élue par les étudiants pour un mandat d'une année.
Elle assure la gestion du cercle des élèves, d'une coopérative de fournitures et l'organisation de soirées. L'Amicale comprend un grand nombre de clubs qui se rattachent à différentes activités, sportives, artistiques, ludiques et professionnelles. Elle a son site internet propre (voir liens externes). 

Elle entretient toujours le culte d'un barman du cercle, Lulu, (Lucien Baychelier), décédé en 2009, élevé de son vivant au rang d'icône du petit monde étudiant vétérinaire toulousain. Son  « mythe » demeure toujours présent dans la mémoire collective tant il évoque la vie étudiante à l'ENVT pour les anciennes et les nouvelles générations de vétérinaires toulousains.

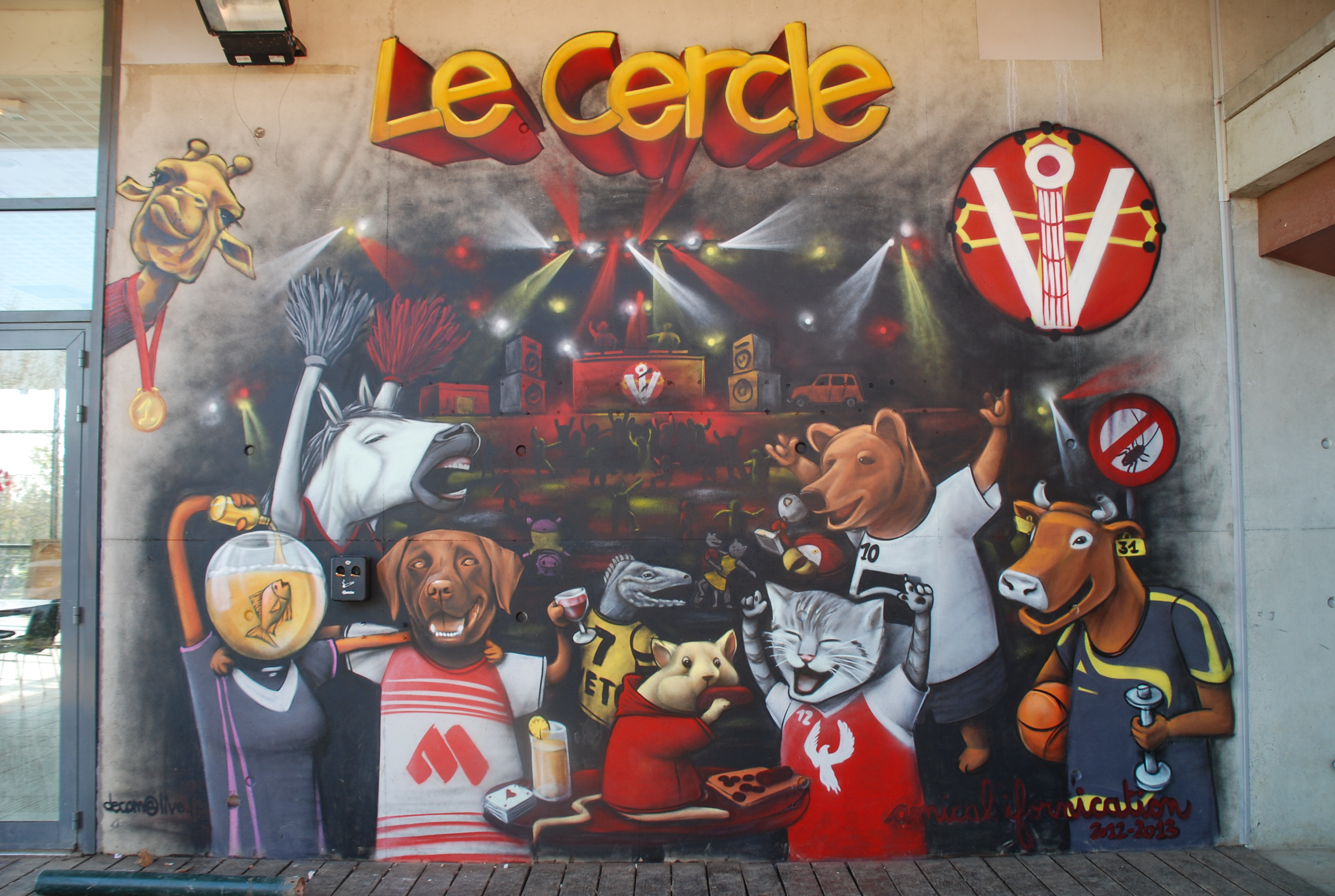
Mur à l'entrée du Cercle des étudiants de l'ENVT
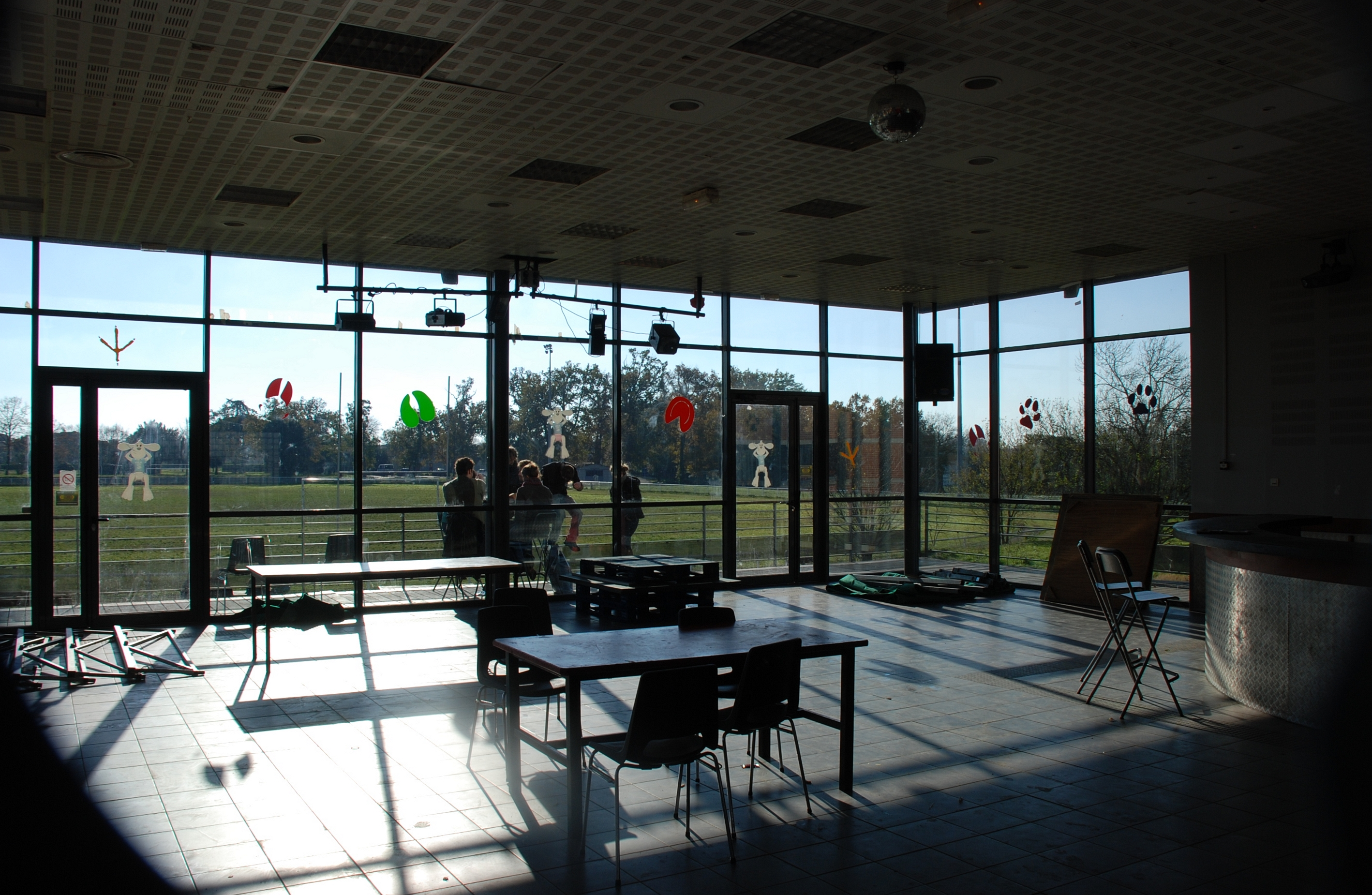
Intérieur du Cercle avec vue sur le terrain de sport
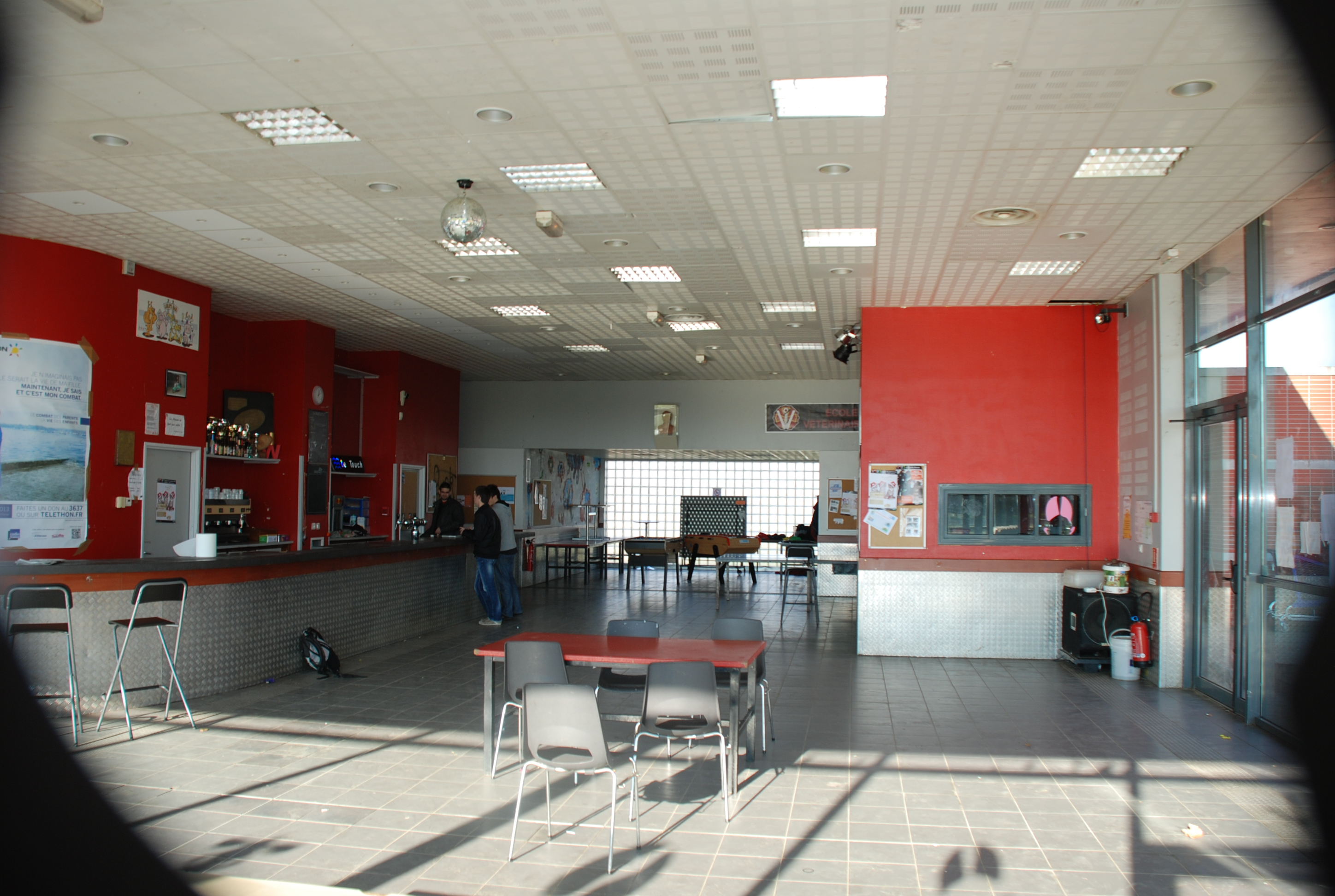
Le bar du Cercle
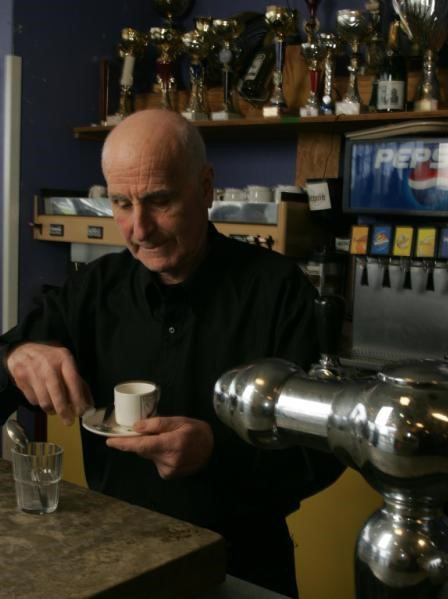
Lulu (Lucien Baychelier)

Le rapport d'évaluation 2009-2010 de l'Agence d'évaluation de la recherche et de l'enseignement supérieur (AERES), titre sur « Un cadre de vie exceptionnel » à propos de la vie étudiante à l'ENVT ; mais, après avoir exposé l'ensemble des avantages dont disposent les étudiants vétérinaires sur le site de l'école et les activités qu'ils peuvent y mener, il mentionne que « Géographiquement isolés, les étudiants de l’ENVT n’ont que peu de contacts avec ceux des autres établissements d’enseignement supérieur toulousains. La plupart des activités sont organisées au sein du campus ». Ce jugement doit être nuancé, nombre d'étudiants réalisent, "hors du milieu", indépendamment, des activités sportives et culturelles à l'extérieur de l'ENVT, comme en témoigne le paragraphe qui suit.

#### Relations culturelles et sportives extérieures dans le monde étudiant
Le 28 mai 2008, l'École nationale vétérinaire de Toulouse gagne l'édition 2008 de Questions pour un champion spéciale grandes écoles.

##### Vie étudiante vétérinaire dans Toulouse, à l'époque de l'école de Matabiau
Elle est particulièrement bien évoquée dans le livre Véto Matabiau rédigé par des anciens élèves de l'ENVT.

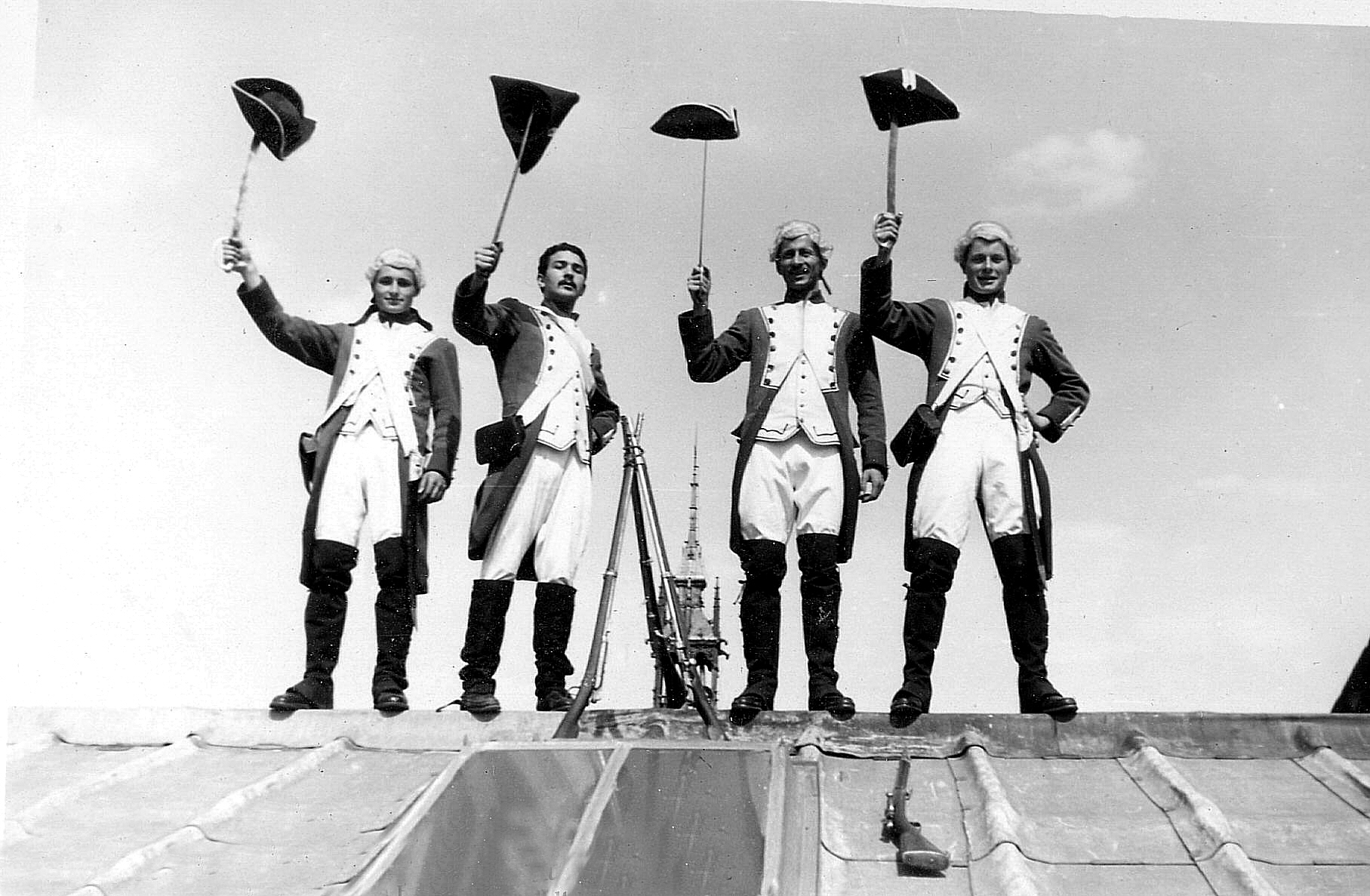
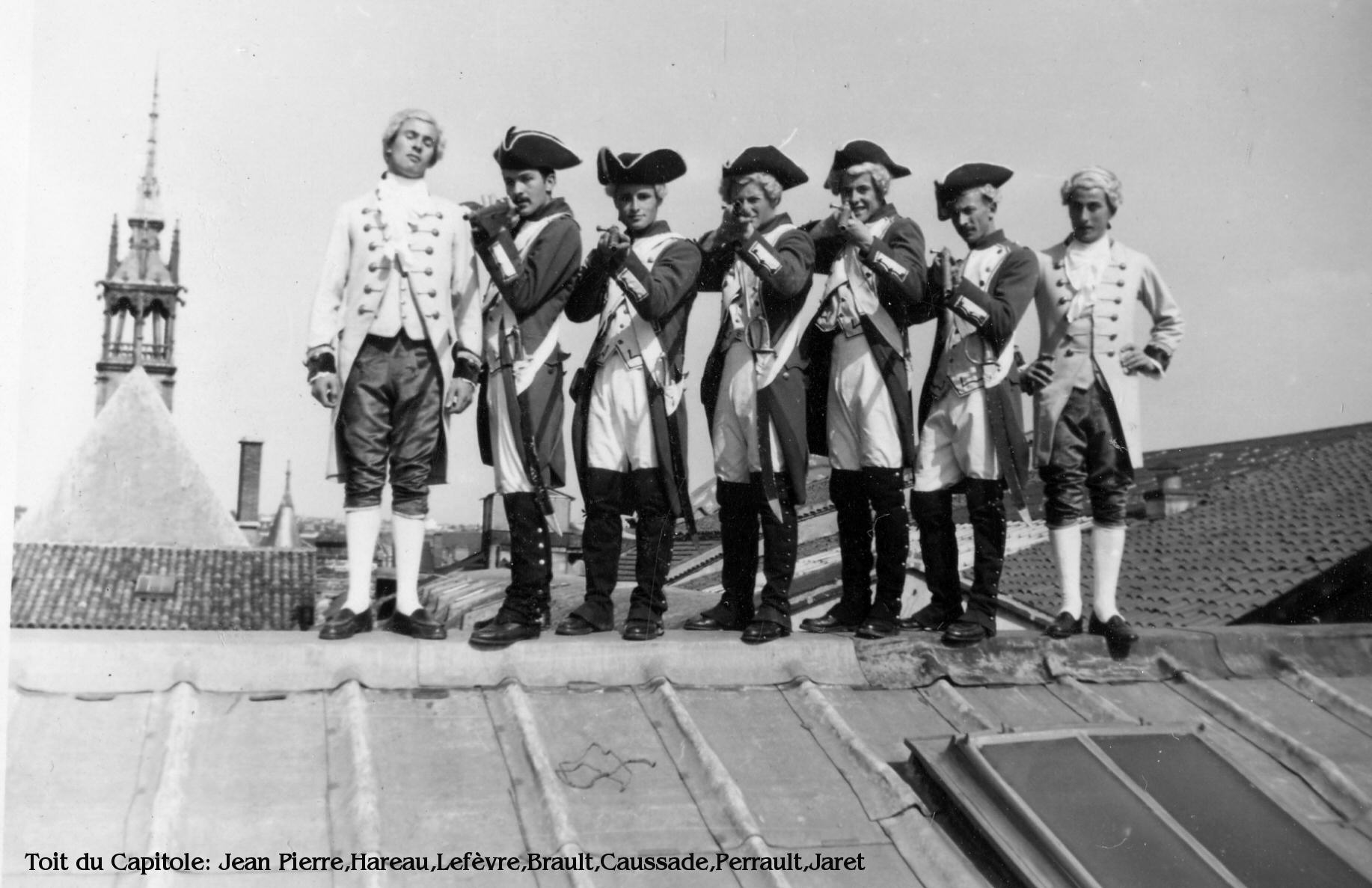
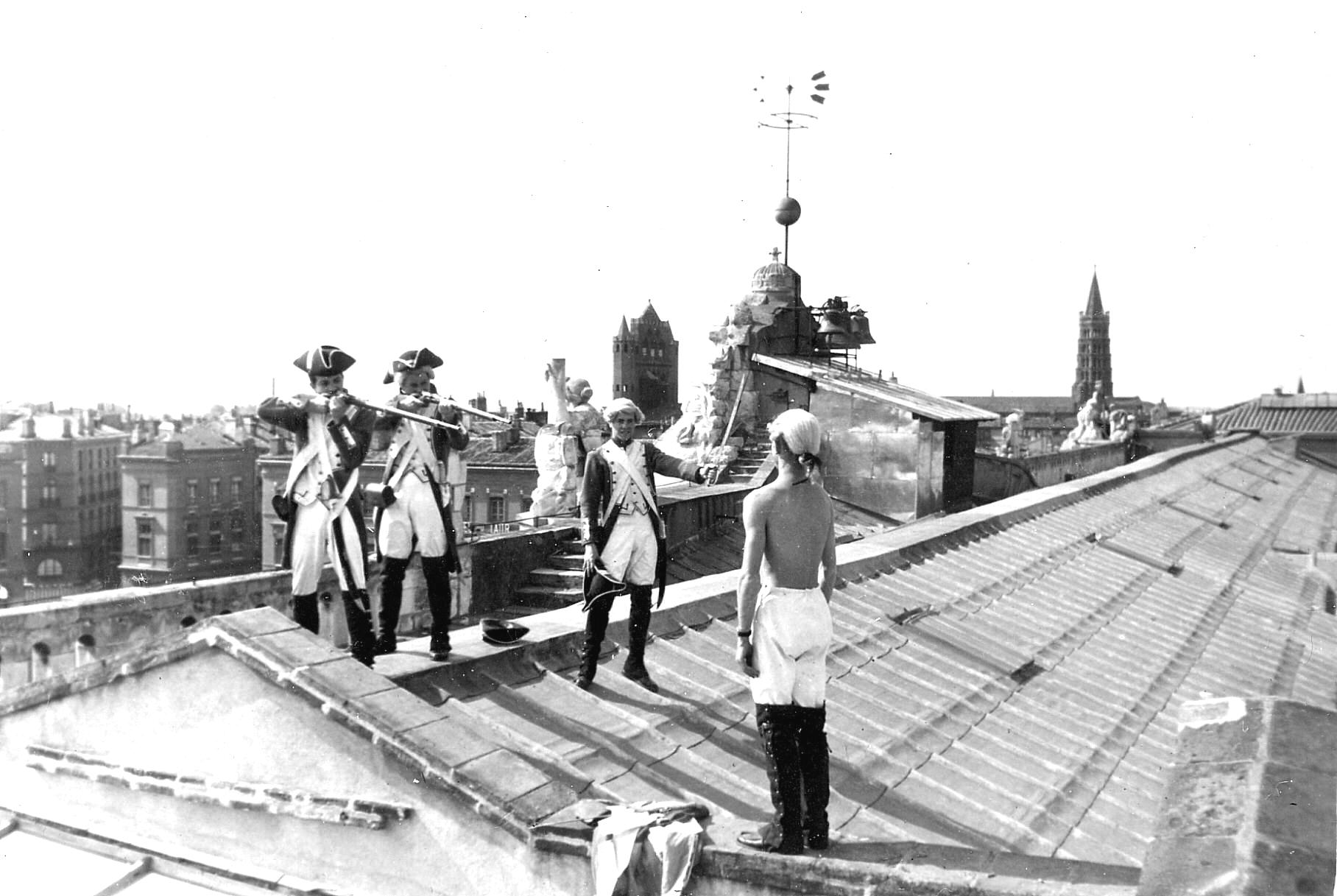
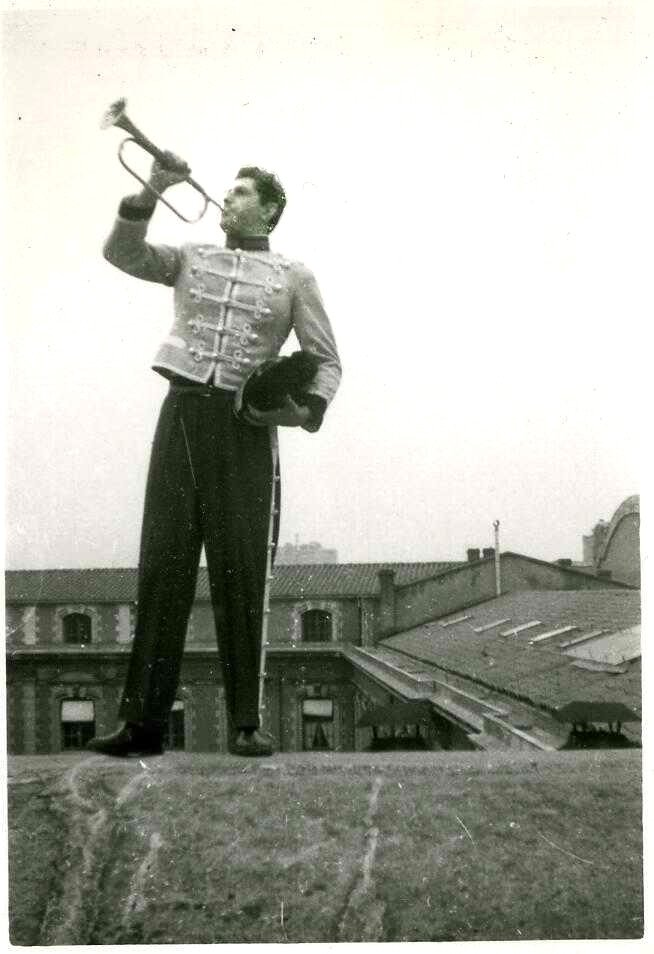
Theo Linder[n 6]

#### L'ENVT et le rugby: un sport «religion d’État»
Le rugby a longtemps été le sport « religion d’État » de l'ENVT selon l'expression employée par les anciens élèves et citée dans Veto Matabiau.

##### Aux origines du Stade toulousain
Ce sport possède un fort enracinement historique dans l'ENVT, on peut en lire le témoignage dans l'extrait suivant puisé dans le site Internet du Stade toulousain : « L'équipe dominante pour la période 1897-1903 est sans conteste le SOET (Stade olympien des étudiants de Toulouse), composée de joueurs de la faculté de Médecine, de Sciences et de Droit, des Beaux-Arts, de l’École normale et de l’École vétérinaire. En 1900 ou 1901, les vétérinaires quittent le SOET pour former leur propre équipe, l'USEV (Union sportive de l’École vétérinaire). Avec cette scission, Toulouse est représenté par trois clubs puisqu'à ces deux clubs universitaires, il faut ajouter le SAT (Sport athlétique toulousain). Après quelques années d'existence autonome, les vétérinaires rejoignent le SAT. En 1907, le SOET rejoint les deux autres clubs pour former le SOEVST, sigle tellement indigeste que tout le monde s'accorde pour appeler cette nouvelle équipe le Stade toulousain. Le club quitte alors la prairie des Filtres pour s'installer aux Ponts-Jumeaux ».

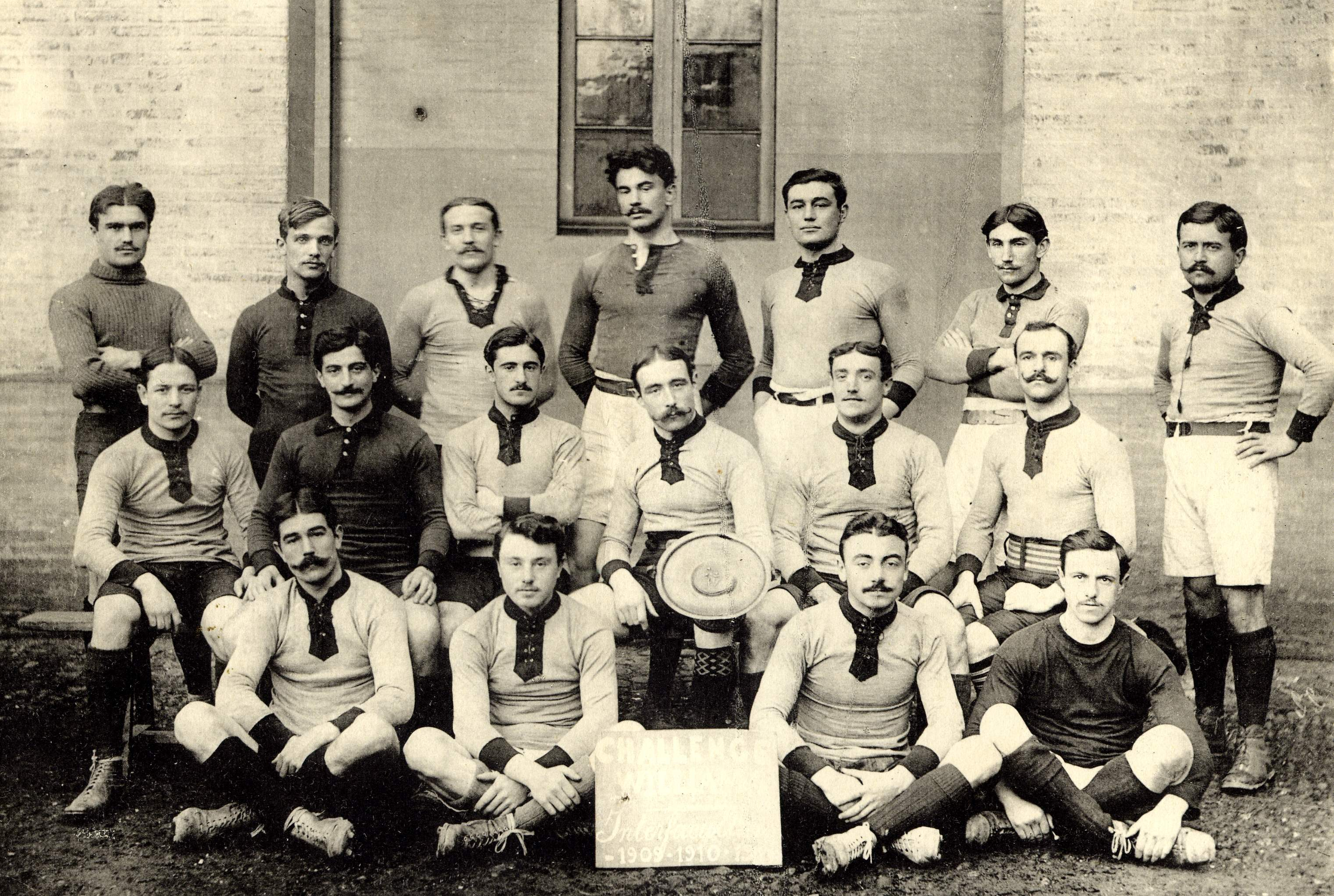
Équipe de rugby ENVT 1912
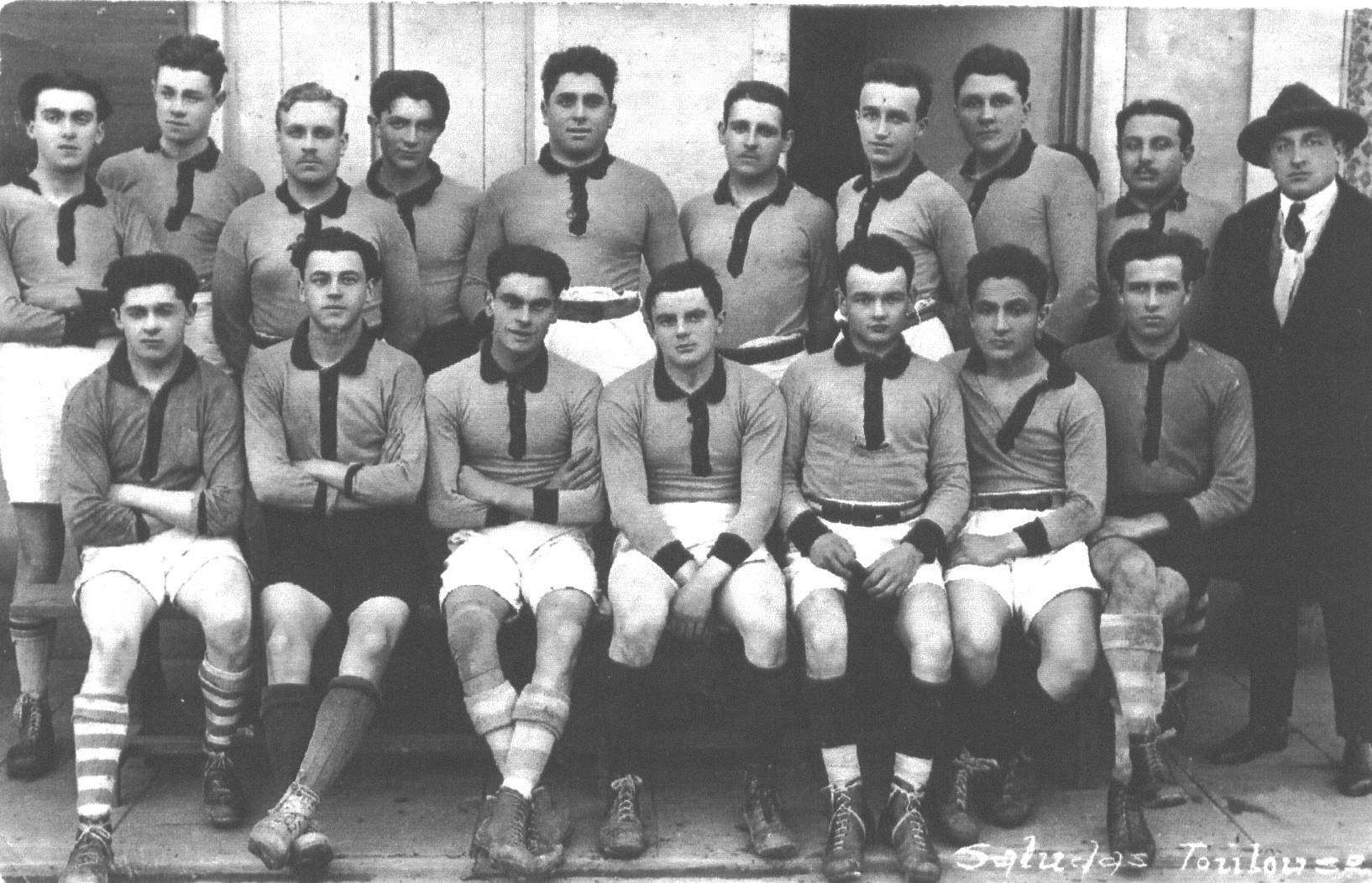
Équipe de rugby ENVT 1926-27
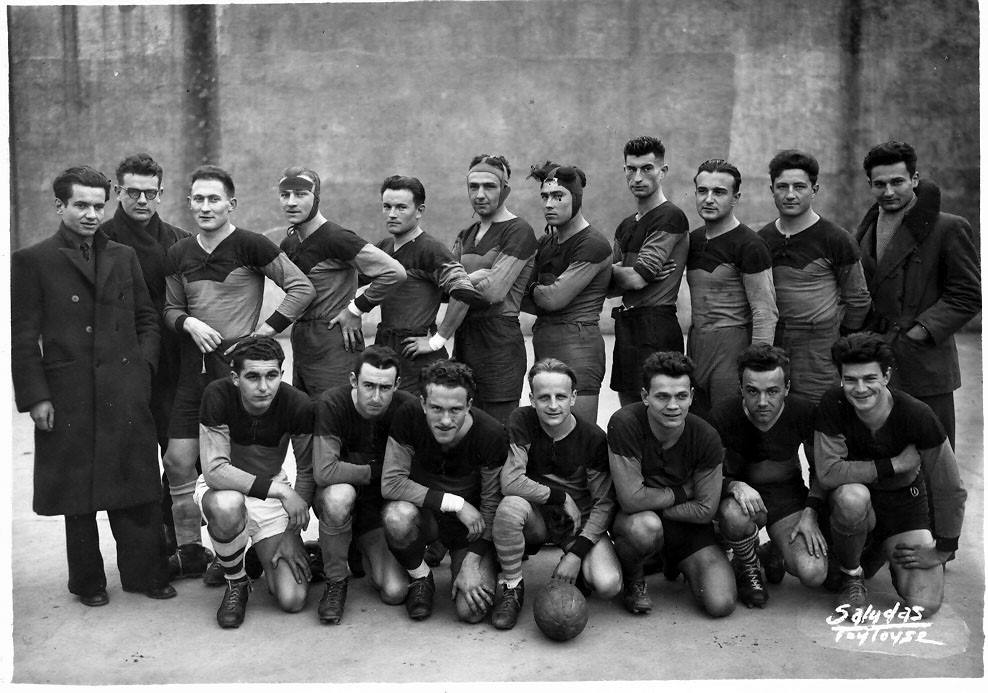
Équipe de rugby ENVT 1948
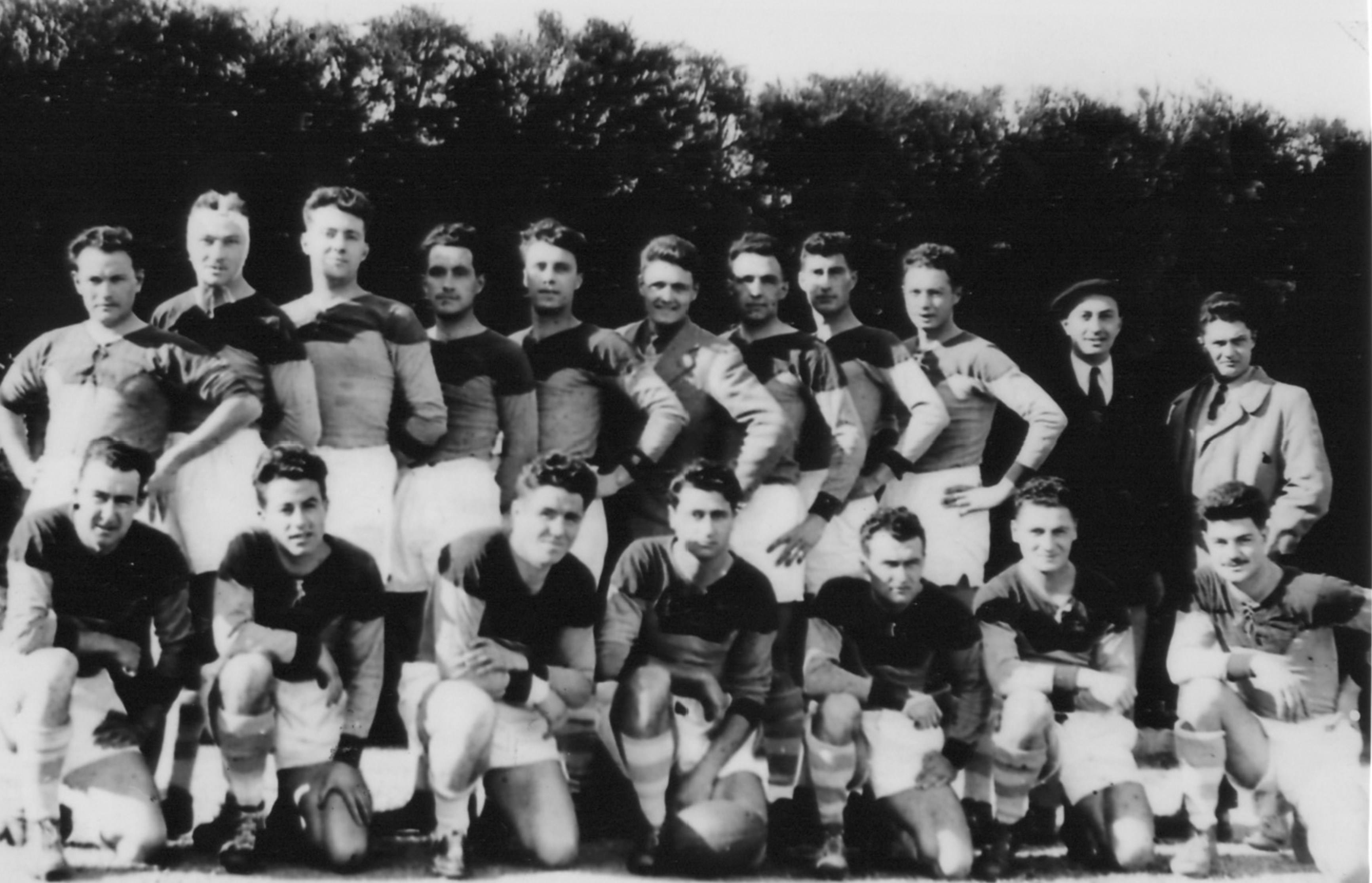
Équipe de rugby ENVT 1950
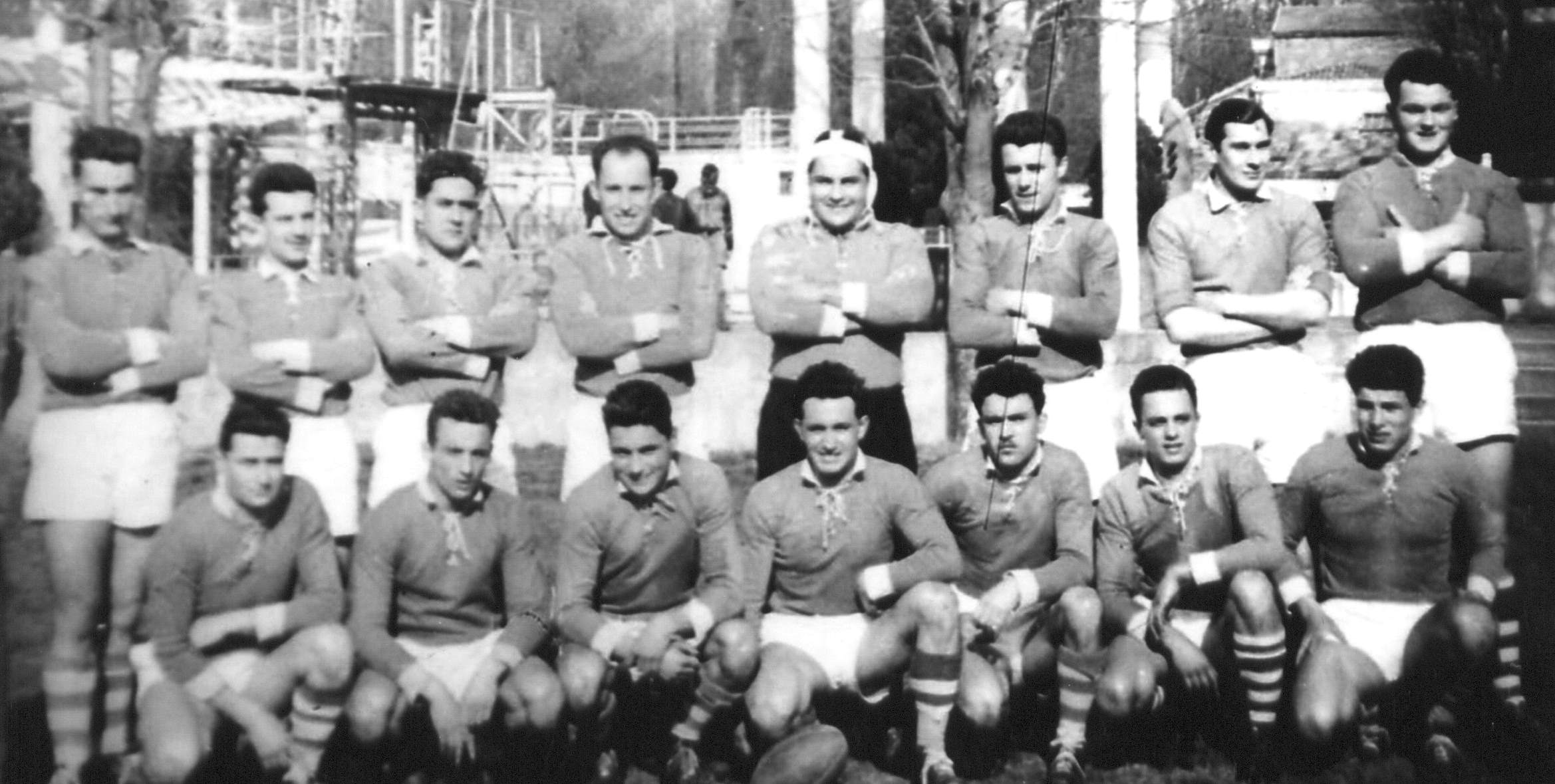
Équipe de rugby ENVT 1952-53
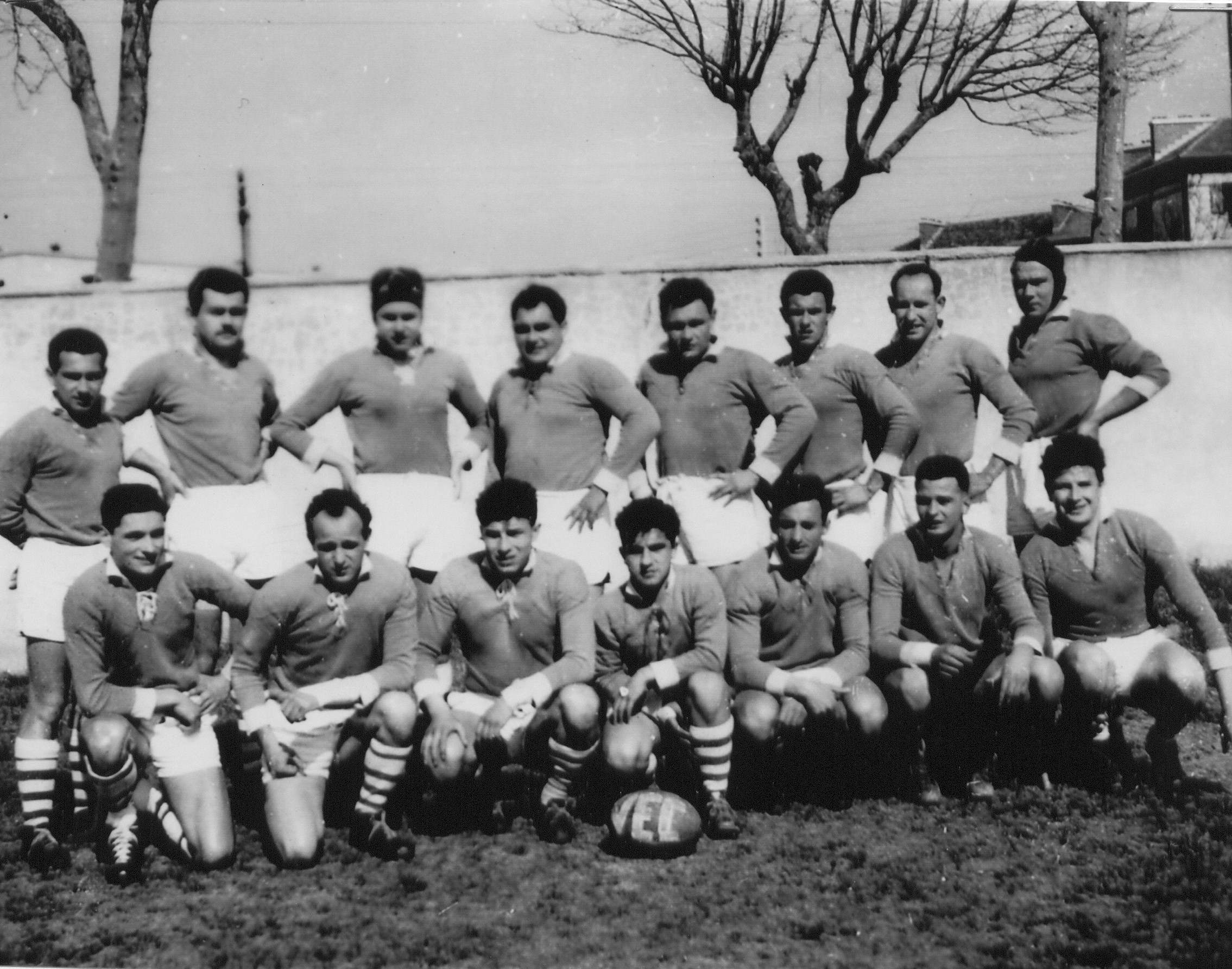
Équipe de rugby ENVT 1954
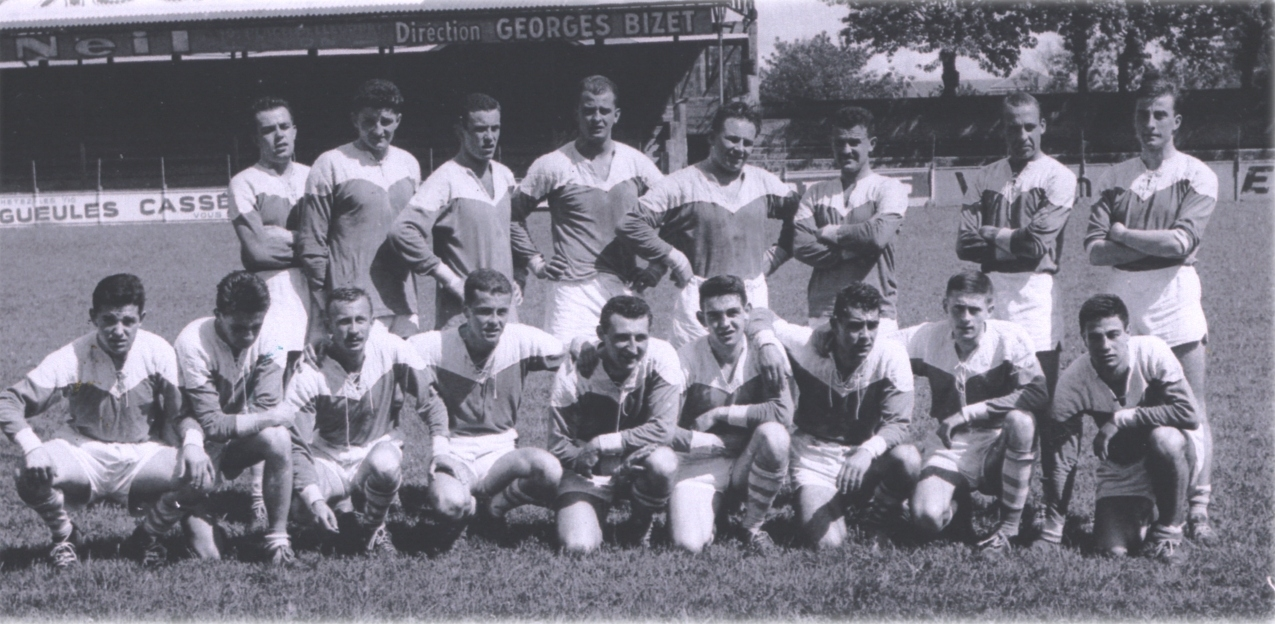
Équipe de rugby ENVT 1958
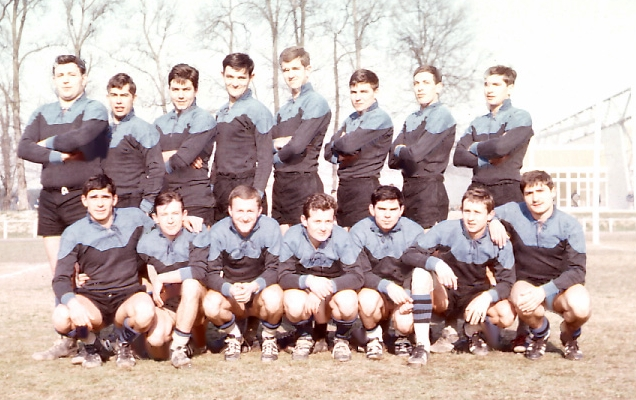
Équipe de rugby ENVT 1964-65 (avec noms des membres dans la description)
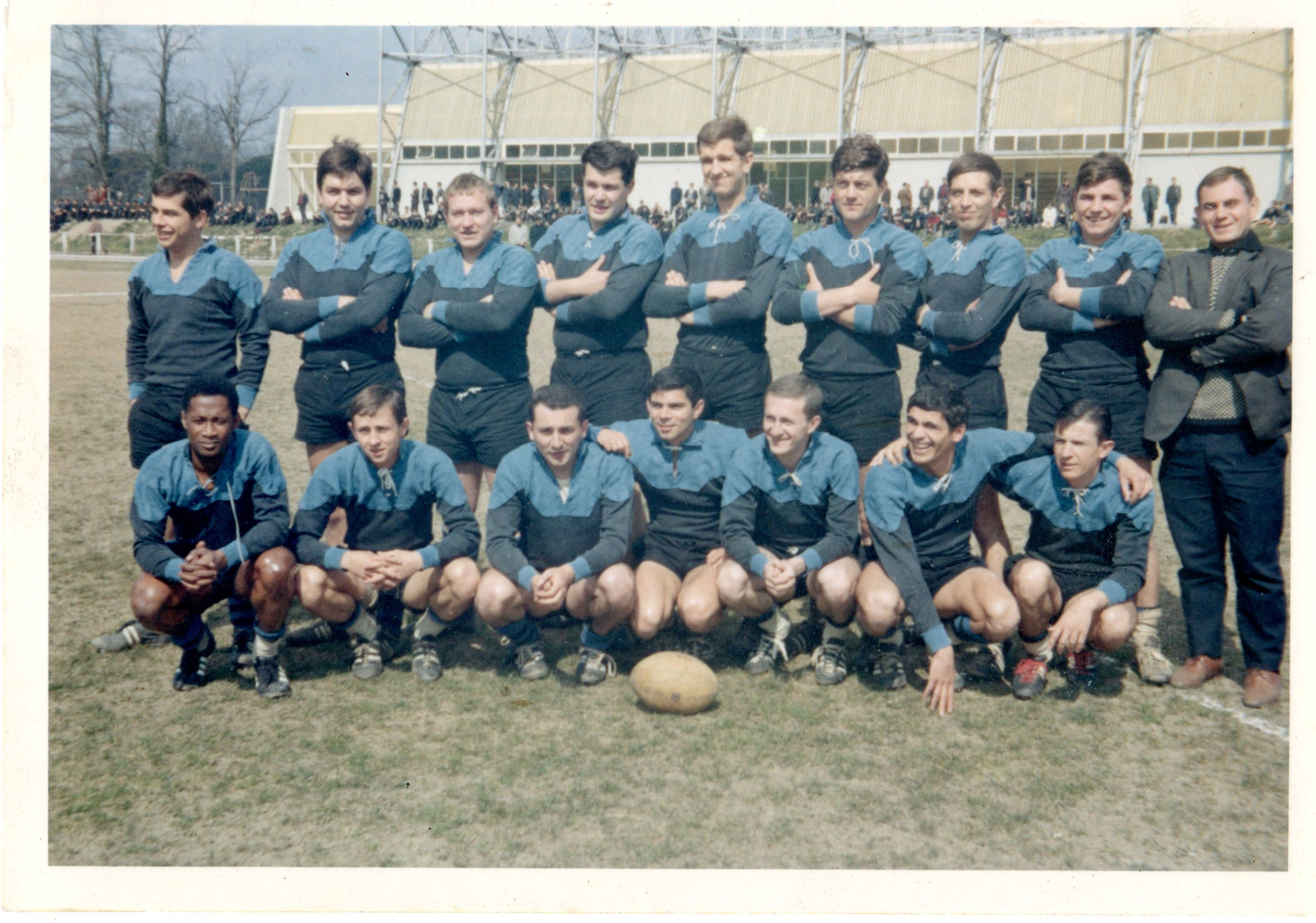
Équipe de rugby ENVT 1965-66 (avec noms des membres dans la description)
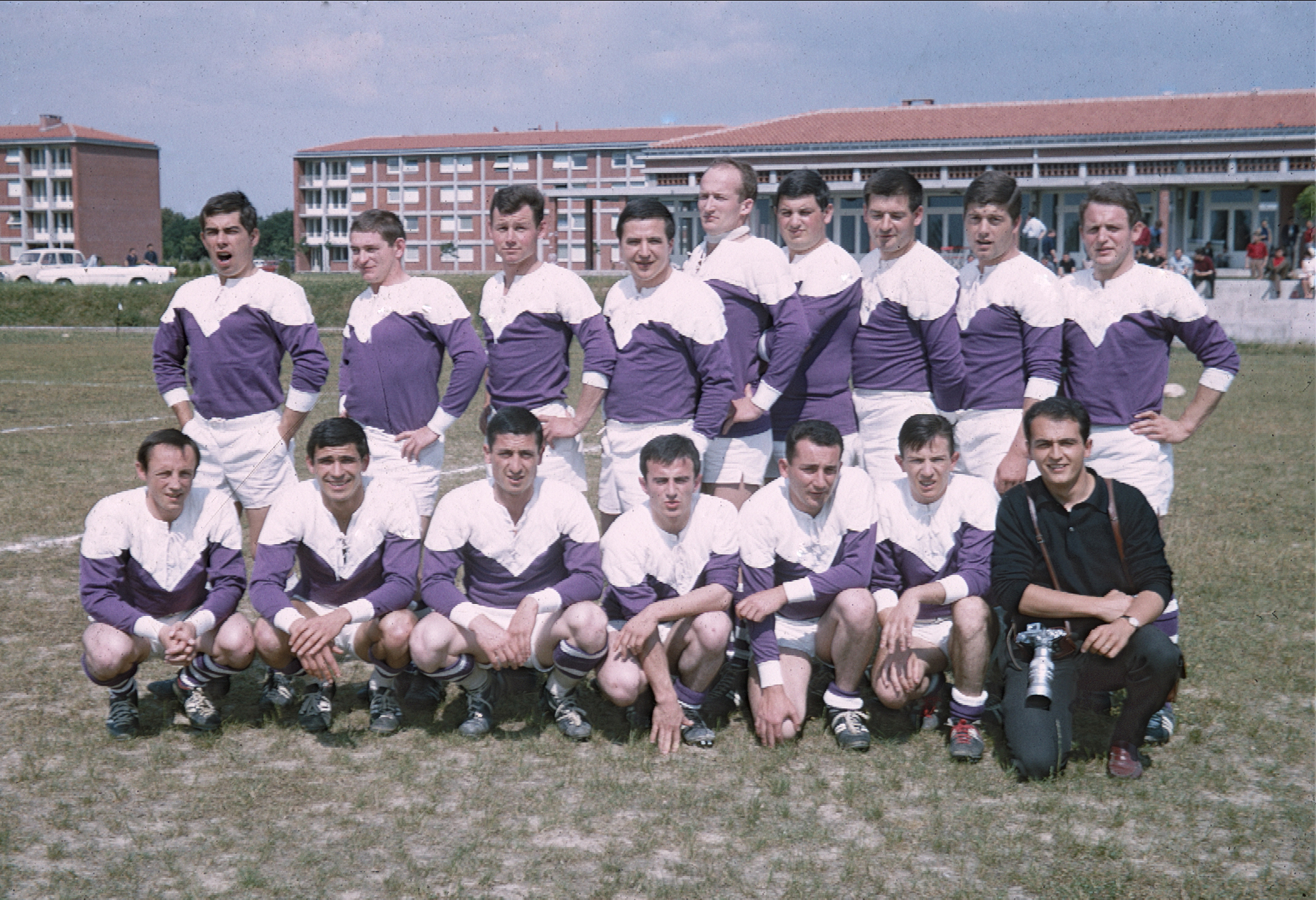
Équipe de rugby de la promotion T66 (en dernière année d'études en 1965-1966)
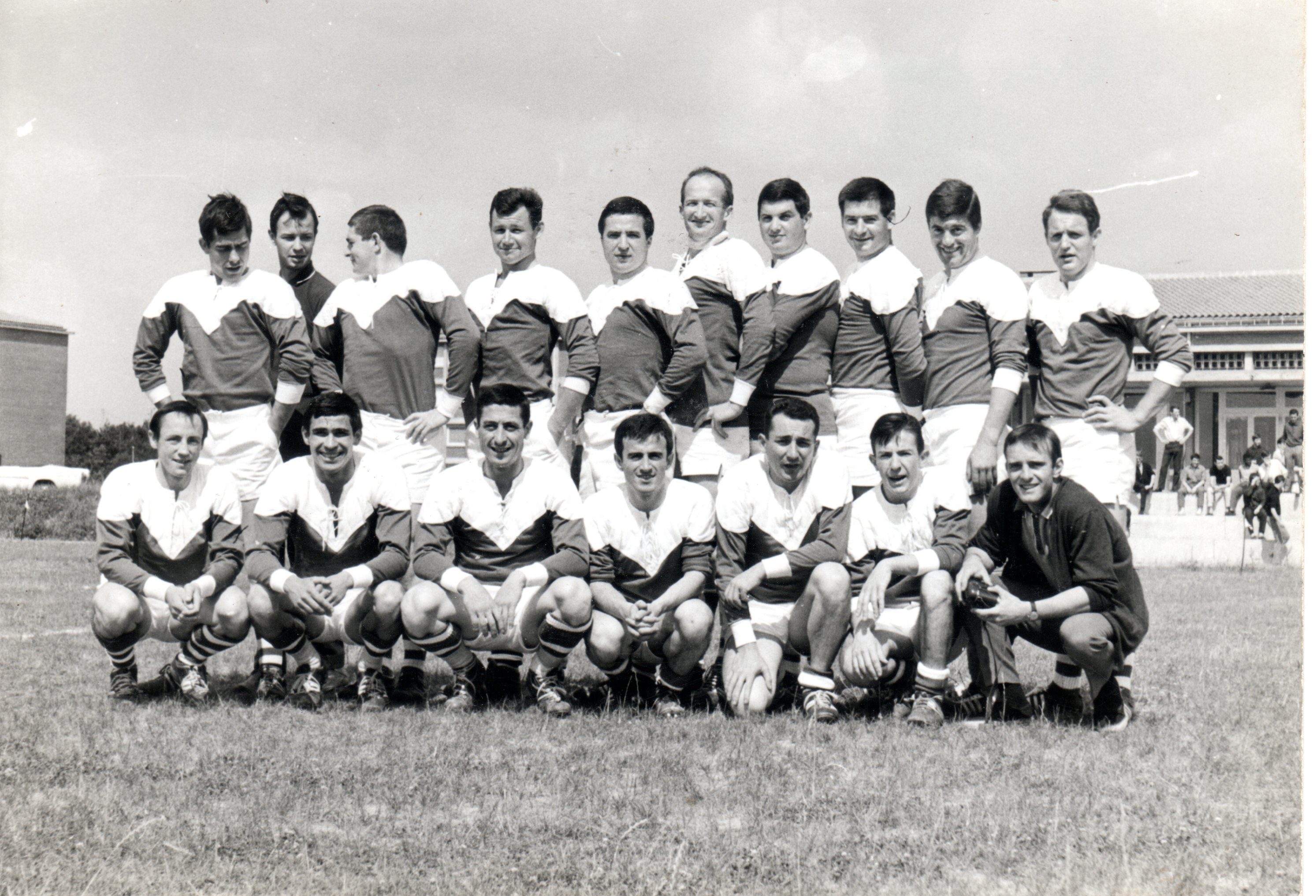
Équipe de rugby de la promotion T66, photo prise lors du tournoi inter promotions de l'école au printemps 1966

## Le centre équestre de l'école nationale vétérinaire de Toulouse

### Historique
Le centre équestre de l'ENVT a fêté ses quarante ans d'existence en juin 2014 et a édité une plaquette de présentation pour la circonstance.
- Pierre Cazes : parmi les grands anciens cavaliers issus de l'école vétérinaire de Toulouse, figure Pierre Cazes, ancien élève, qui fut l’entraîneur de l'équipe de France d'endurance et est considéré comme le père de la discipline. Pierre Cazes est décédé accidentellement en 2005, tué par une ruade de cheval[69].
- La « georgette » : parmi les nombreuses expressions utilisées en équitation, il en est une, la « georgette », qui trouve son origine dans le milieu du cheval de l'ENVT.[n 7]

### Installations
Le centre équestre occupe une dizaine d’hectares sur le site de l’École vétérinaire.
Il dispose d'un manège couvert, de plusieurs carrières et de parcours d’extérieur..).

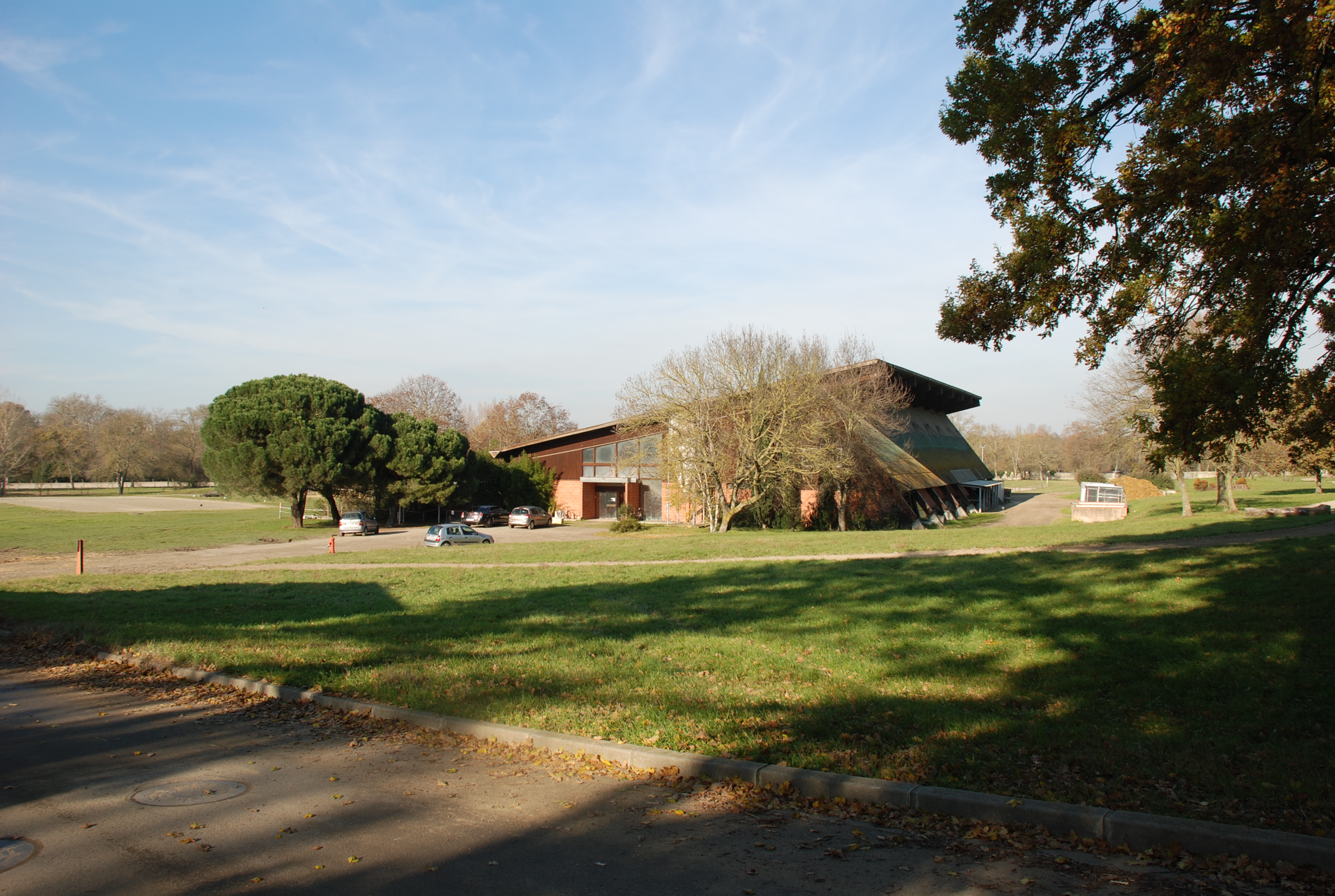
Entrée du Centre équestre
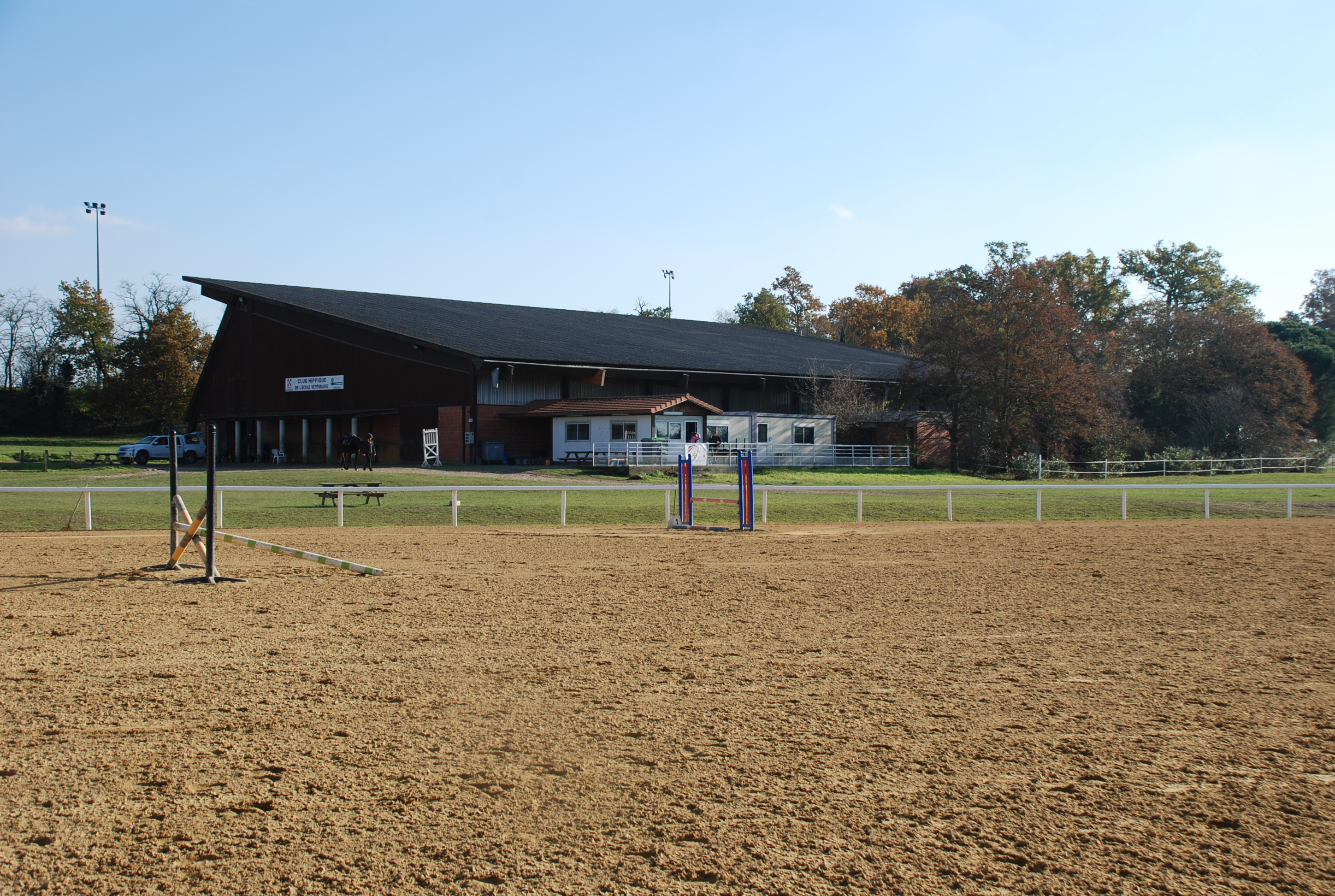
Centre équestre et ses carrières

### Fonctionnement et activités
Le centre équestre est animé par une équipe de professionnels.

Il est ouvert à l'extérieur et offre environ une centaine de places pour des cavaliers âgés d’au moins 13 ans et souhaitant apprendre ou se perfectionner en équitation jusqu’au Galop 7.
Il prend des chevaux en pension soit en box individuel soit en extérieur sur des paddocks réunissant 5-6 chevaux. Il organise des concours d’entraînement, des stages de perfectionnement et son site peut-être loué à des organisations souhaitant réaliser, pour leur propre compte, des manifestations équestres.
Affilié à la Fédération française d'équitation, le centre équestre de l'ENVT organise les examens fédéraux et des concours officiels de saut d’obstacles.

#### Le centre équestre et la vie étudiante
Selon le rapport d'évaluation de l'ENVT produit par l'AERES, « le centre équestre est un atout majeur de l’ENVT. Particulièrement abordable (forfait annuel de 325 €) il permet aux étudiants de mettre leur cheval en pension. Ouvert toute l’année, le club est accessible à tous les étudiants toulousains, grâce à une convention passée avec la FFSU qui y organise des compétitions. En contrepartie, les étudiants de l’ENVT peuvent accéder aux structures sportives universitaires ».

### Site internet
Il possède son site internet propre (voir liens externes).

## Personnalités liées à l'ENVT

### Enseignants de l'ENVT
- Louis Georges Neumann (1846-1930), professeur de parasitologie, ses travaux sur les acariens constituent son œuvre la plus connue et la plus importante.
- Henry Toussaint (1847-1890)
- Ferdinand Laulanié (1850 - 1906)[71]

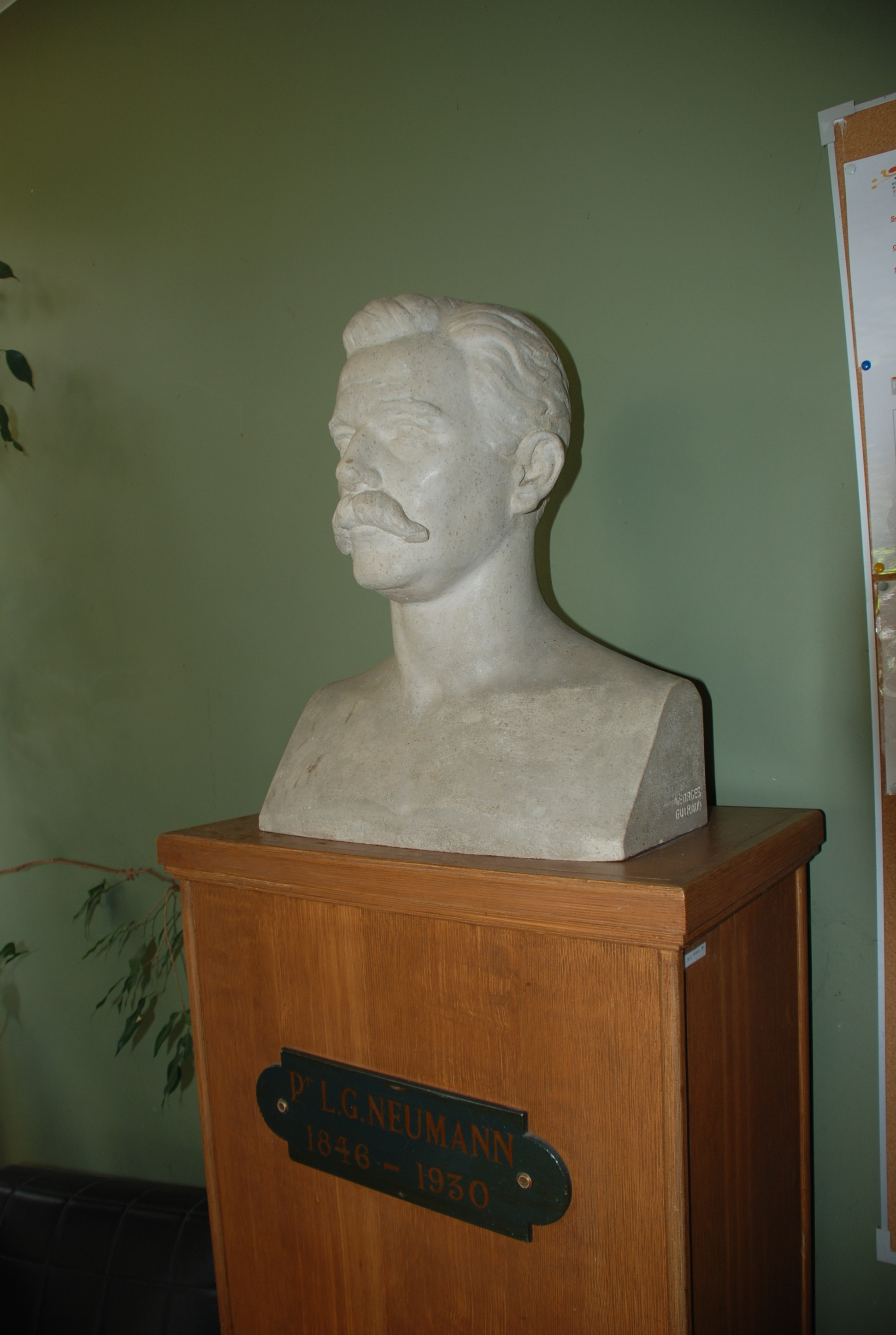
Louis Georges Neumann par Georges Guiraud
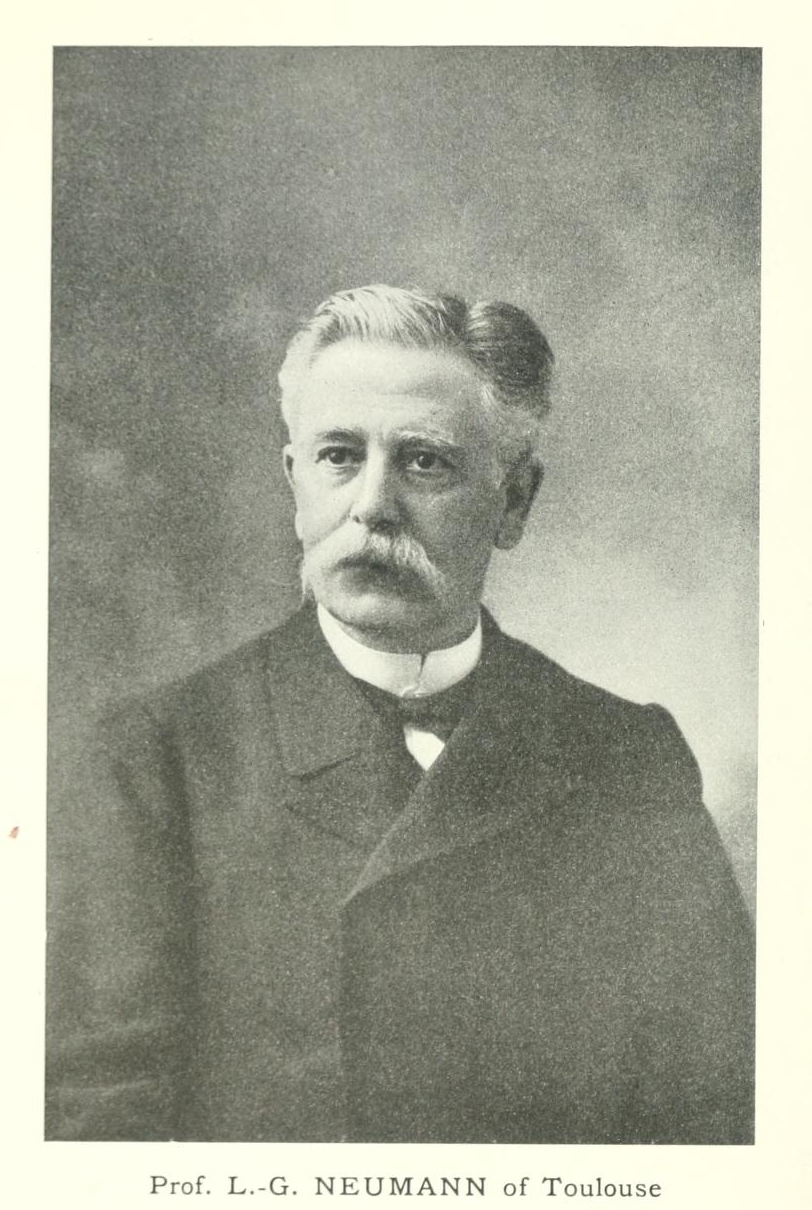
Louis Georges Neumann
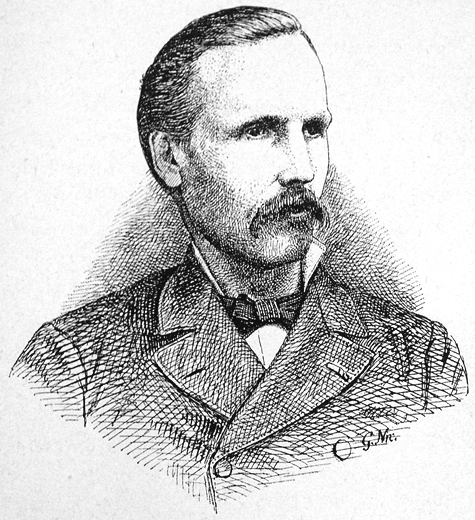
Henry Toussaint, portrait par Louis Georges Neumann
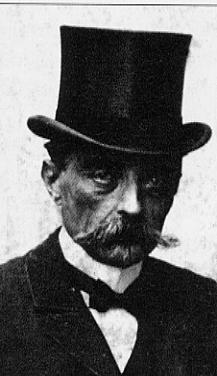
Ferdinand Laulanié

- Paul-Lucien Montané, professeur d'anatomie, son nom est resté associé à une conception toujours actuelle d'anatomie régionale qu'il diffusa avec Édouard Bourdelle dans plusieurs ouvrages et que Clément Bressou devait actualiser en poursuivant son œuvre et en rééditant ses ouvrages dans la collection des "Montané, Bourdelle et Bressou", ouvrages de base de la formation vétérinaire en anatomie.
- Édouard Bourdelle (1876-1960)
- Clément Bressou (1887-1979), fut directeur de l'École nationale vétérinaire d'Alfort de 1934 à 1957 et président de l'Académie des sciences.

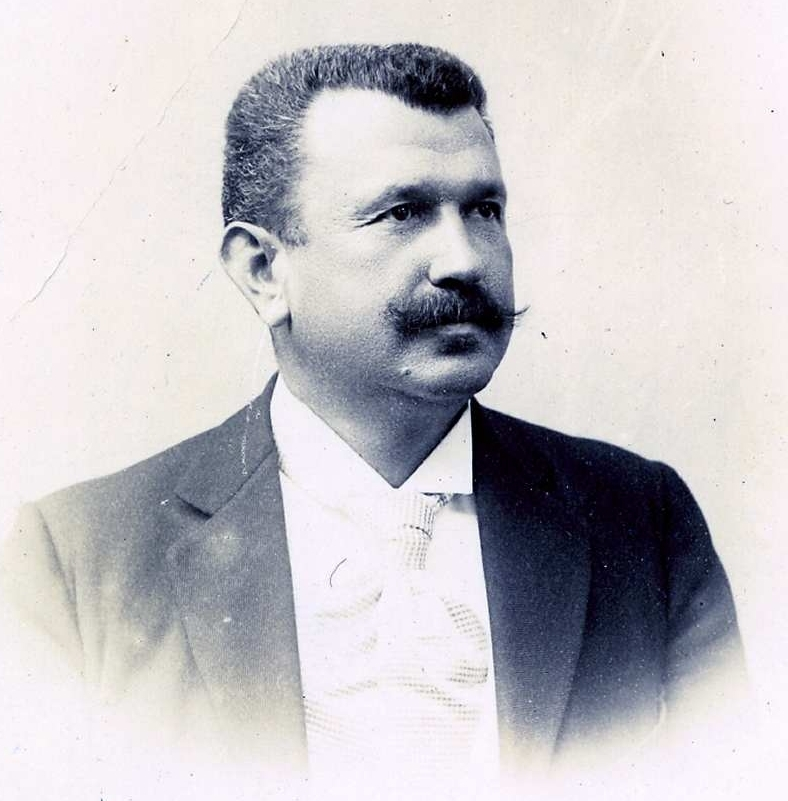
Paul-Lucien Montané
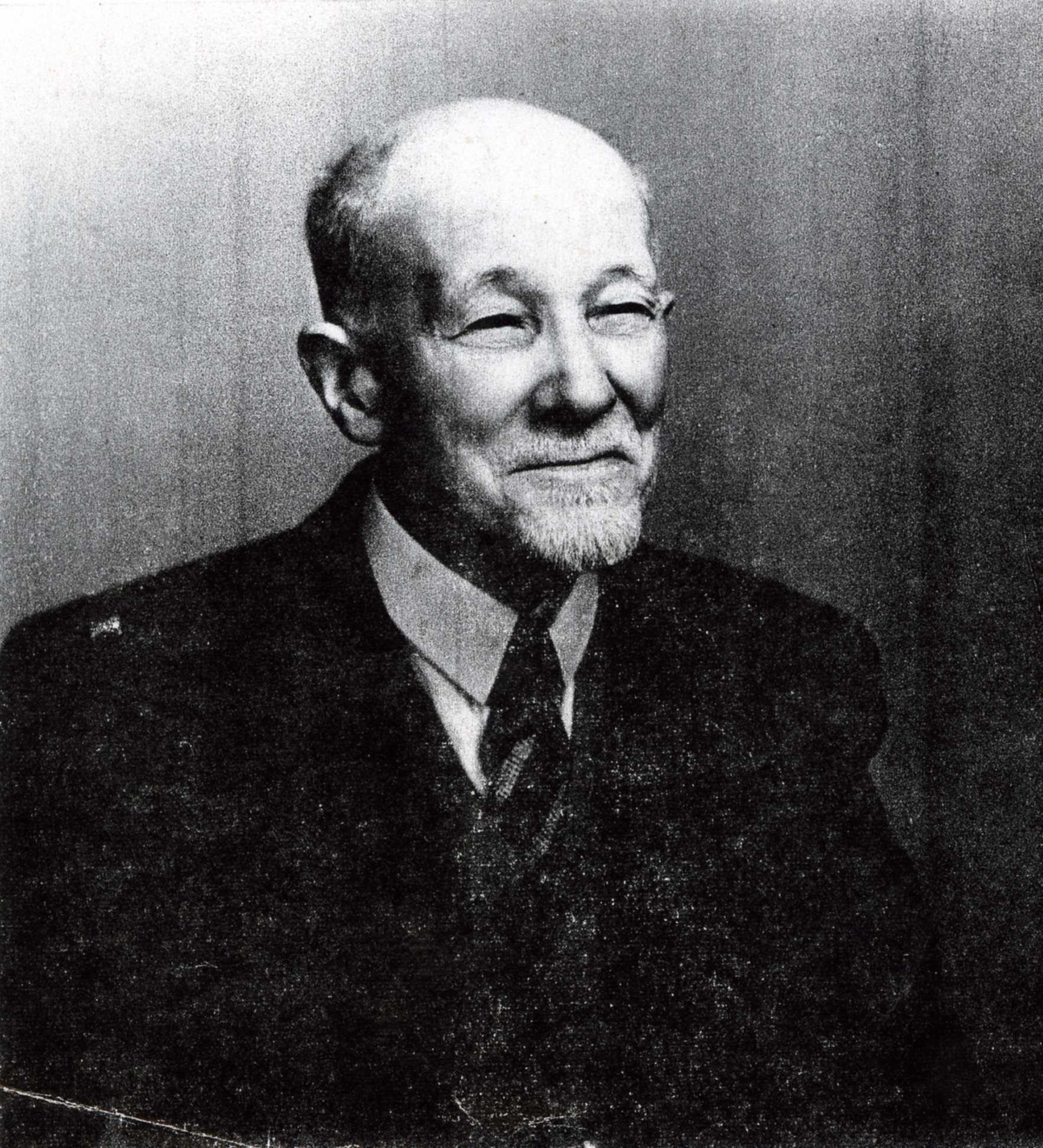
Édouard Bourdelle
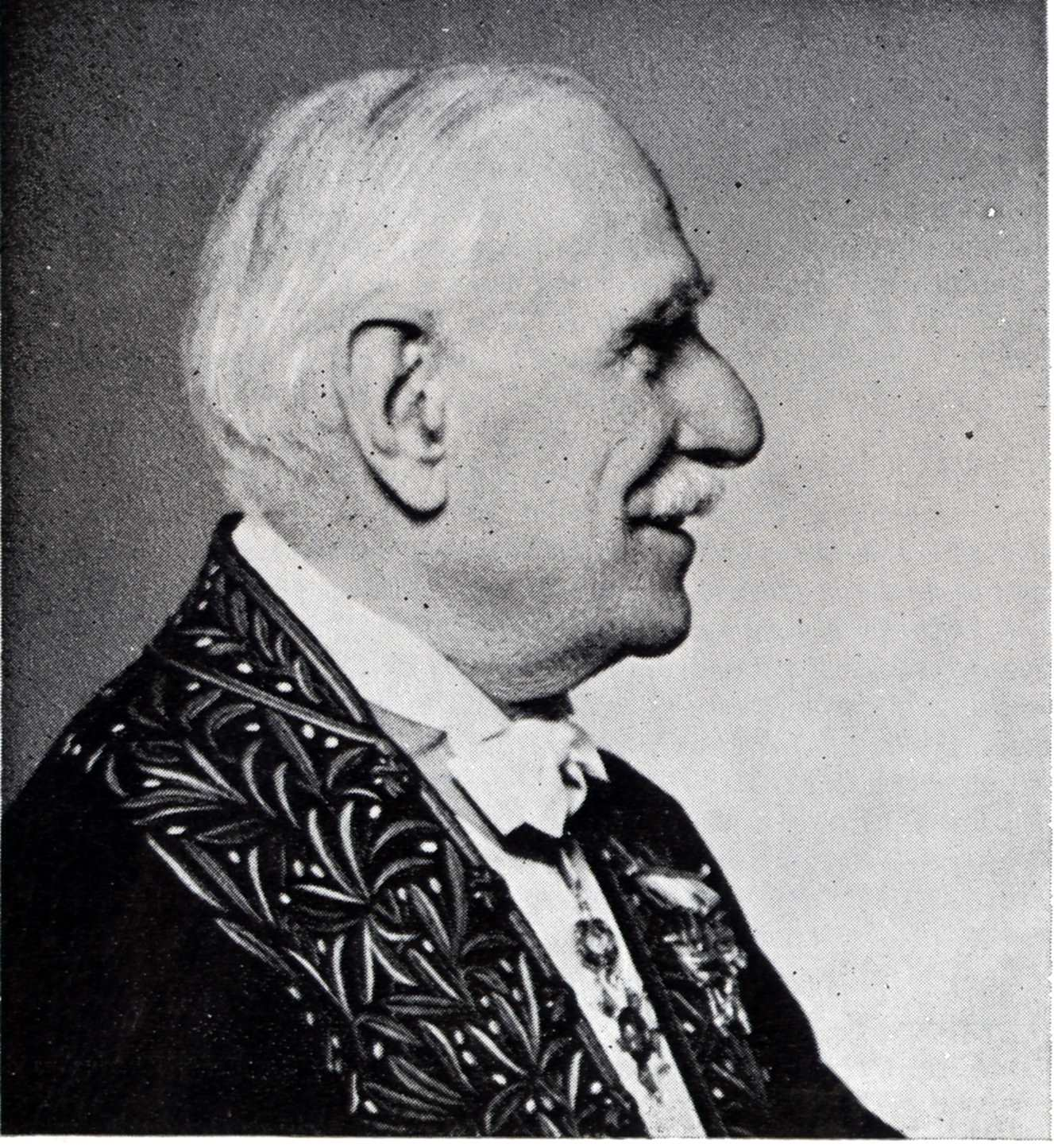
Clément Bressou

- Jean Sendrail (1872-1935), professeur de chirurgie et directeur de l'ENVT, autorité largement reconnue dans la chirurgie vétérinaire de son temps, clinicien remarquable, il œuvra avec Emmanuel Leclainche pour obtenir et diriger la construction d'une nouvelle école vétérinaire qui devait être l'école de la Juncasse

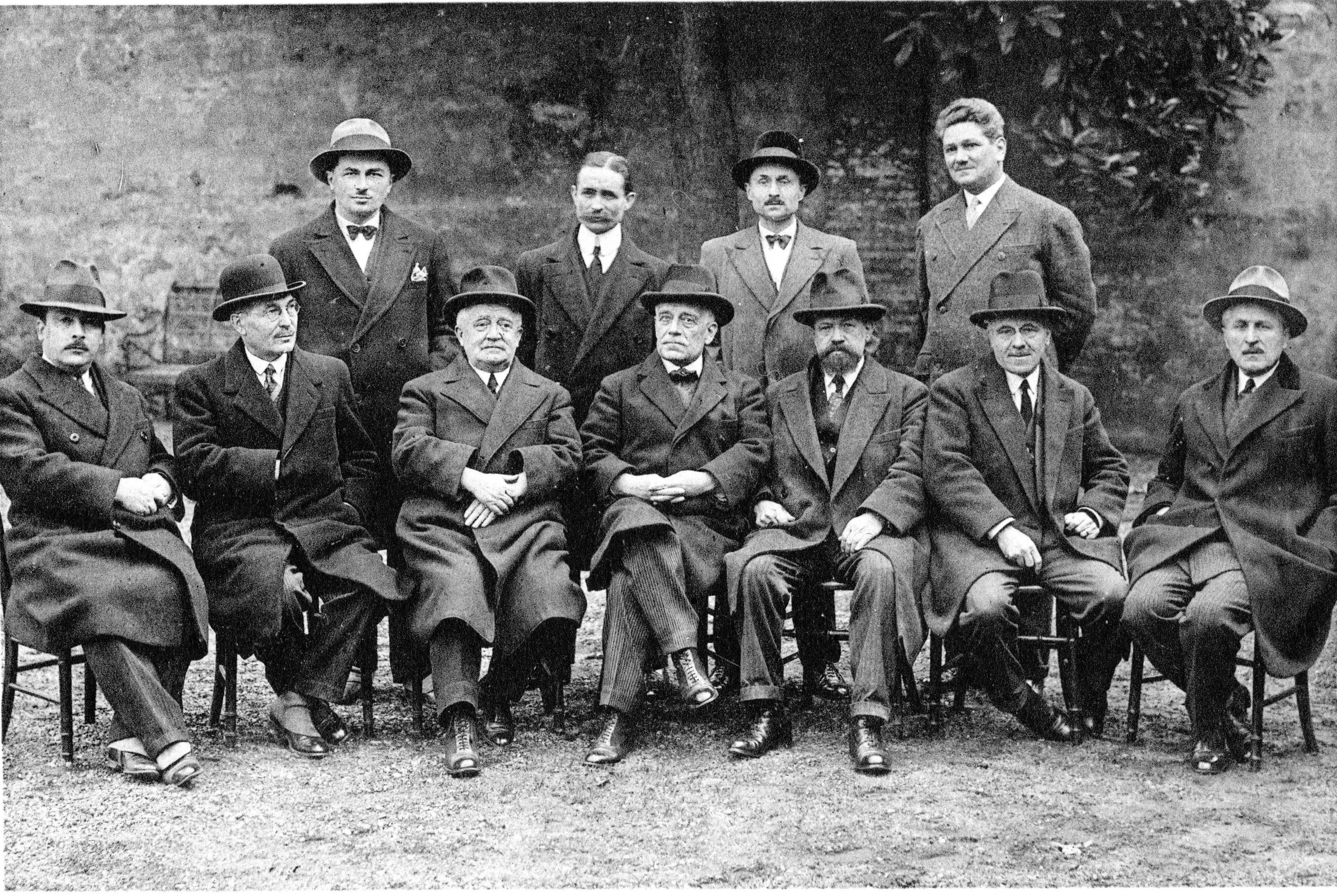
Le directeur Jean Sendrail au milieu du corps professoral de l'ENVT en 1929

- Emmanuel Leclainche (1861-1953)
- Jean Cuillé (1872-1950) et Paul-Louis Chelle (1902-1943) : leurs noms sont associés à la mise en évidence expérimentale[72],[73],[74] de l'étiologie infectieuse de la tremblante du mouton mettant en cause un agent infectieux non conventionnel reconnu aujourd'hui comme étant la protéine prion.

- Marcel Petit : professeur d'anatomie, directeur de l'ENVT de 19r1 à 1945, résistant déporté à Buchenwald et Dora, Inspecteur général des Écoles nationales vétérinaires, moteur de la construction de la nouvelle École vétérinaire de Toulouse

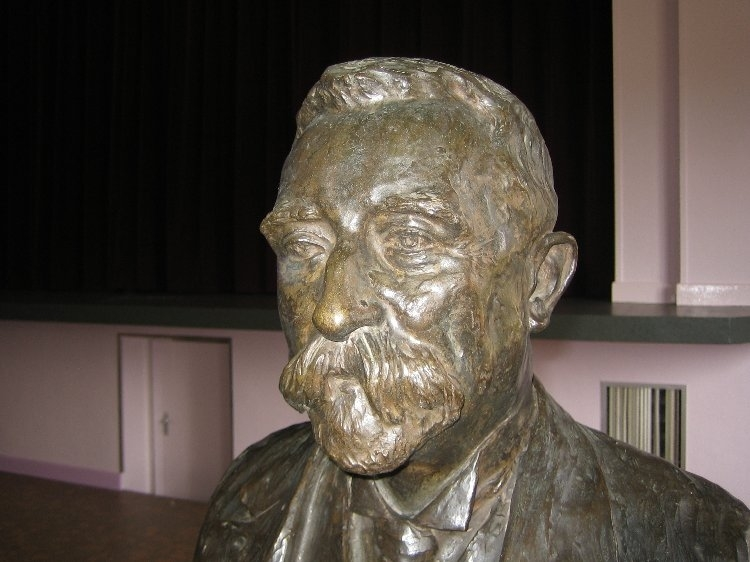
Emmanuel Leclainche
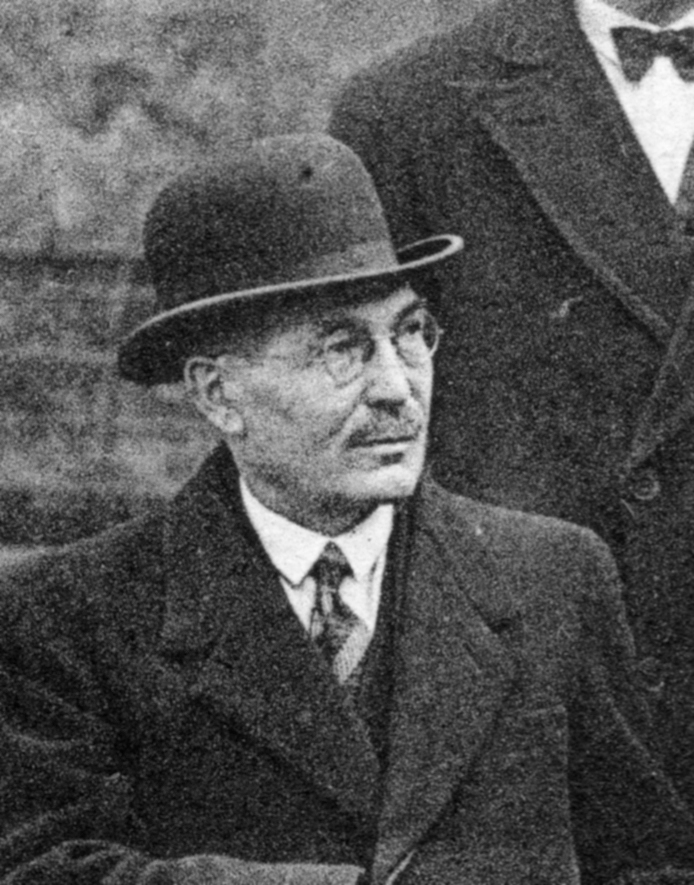
Jean Cuillé
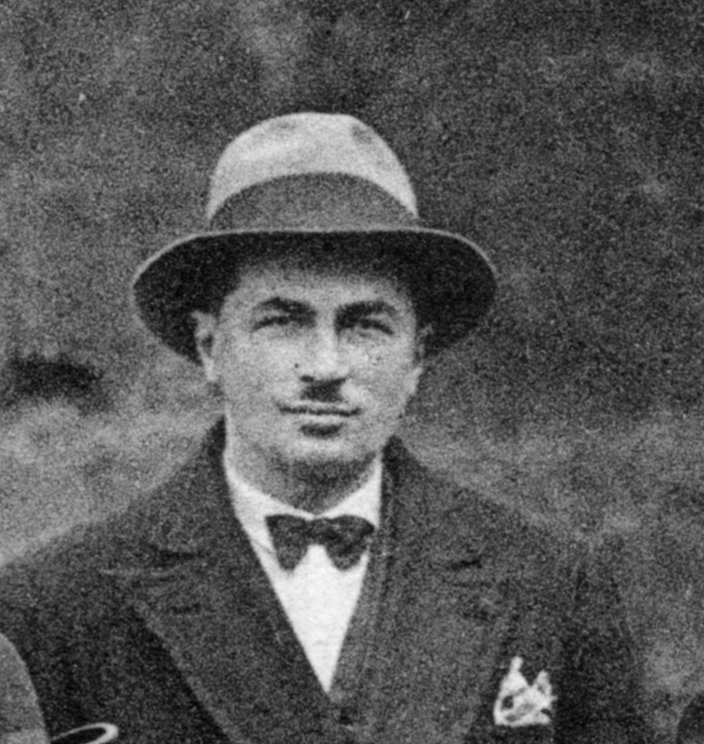
Paul-Louis Chelle
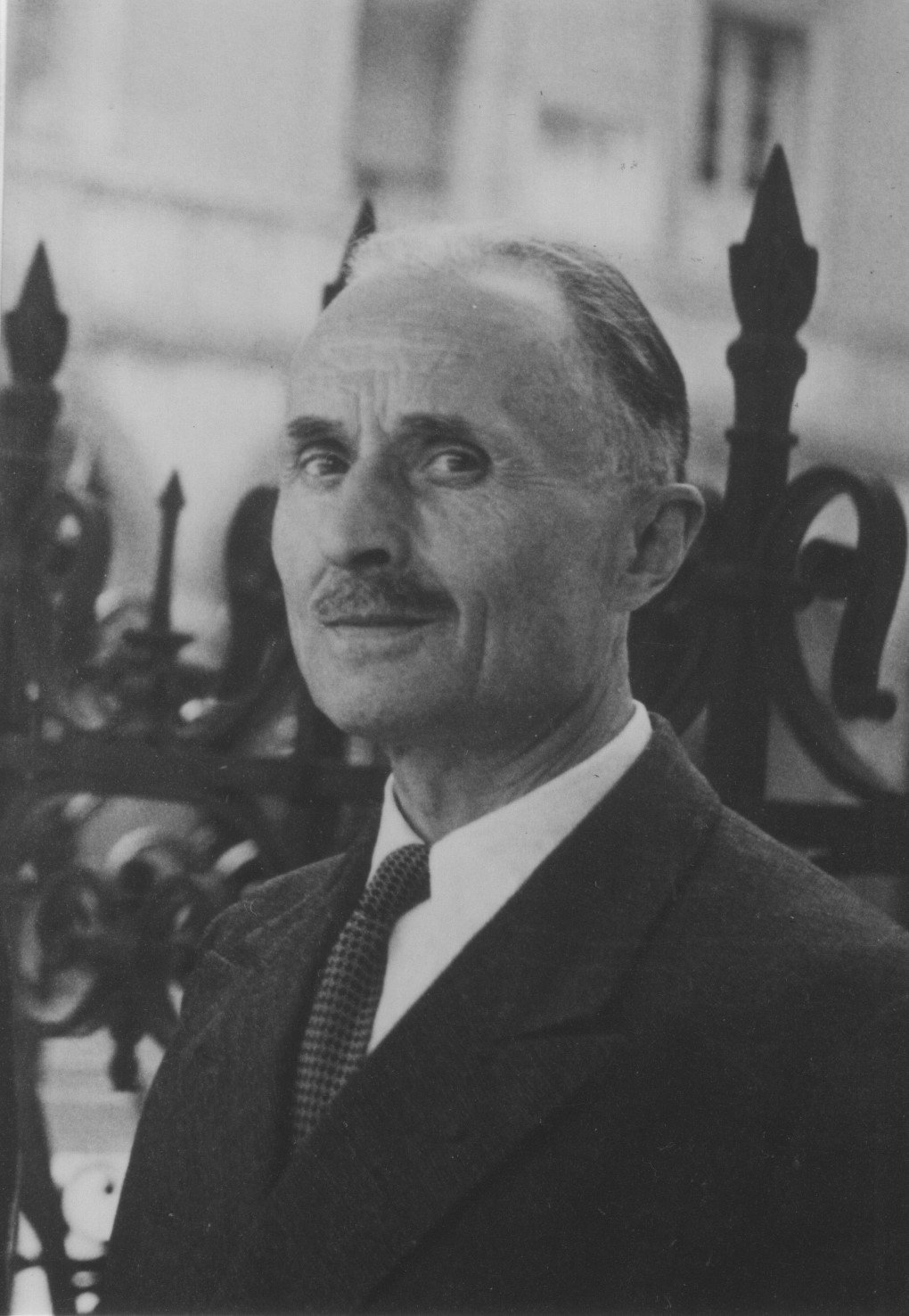
Marcel Petit

- Jean-Claude Godfrain (1914-1991), vétérinaire et médecin, professeur de pharmacie à l'ENVT, inspecteur général de l'enseignement vétérinaire, à l'origine de la création de l’École nationale vétérinaire de Nantes et de l’École inter-États des sciences et médecine vétérinaires de Dakar.
- Yves Ruckebusch, (1931-1989), professeur de physiologie Yves Ruckebusch

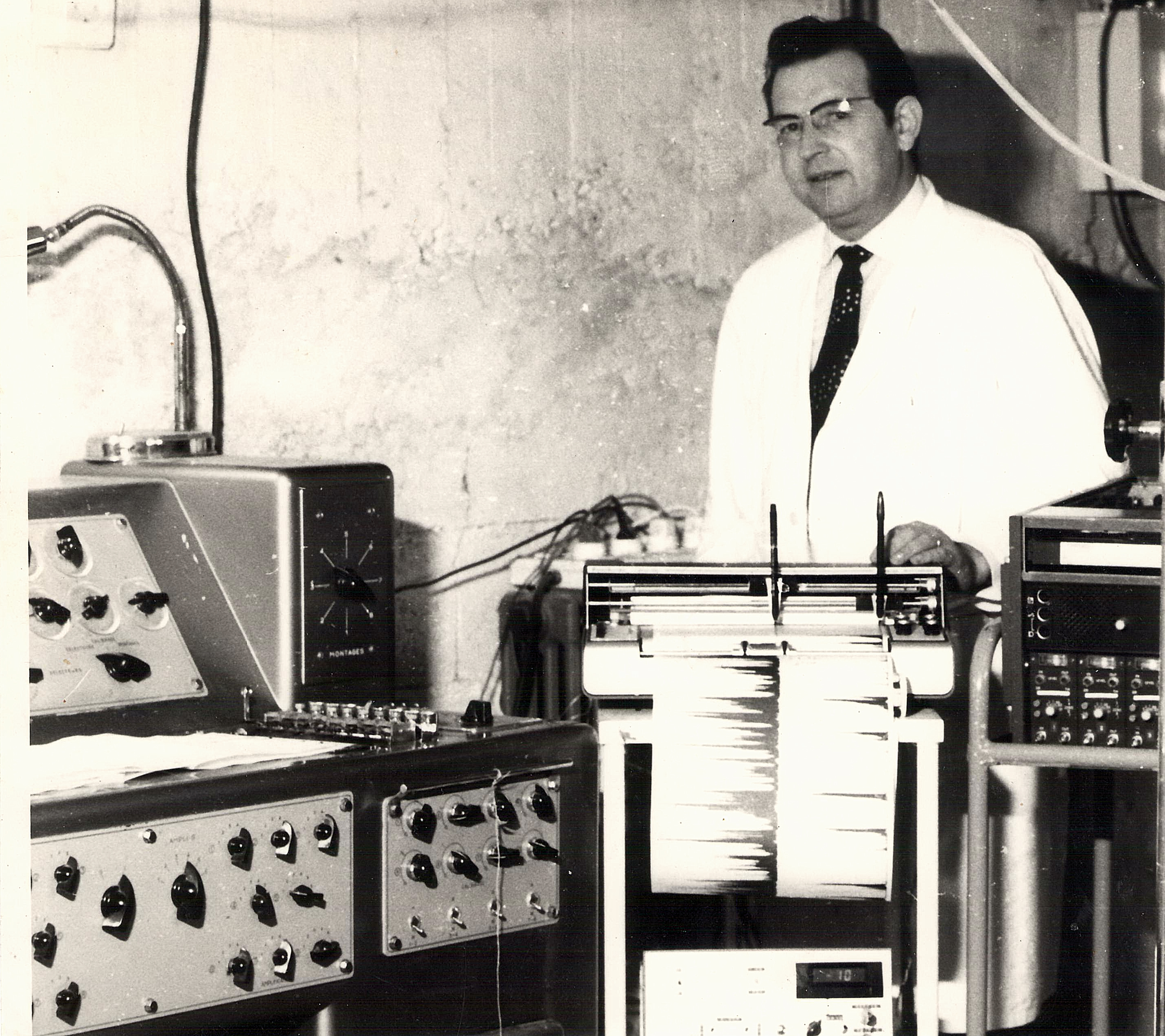
Yves Ruckebusch

### Anciens élèves de l'ENVT
- Alexandre Liautard (1835-1918), s'installa comme vétérinaire praticien à New York en 1860 où il demeura jusqu'en 1900. Fondateur et doyen de l'American Veterinary College à New York City, fondateur de l'American Veterinary Review, précurseur du Journal of the American Veterinary Medical  Association (JAVMA) et fondateur de l'AVMA.
- Maurice Trélut (1881-1945) joueur de rugby et dirigeant du Stadoceste tarbais, maire de Tarbes (1935-1944), mort en déportation à Buchenwald pour faits de résistance et avoir organisé à l'hôpital de Tarbes un réseau de sauvetage des juifs. Le stade de rugby de Tarbes porte son nom. Le 2 novembre 1994, Yad Vashem a décerné à Maurice Trélut le titre de Juste parmi les nations[75].
- Octave Léry (1885-1938) fut le premier président de la fédération française de rugby, de 1920 à 1928. Il était auparavant deuxième ligne au Stade toulousain et fut vice-champion de France en 1909 avec cette équipe. Une avenue de Toulouse porte son nom.
- Robert Rose-Rosette (1905-1996)[76],[77]
- Birago Diop (1906-1989)
- Paul Vaugien (1914-1985)
- Pierre Troquereau (1914-1991), Compagnon de la Libération
- Louis Andral (1921-2003)
- Michel Klein (1921-)
- Jean Blancou (1936-2010)
- Philippe Maupas (1939-1981)
- Bernard Vallat (1947-), directeur général de l'Organisation mondiale de la santé animale (OIE)

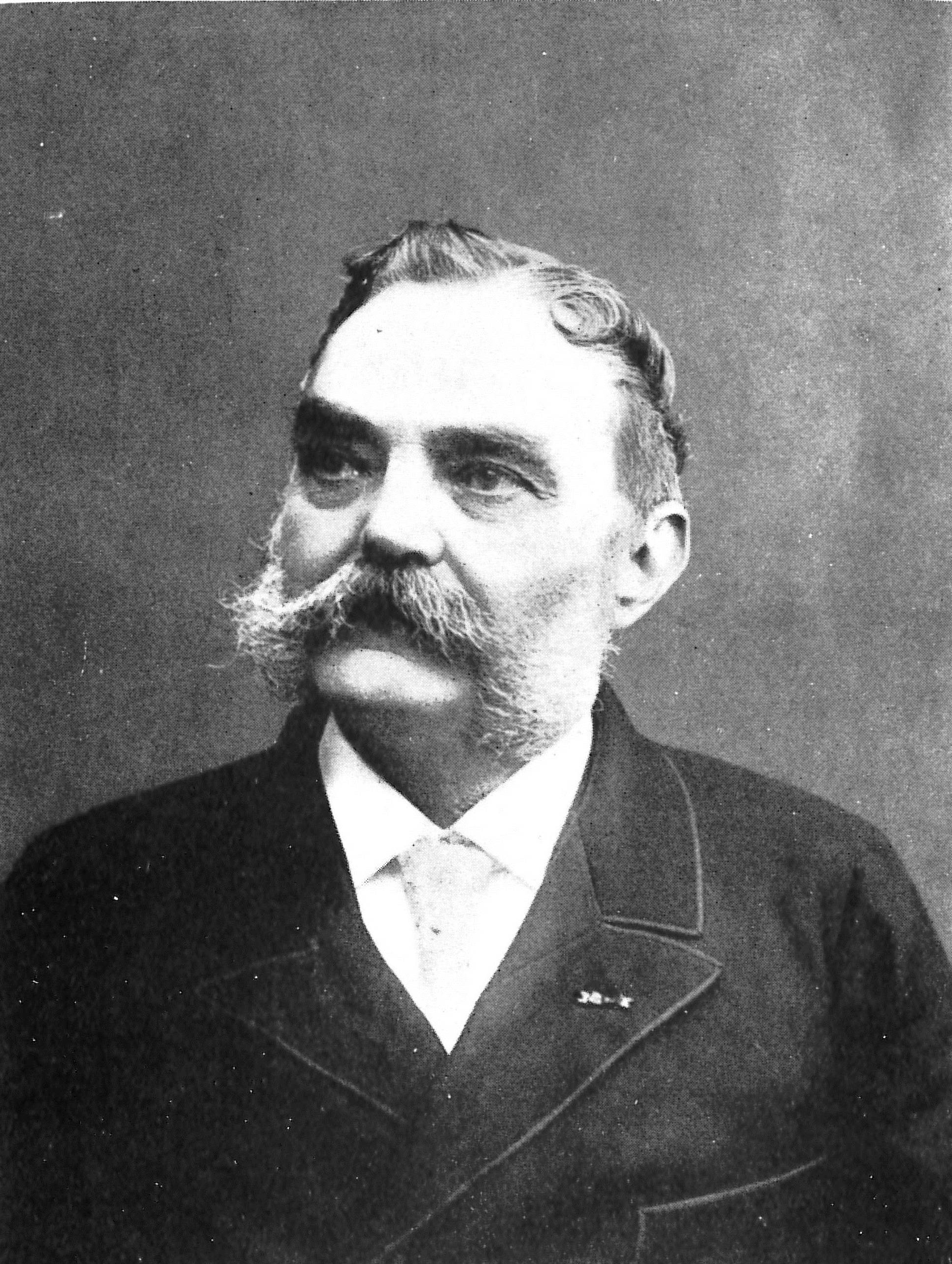
Alexandre Liautard
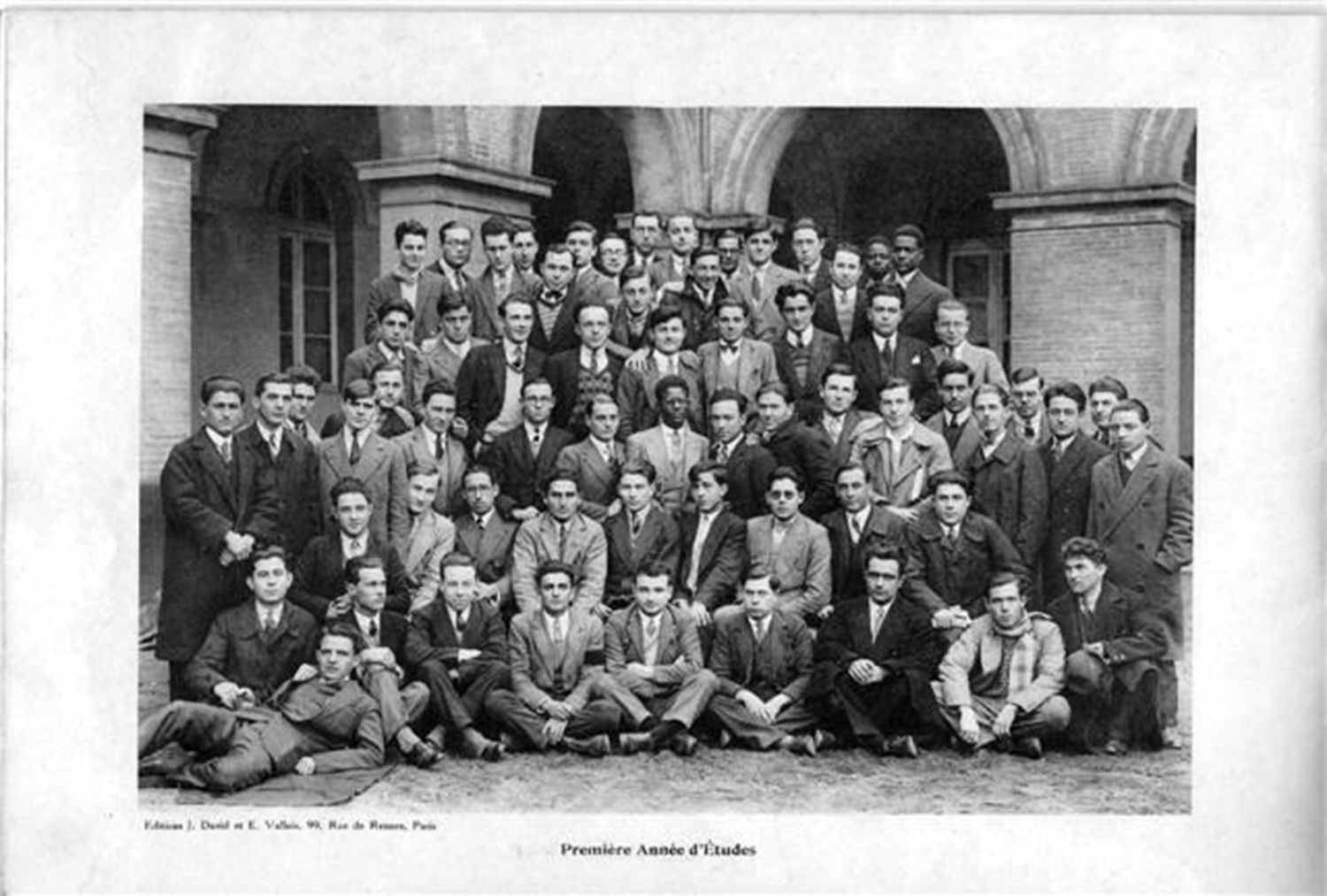
Promotion de première année en 1929. Birago Diop est au centre de la photo.
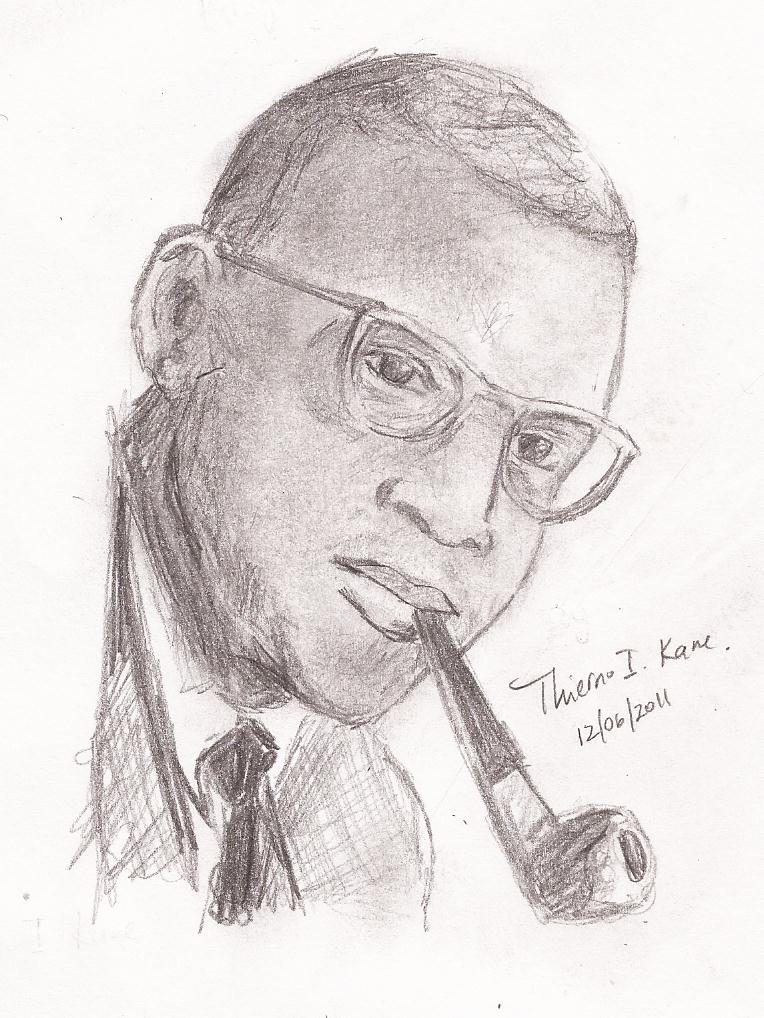
Birago Diop
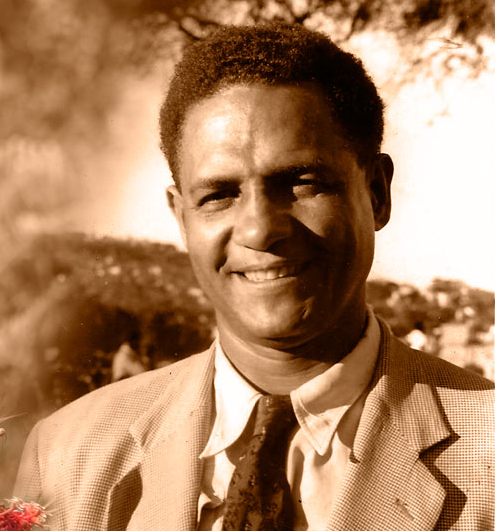
Robert Rose-Rosette
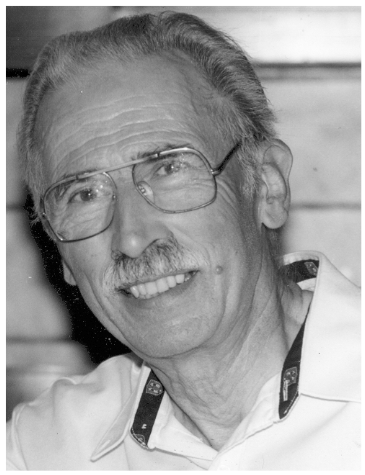
Louis Andral
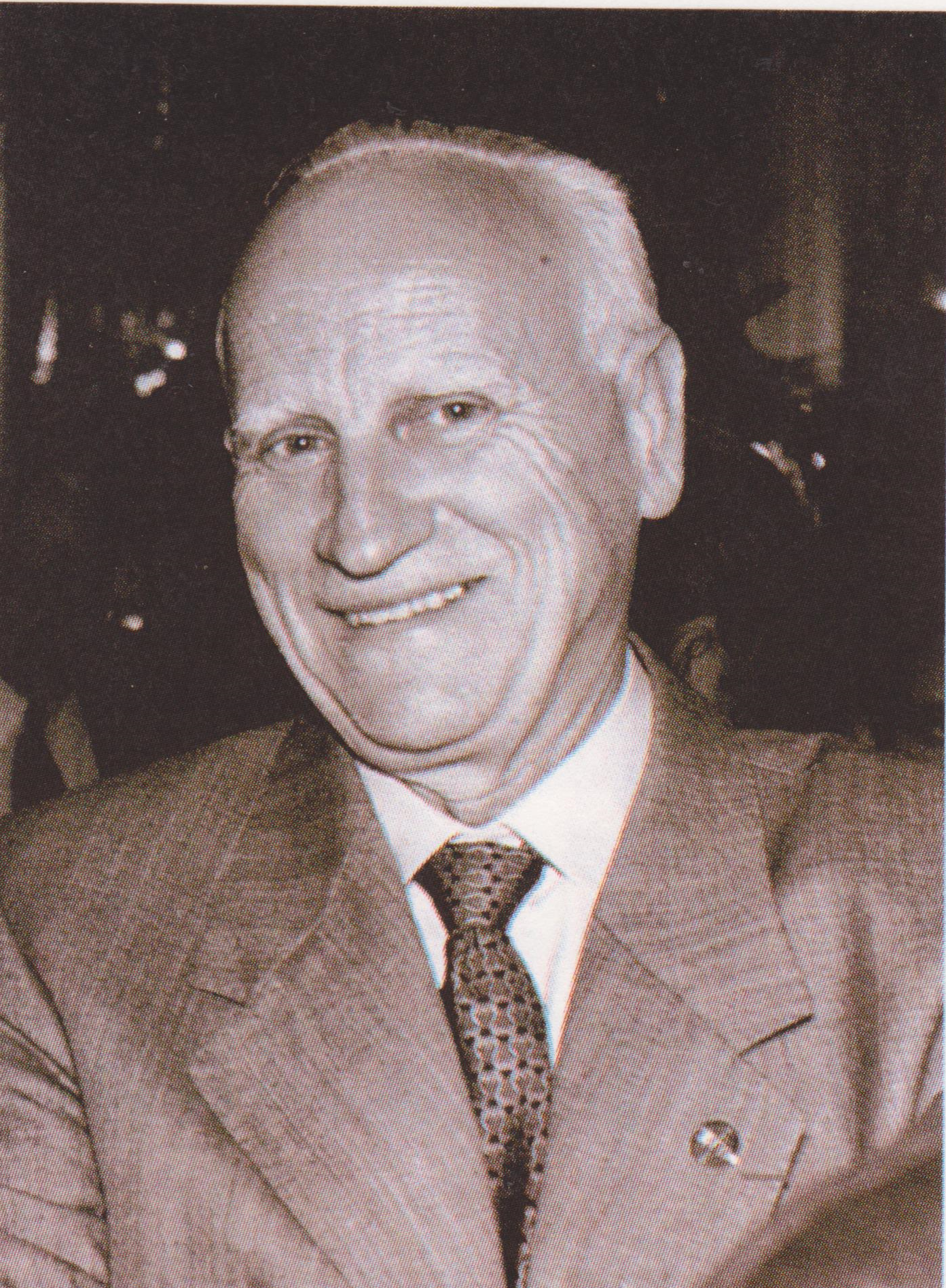
Jean Blancou
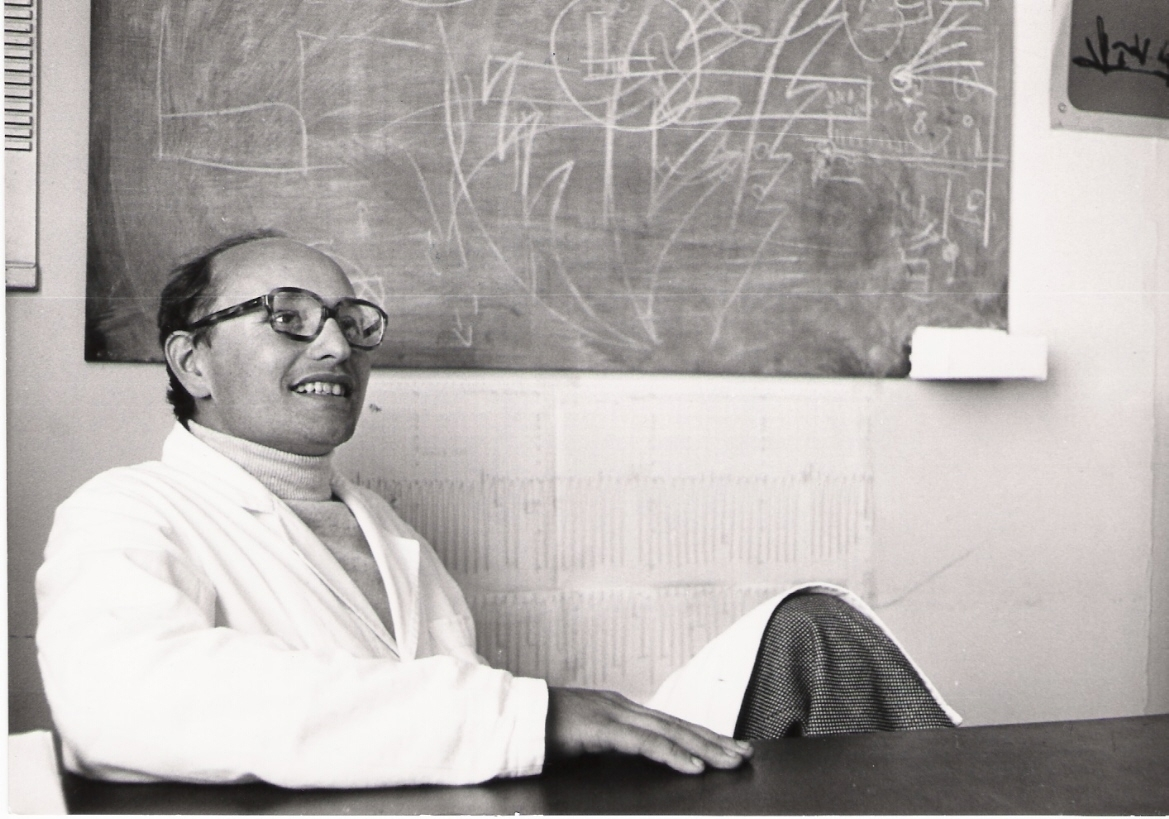
Philippe Maupas

## Patrimoine matériel culturel de l’école nationale vétérinaire de Toulouse
L'école possède un important patrimoine matériel culturel, artistique et scientifique, originaire pour la plus grande part de l'ancienne école vétérinaire de Toulouse.

### Le patrimoine artistique

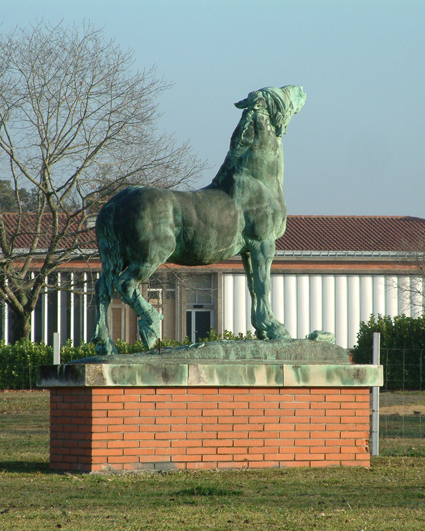
Cheval de bronze d'Emmanuel Frémiet

Ce patrimoine comprend des œuvres transférées de l'ancienne école vétérinaire et des œuvres acquises lors de l'édification de la nouvelle.

#### Œuvres héritées de l'ancienne école
On distinguera tout particulièrement, parmi les œuvres les plus visibles :

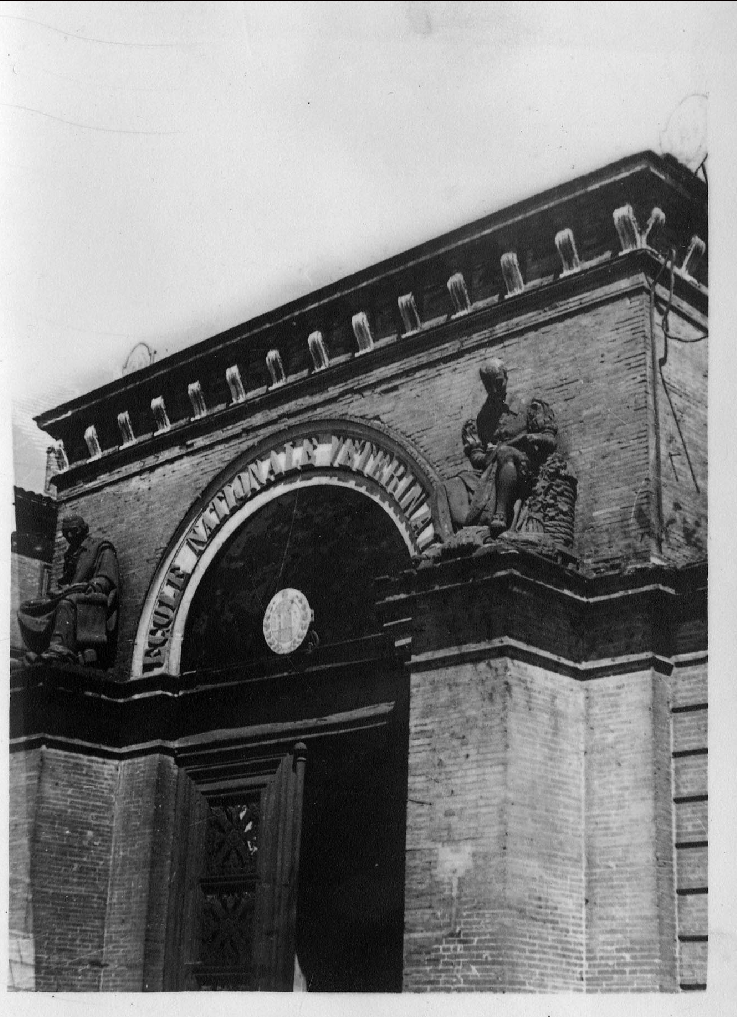
Portail de l'ancienne école vétérinaire de Toulouse encadré par les sculptures de Bernard Griffoul-Dorval représentant Claude Bourgelat à gauche et Olivier de Serres à droite

##### Le cheval de bronze d'Emmanuel Frémiet
Sur l'histoire de cette statue on lira l'article que le professeur Guy Bodin lui a consacré (voir le texte de l'article en lien dans la référence)

##### Le buste de Claude Bourgelat parBernard Griffoul-Dorval
Deux statues représentant l'une Olivier de Serres et l'autre Claude Bourgelat, encadraient autrefois l'entrée d'honneur de l'Ancienne école vétérinaire de Toulouse ; lors de la démolition de  cette entrée, vers 1956, à la suite de l'extension de la gare Matabiau, ces statues furent détruites, seuls les bustes furent conservés mais dans de très mauvaises conditions. Le buste d'Olivier de Serres a malheureusement été perdu vers 1963. Le buste de Claude Bourgelat se trouve aujourd'hui sur la cour d'honneur de l'actuelle école vétérinaire de Toulouse.

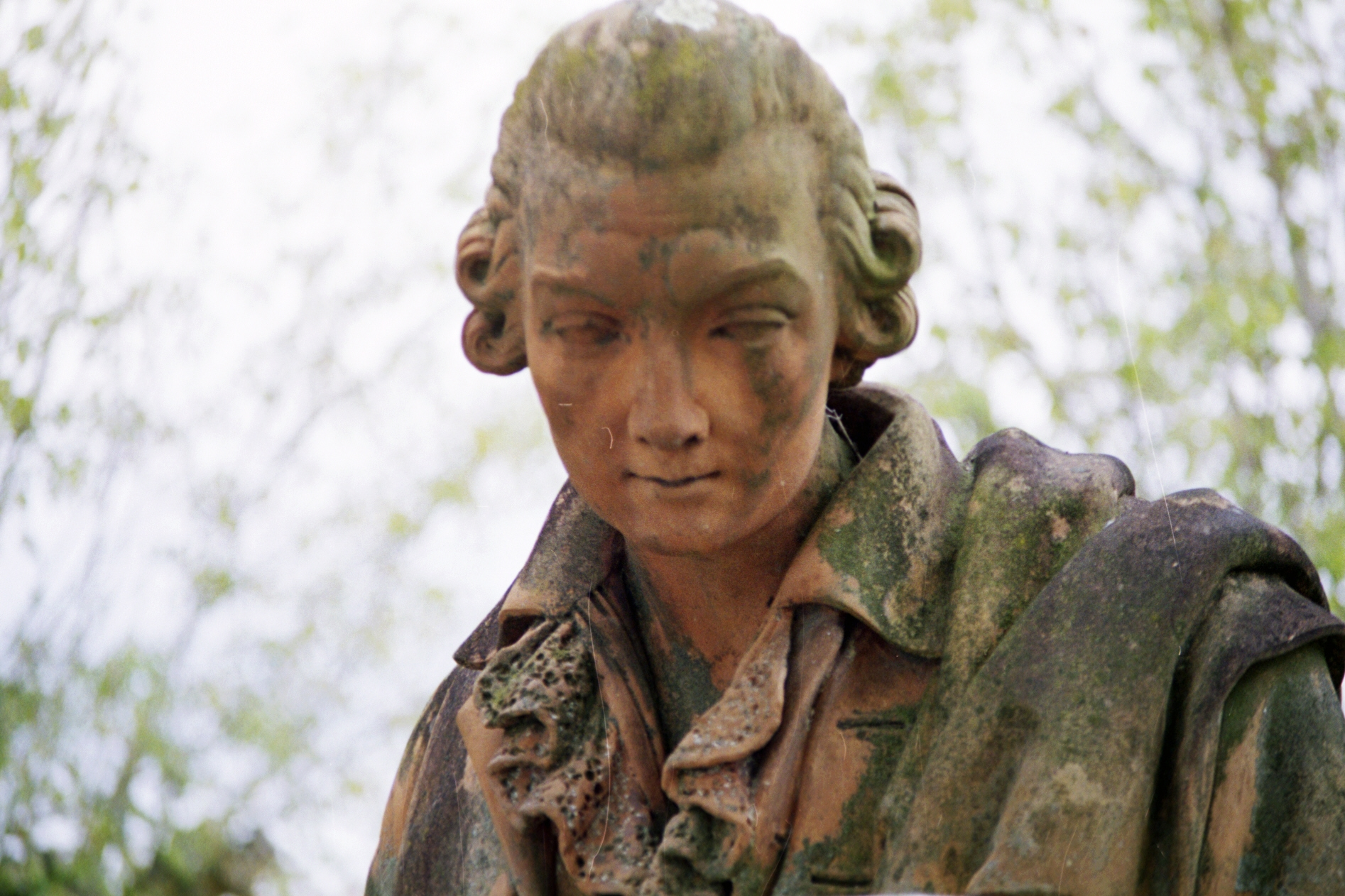
Buste de Claude Bourgelat
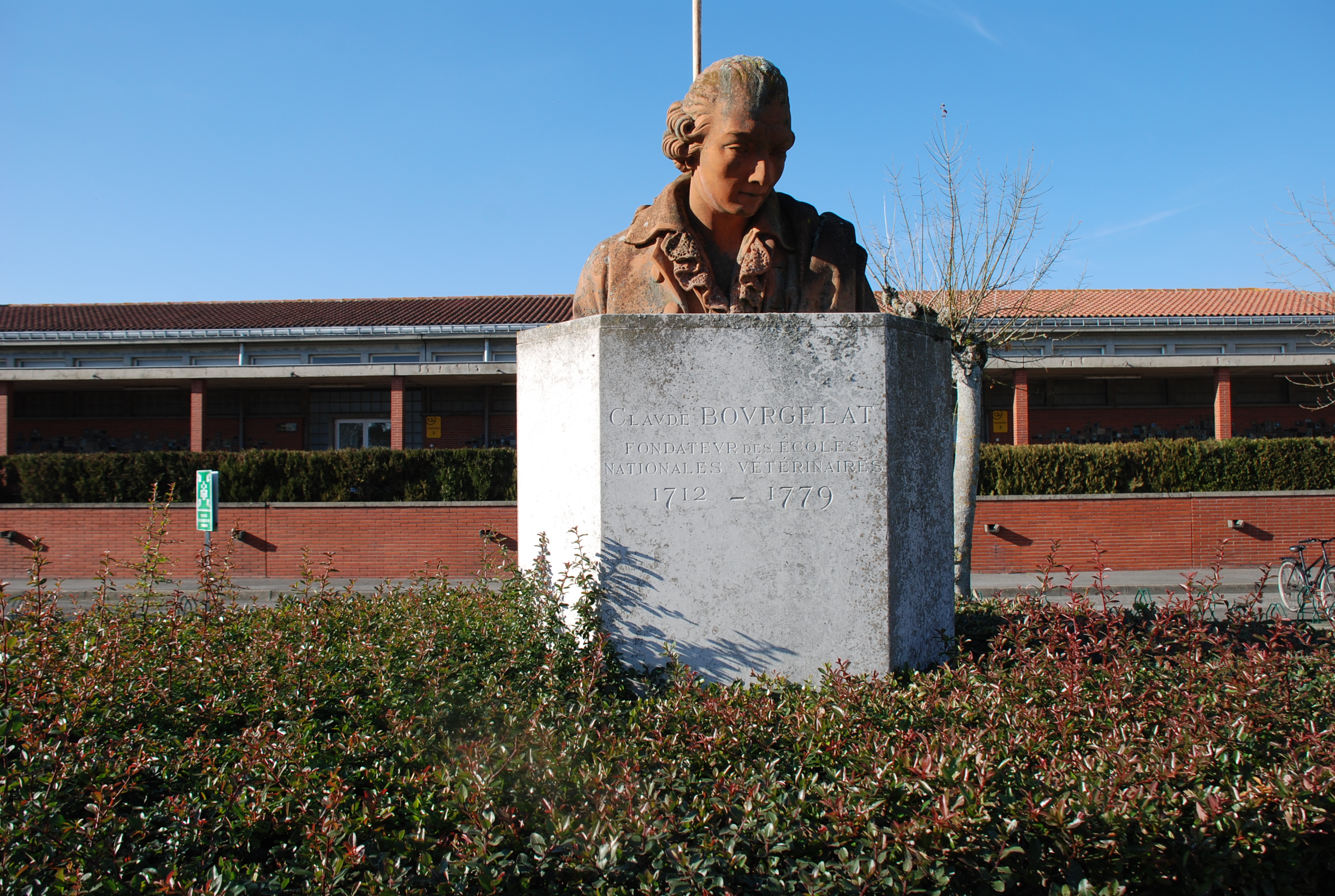
Buste de Claude Bourgelat dans la cour d'honneur de l'ENVT

Au-delà de simples éléments décoratifs, ces deux statues symbolisaient une même communauté associant le monde agricole et les vétérinaires, par la représentation des pères fondateurs : Claude Bourgelat fondateur des Écoles vétérinaires et Olivier de Serres, agronome, père de l’agriculture moderne française. En effet l’école vétérinaire de Toulouse s'est voulue à l'origine une école vétérinaire tournée vers le monde agricole, l’étude des animaux de rente et de l’économie qui leur est associée.

##### Le monument à la mémoire deFerdinand Laulanié
Indépendamment de sa valeur propre, ce monument a toujours eu une importance particulière dans la vie sociale de l’École pour avoir été, dans le passé, un témoin de la vie estudiantine à l'ancienne école vétérinaire.

Initialement érigé dans la cour d’honneur de l’ancienne école, ce monument fut le résultat d’une souscription nationale auprès des vétérinaires. Si l’édification de ce monument s’inscrit dans le courant d’une époque où nombre de savants étaient honorés de la sorte après leur disparition, l’hommage qui fut rendu à Laulanié est remarquable tant par le monument que par l’importance de la cérémonie d’inauguration, présidée par Auguste Chauveau, qui fut organisée le 13 mai 1911. Les souscripteurs voulaient non seulement rendre hommage au maître toulousain de la physiologie, mais aussi signifier la place que tenait désormais la Science dans la construction de leur profession, face en particulier à la concurrence de ceux que l’on appelait les « empiriques ». La reconnaissance publique de l’excellence scientifique de la formation vétérinaire devait déboucher sur l’adoption  de la loi de 1923 portant création du doctorat vétérinaire, grâce en particulier à l'action du professeur Emmanuel Leclainche,.
Des deux projets en concurrence, c’est celui de Camille Raynaud, un sculpteur toulousain, qui  fut retenu. Dans le discours prononcé en son nom lors de l’inauguration en 1911, Saturnin Arloing, autre grand enseignant vétérinaire de cette époque, en livrait une description  en ces termes : « Du haut de son socle, le maître explore du regard la Science soulevant à peine le voile qui la cache ; à droite et à gauche, des bancs demi-circulaires semblent prêts à recevoir des disciples avides d’entendre sa parole. Tel est bien le groupe qu’il aurait rêvé, car il rappelle les deux ambitions de sa vie : découvrir et enseigner ».

Cinquante quatre ans plus tard, lors du transfert de l’ENVT, du quartier Matabiau à Lardenne, chemin des Capelles, le monument était démembré et ses éléments dispersés, certains, en pierre, perdus. Seul, le buste sur son piédestal fut maintenu à proximité du service de Physiologie. En 2009 les éléments ont été regroupés et le monument reconstitué à l'identique à l'initiative et grâce au soutien de l'association des anciens élèves de l'ENVT.

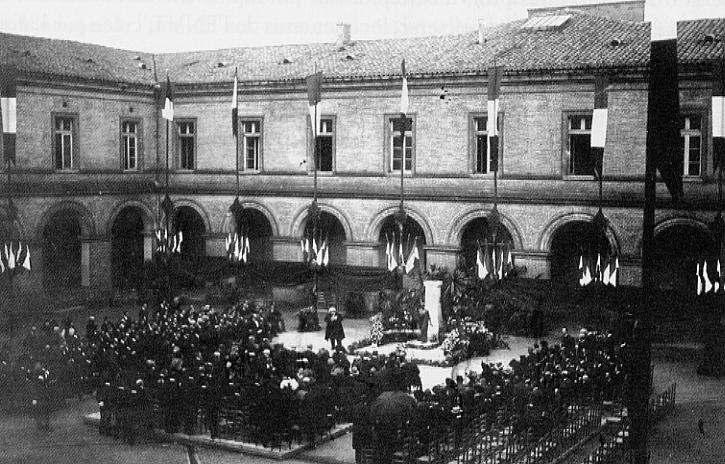
Inauguration du monument Laulanié à l'ancienne école vétérinaire de Toulouse en 1911
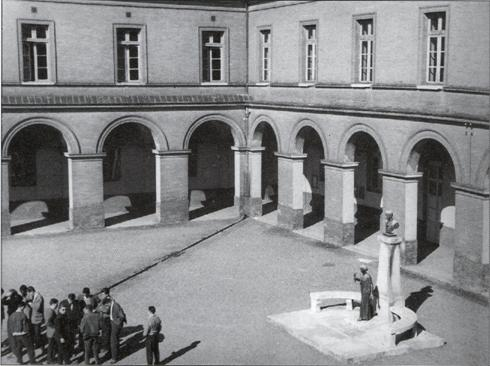
Monument Laulanié et étudiants dans la cour d'honneur de l'ancienne école
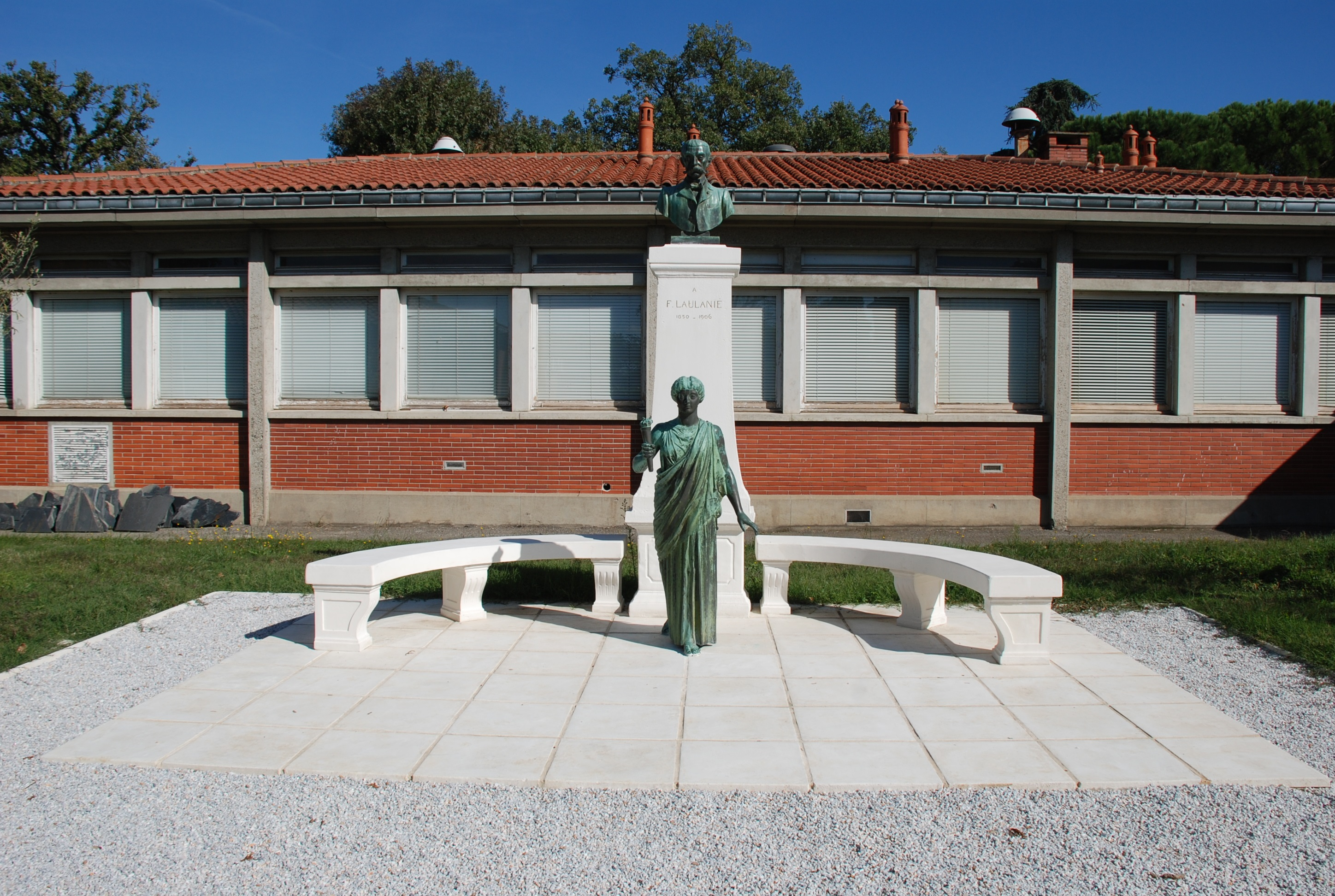
Monument Laulanié dans le carré de Physiologie de l'ENVT
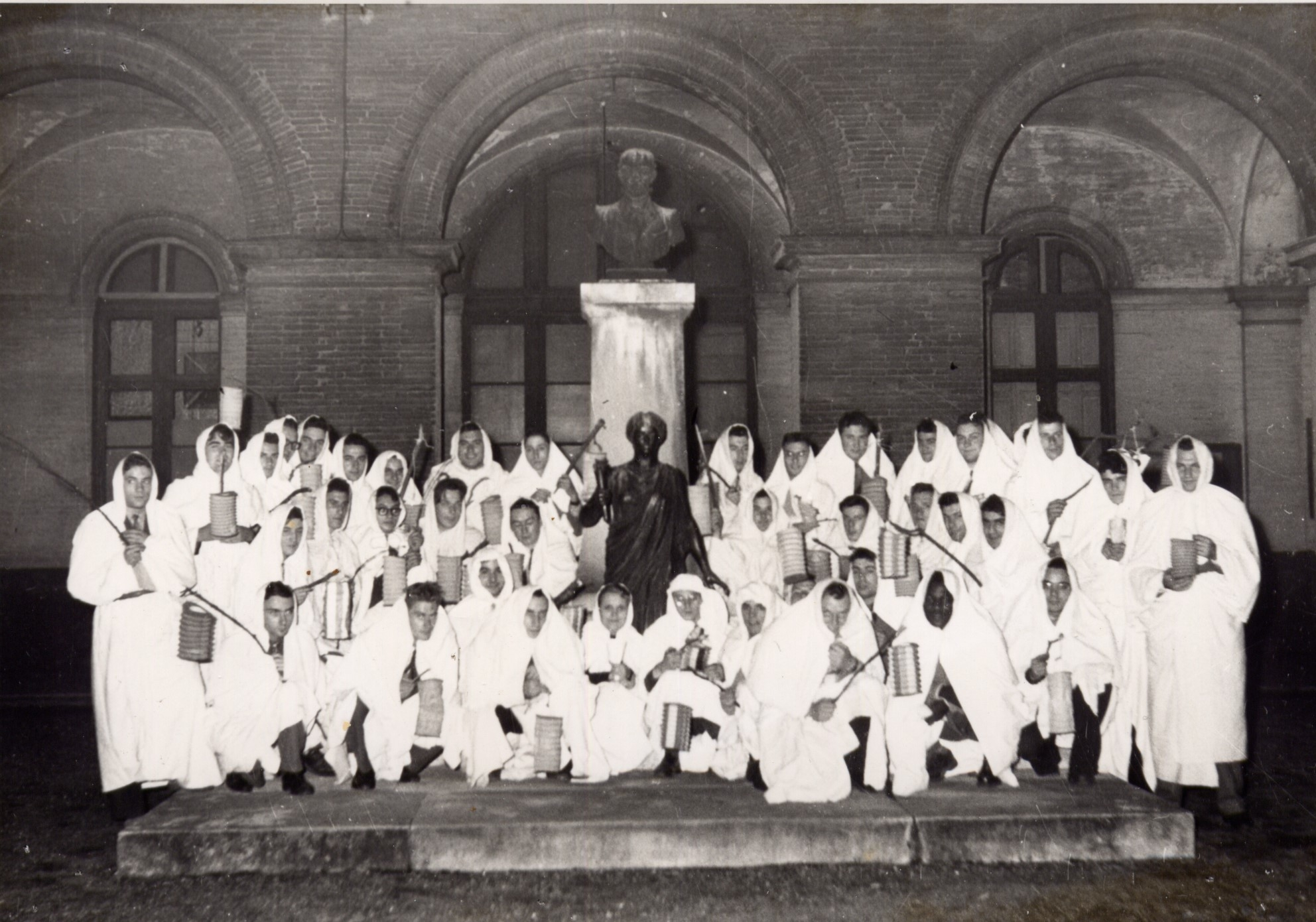
Accueil des étudiants de première année à l'ancienne école
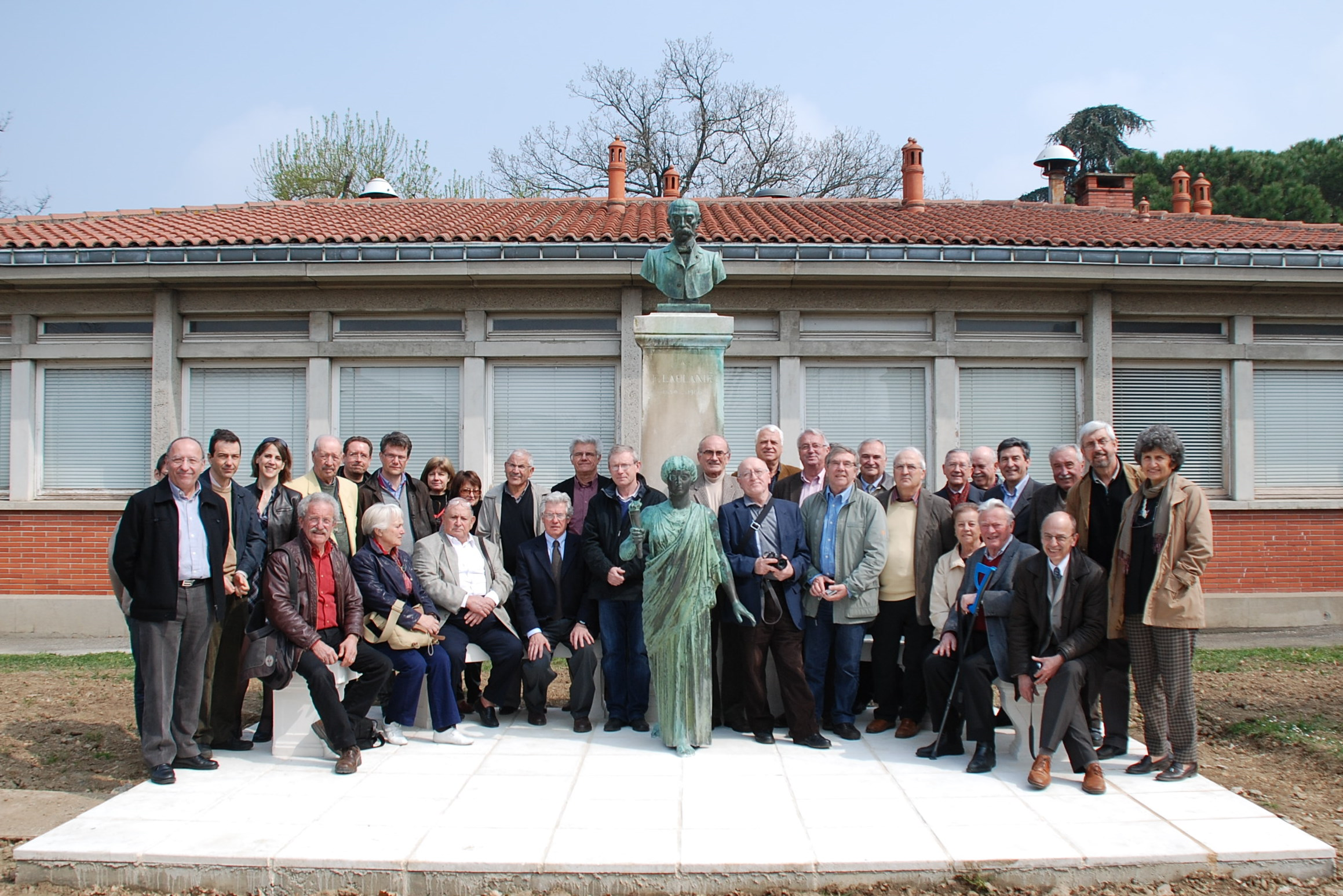
Laulanié et la vie sociale de l'ENVT : réunion d'anciens élèves

##### Divers
Des médaillons en terre cuite représentant des enseignants vétérinaires acteurs de l'épopée pasteurienne dont celui d'un grand précurseur toulousain, Henry Toussaint,.

#### Œuvres nouvelles acquises et mises en place lors de la création de la nouvelle École
En application de la disposition légale française dite « du 1 % artistique » la nouvelle école a été dotée d’œuvres d'art parmi lesquelles on peut mentionner, en particulier :
- La femme au coquillage d'Hubert Yencesse, statue de bronze sur la terrasse ouest du bâtiment des amphithéâtres
- Des vitraux d'Henri Guérin sur les murs des bâtiments de l'Administration.

### Les objets scientifiques et techniques anciens, patrimoine culturel
L'instrument scientifique d'autrefois doit être perçu non seulement comme un objet de musée à conserver et à voir mais aussi comme le témoignage matériel et historique de la préoccupation scientifique et de la place de la Recherche dans l'enseignement vétérinaire. Cette approche culturelle permet de rappeler ou de mieux fonder, si c'est nécessaire, la place que doivent avoir la démarche scientifique et l'innovation dans l'enseignement vétérinaire d'aujourd'hui en les situant dans une continuité historique.
Ce patrimoine a fait l'objet d'une thèse vétérinaire d'Anne-Laure Sivignon. Outre l'inventaire de ce patrimoine, l'auteur développe une proposition de conduite à tenir pour sauvegarder et mettre en valeur ce patrimoine : responsabilisation et formation culturelle des acteurs (enseignants, étudiants, praticiens), renseignement de la base de données, mise en valeur au travers de l'exposition d'objets, notamment virtuelle, etc.

#### Le musée d'anatomie de l’École nationale vétérinaire de Toulouse
L’École nationale vétérinaire de Toulouse offre la particularité d'avoir été dotée dès sa reconstruction dans le quartier de Lardenne d'un bâtiment spécialement destiné à un musée d'anatomie abritant un patrimoine de grande valeur alors qu'à la date de sa mise en service en octobre 1965 l'école était loin d'être achevée et qu'il faudra des décennies encore pour qu'elle soit progressivement dotée des bâtiments d'enseignement restant à réaliser.
Nombre des pièces exposées conçues initialement pour des buts pédagogiques ont aujourd'hui une valeur artistique.
Parmi celles-ci il faut mentionner particulièrement une collection remarquables de pièces anatomiques du Docteur Louis Auzoux. Le cheval  du docteur Auzoux est la pièce la plus connue et la plus remarquable du musée. Il est en attente d'une restauration indispensable. Sont également exposés des moulages réalisés par le professeur Montané.

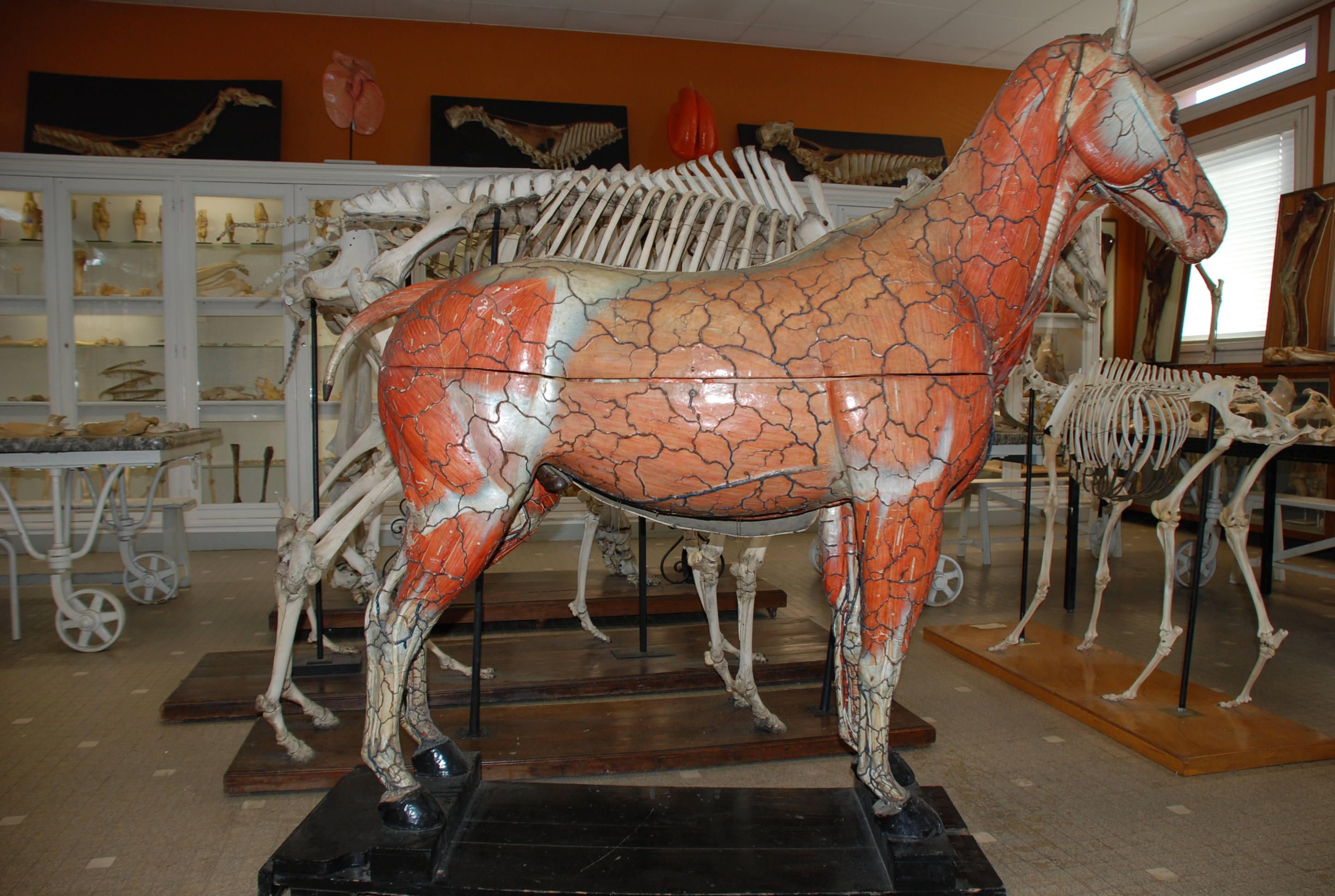
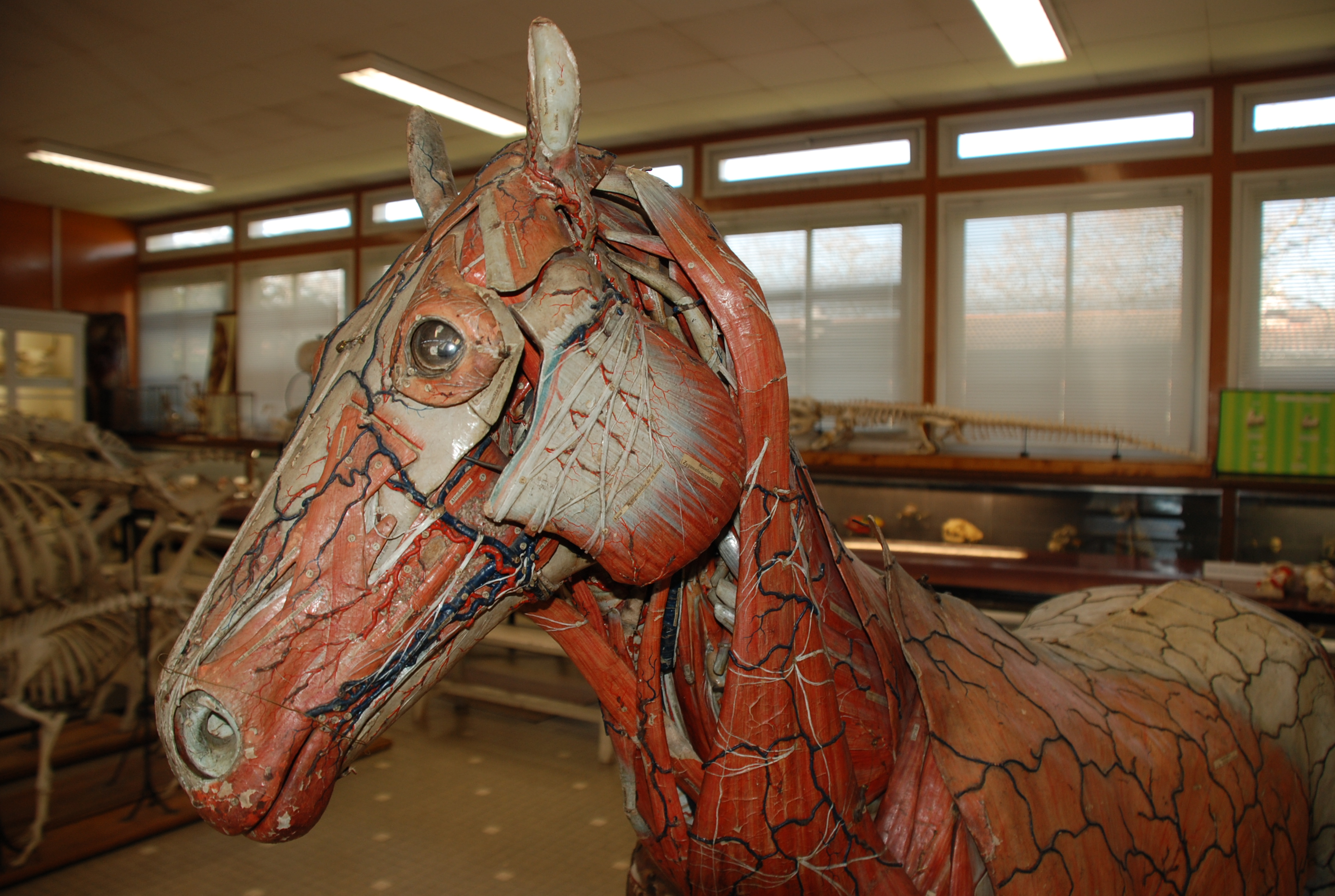
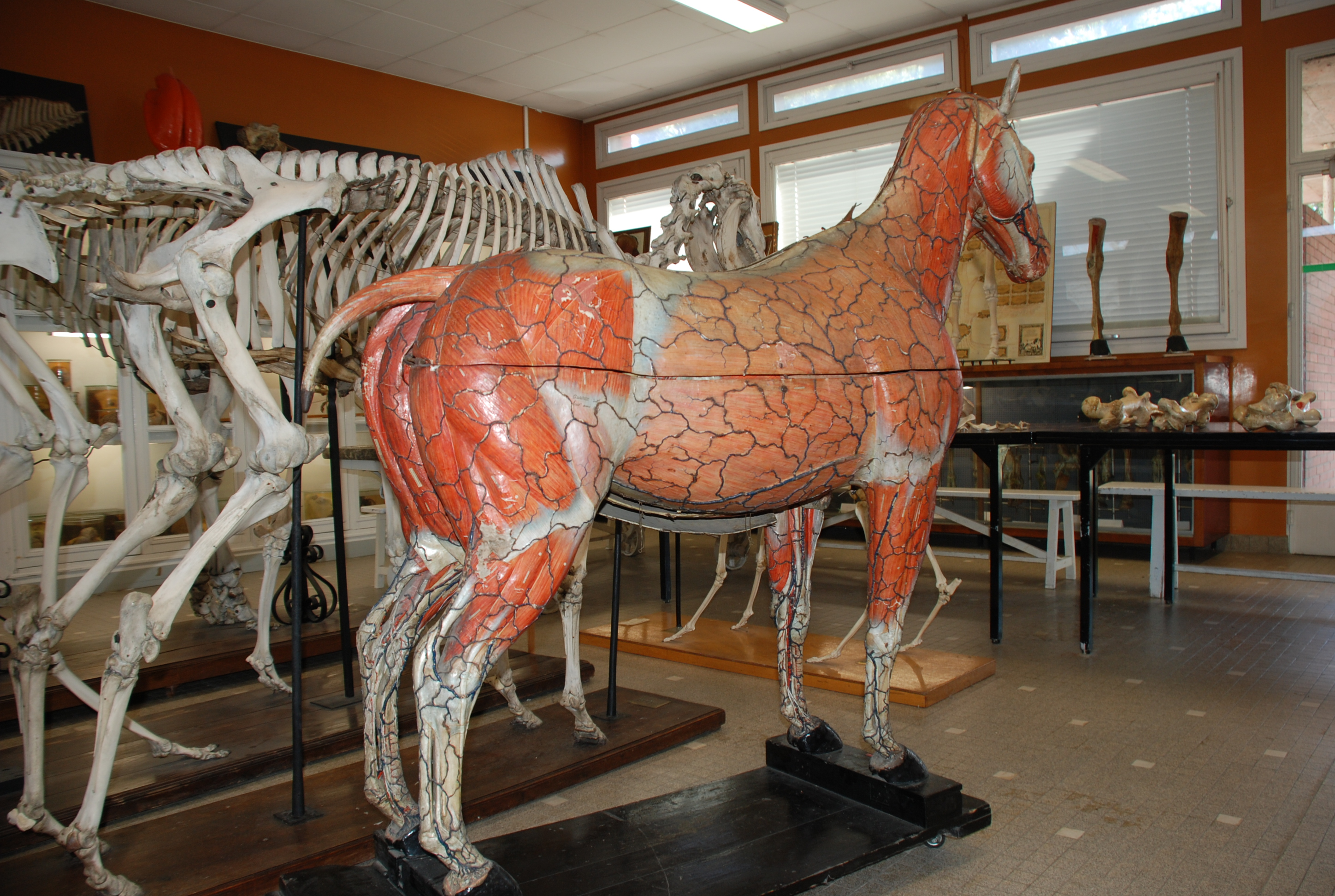
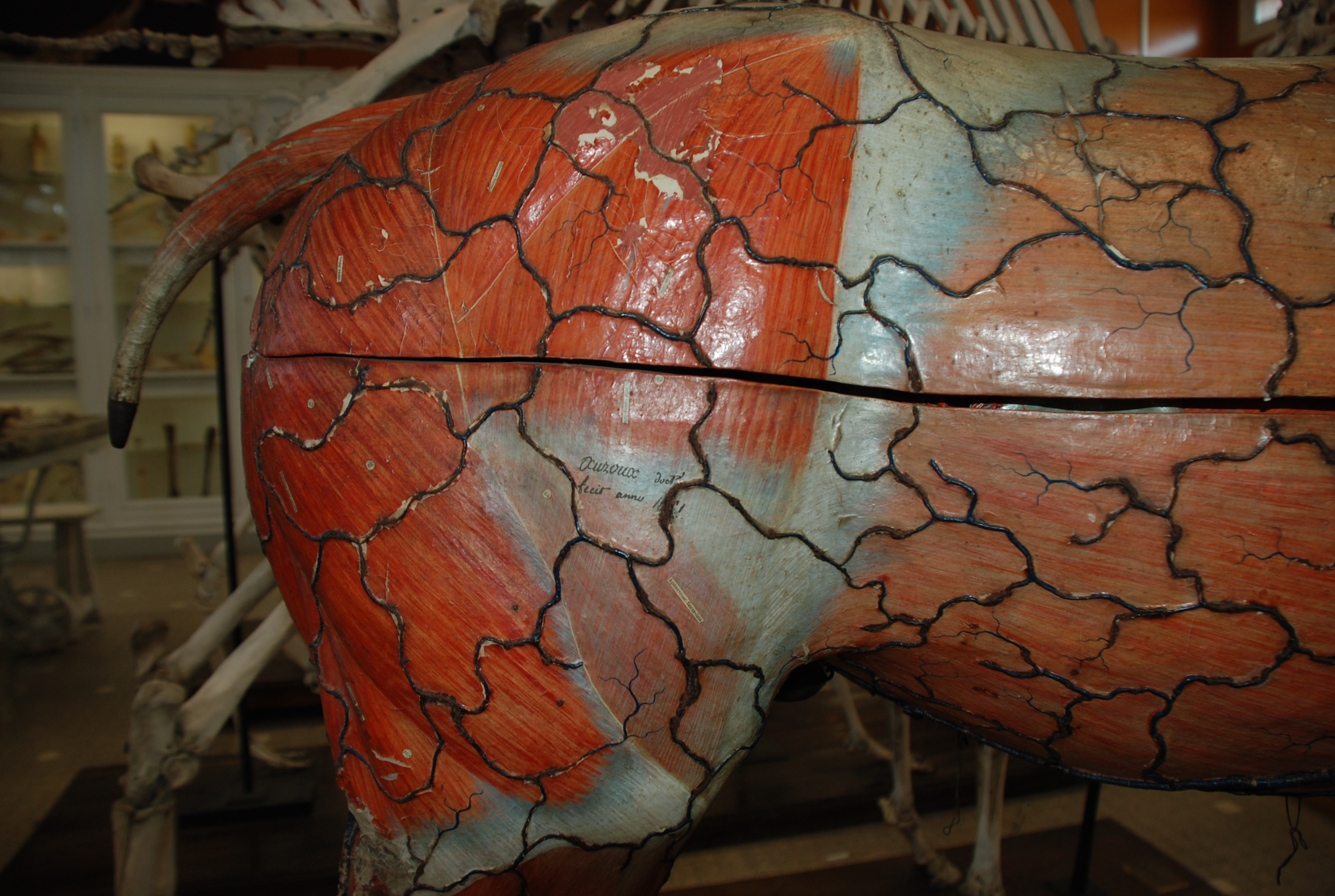

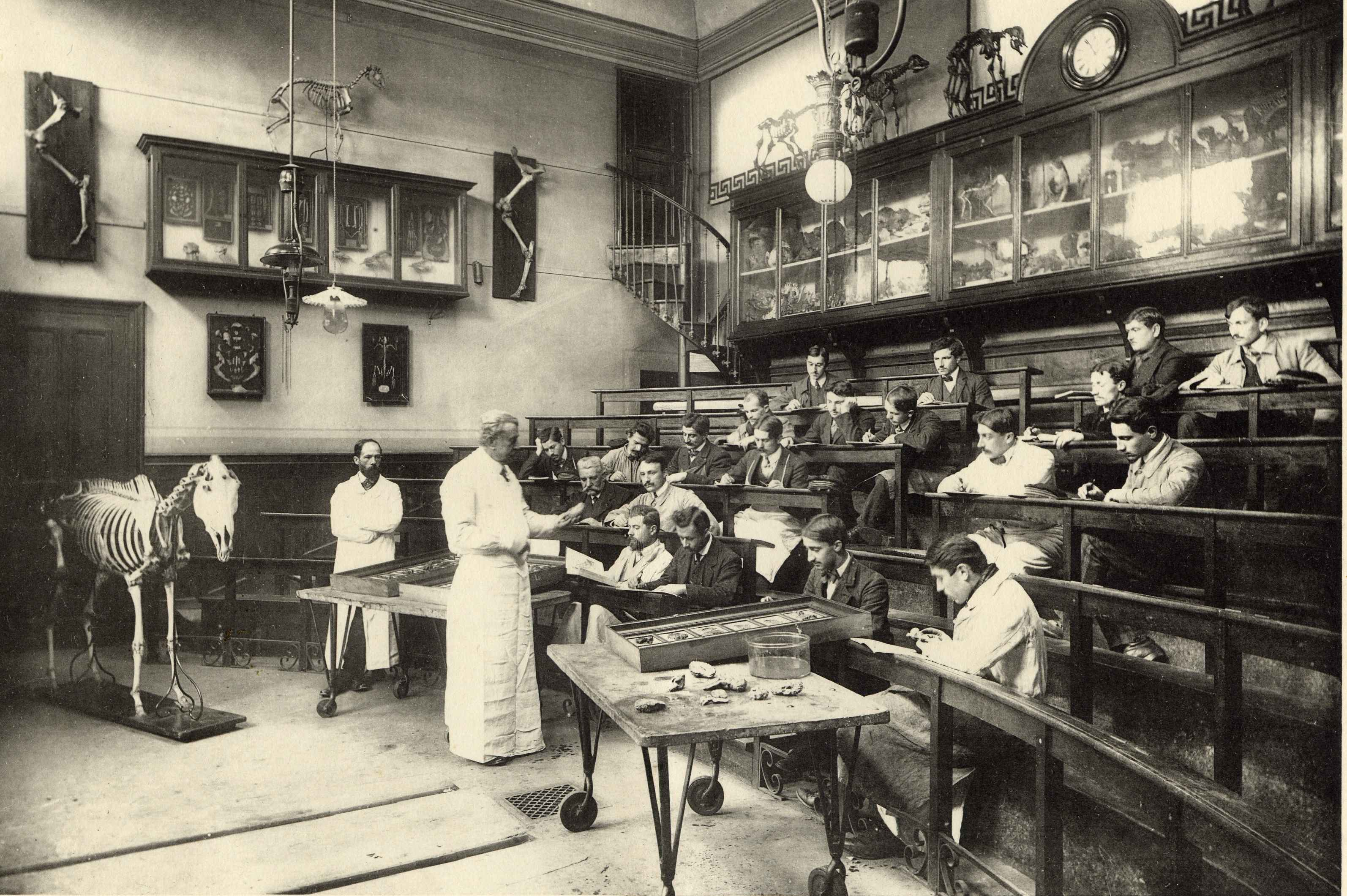
Lucien Montané en cours dans l'amphithéatre d'anatomie de l'ancienne école vétérinaire
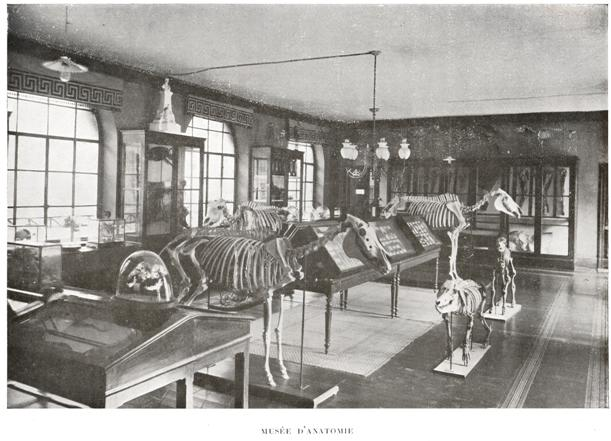
Musée d'anatomie de l'ancienne école vétérinaire
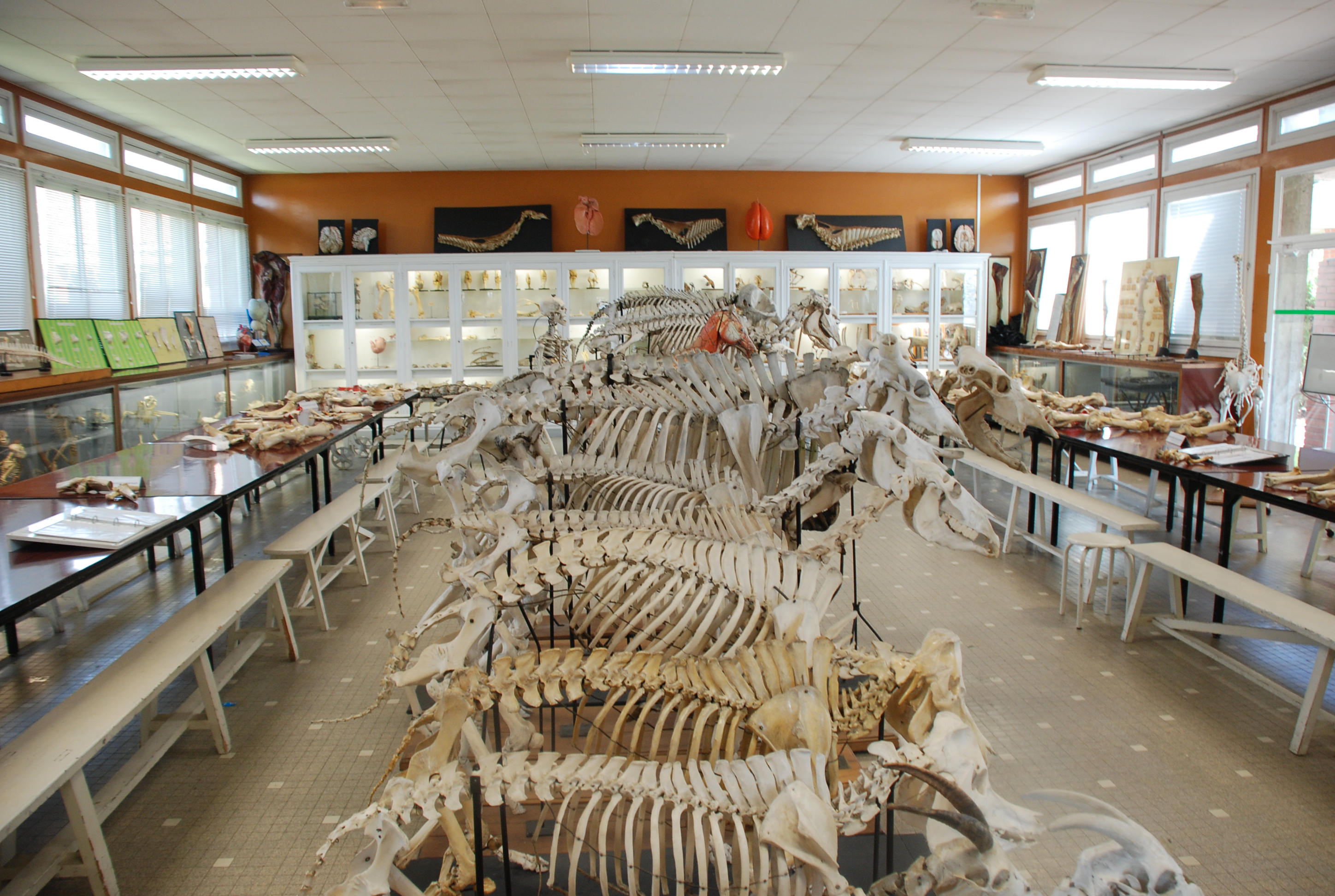
Musée d'anatomie
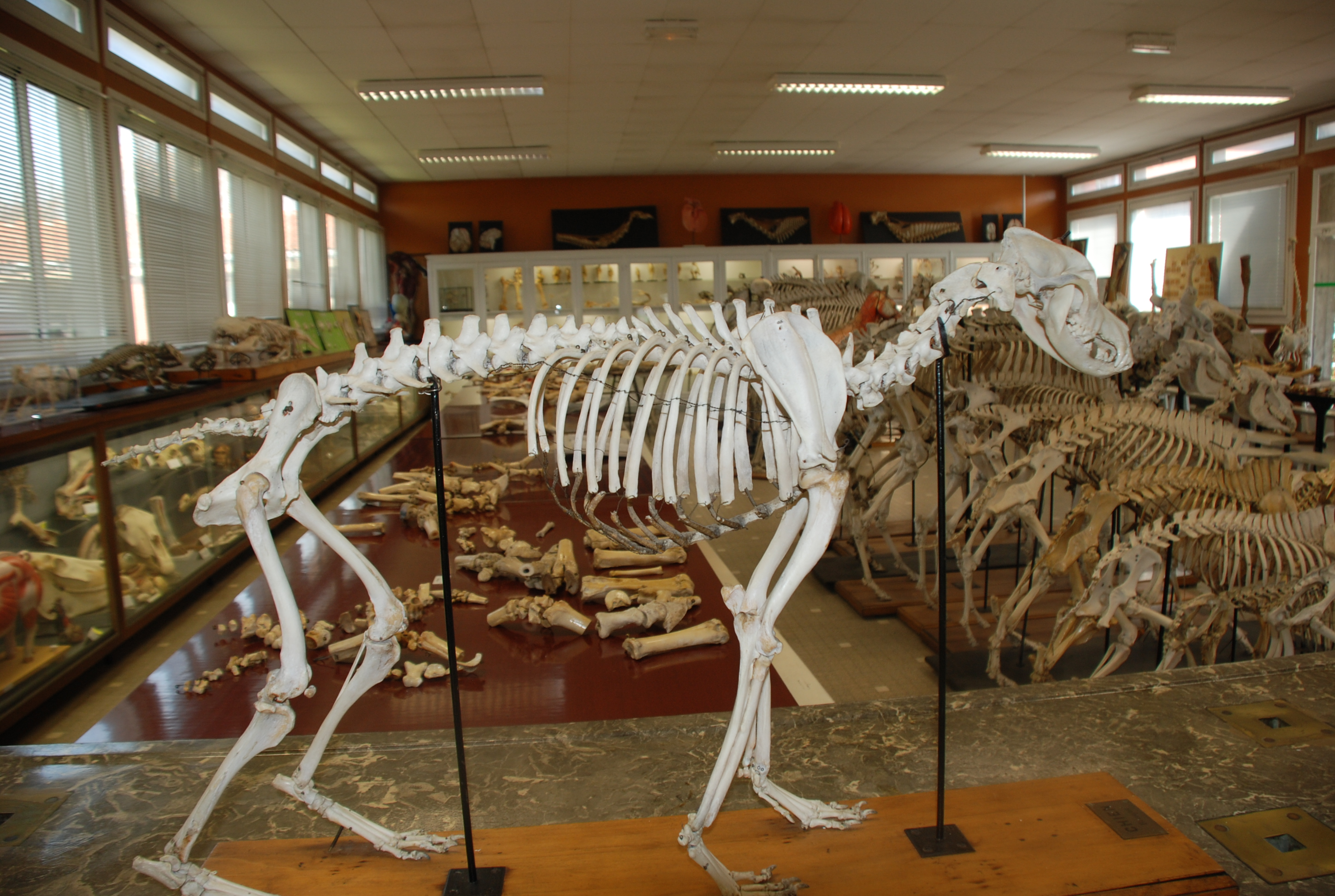
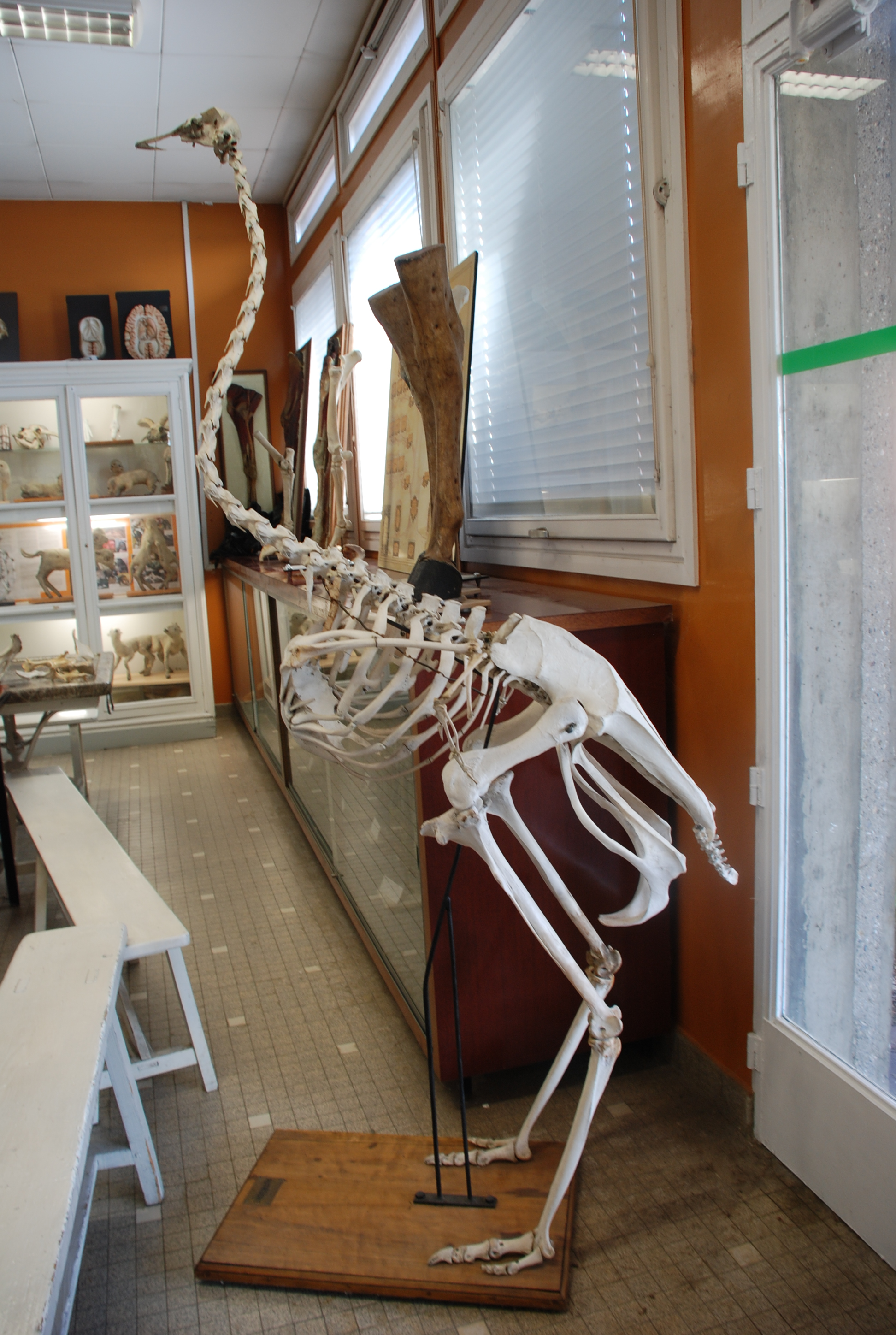

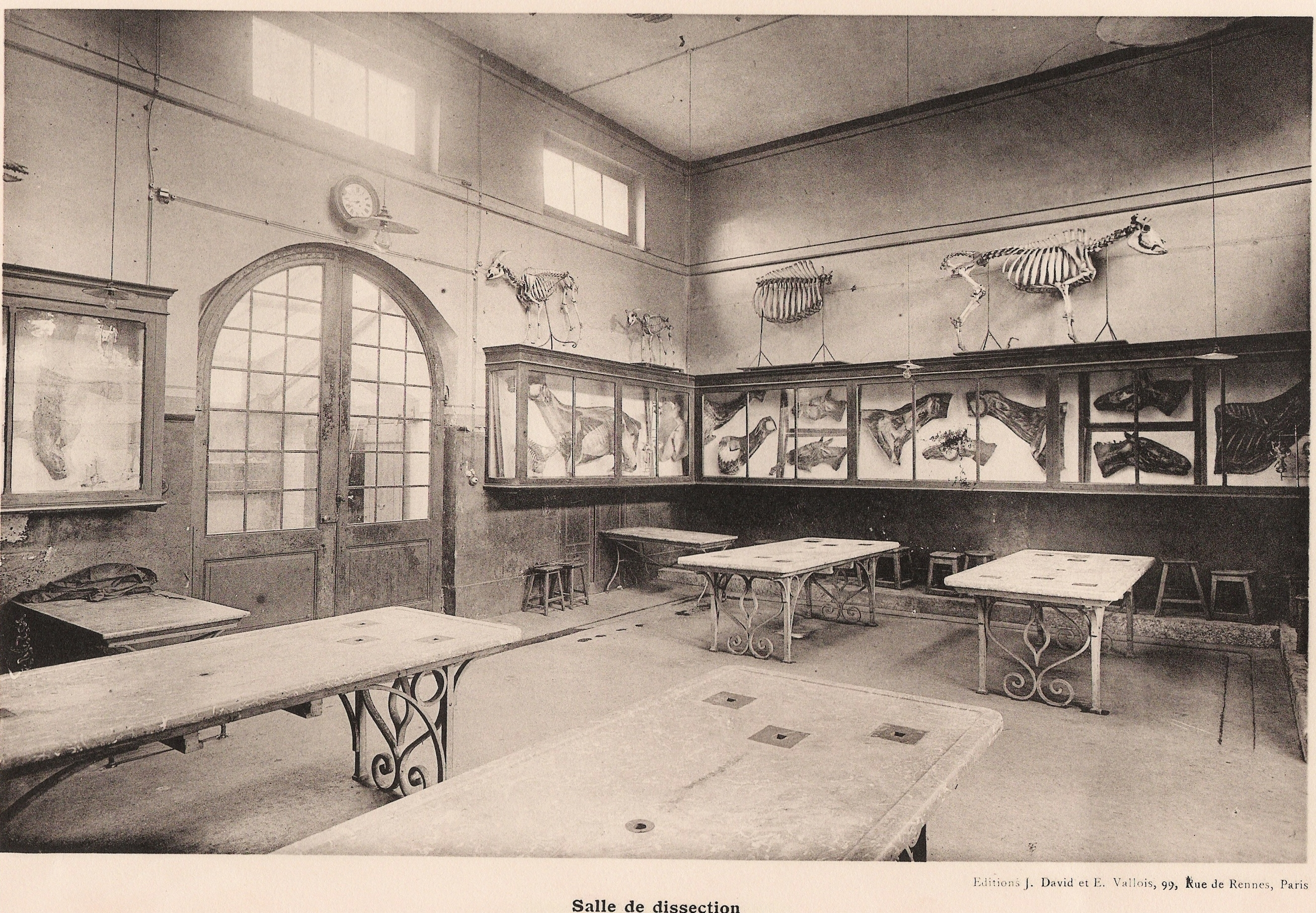
Salle de dissection de l'ancienne école vétérinaire avec les moulages du professeur Lucien Montané
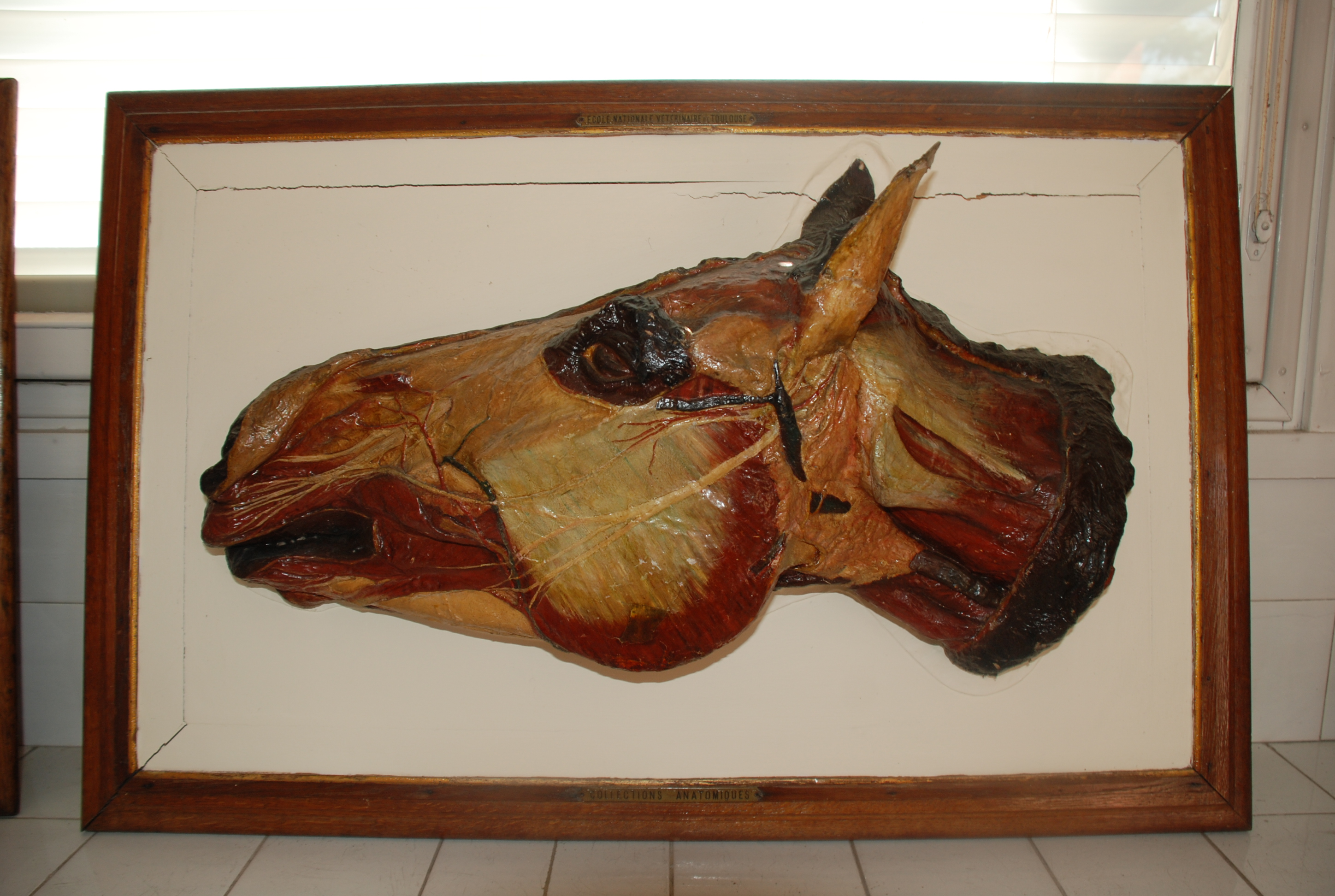
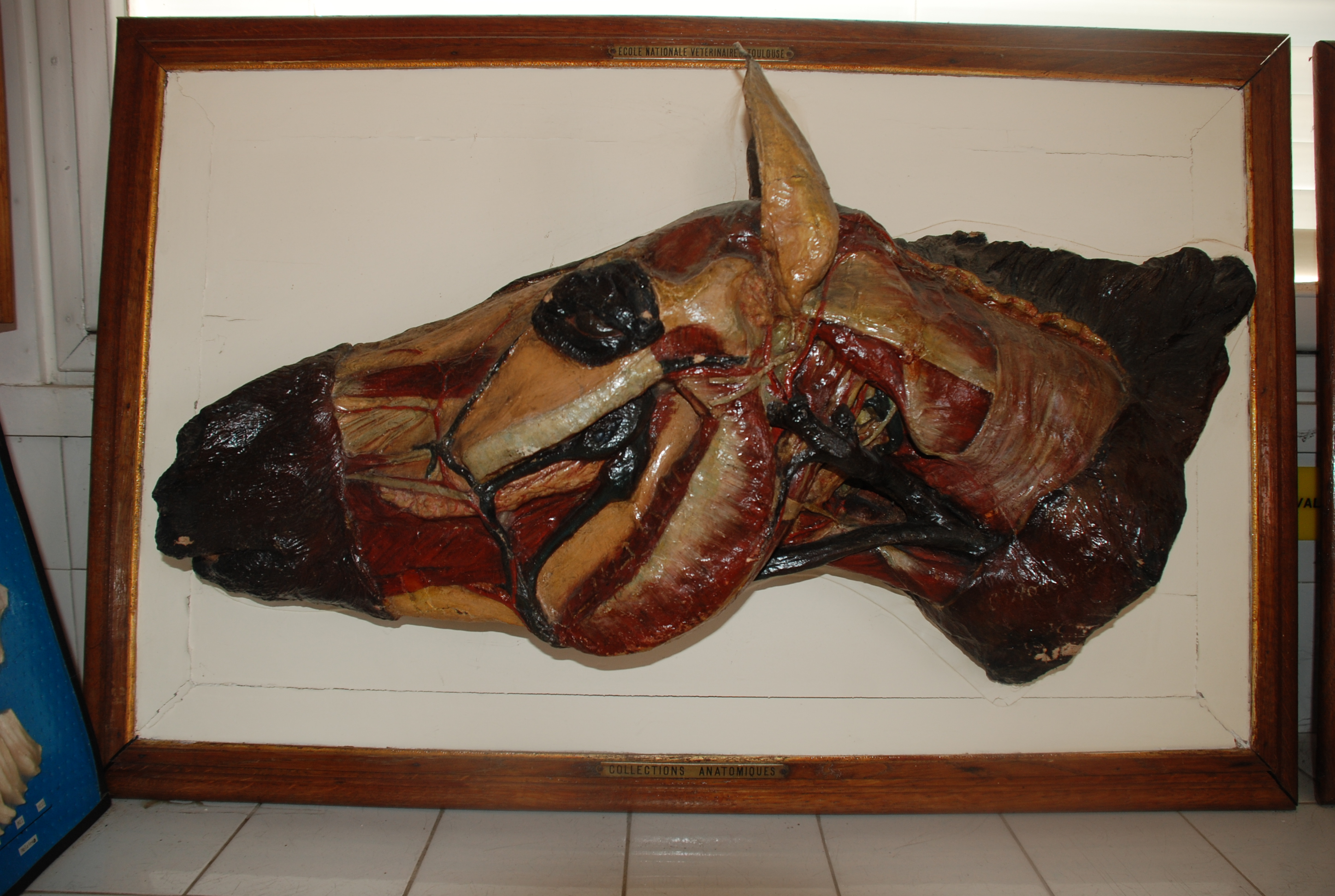
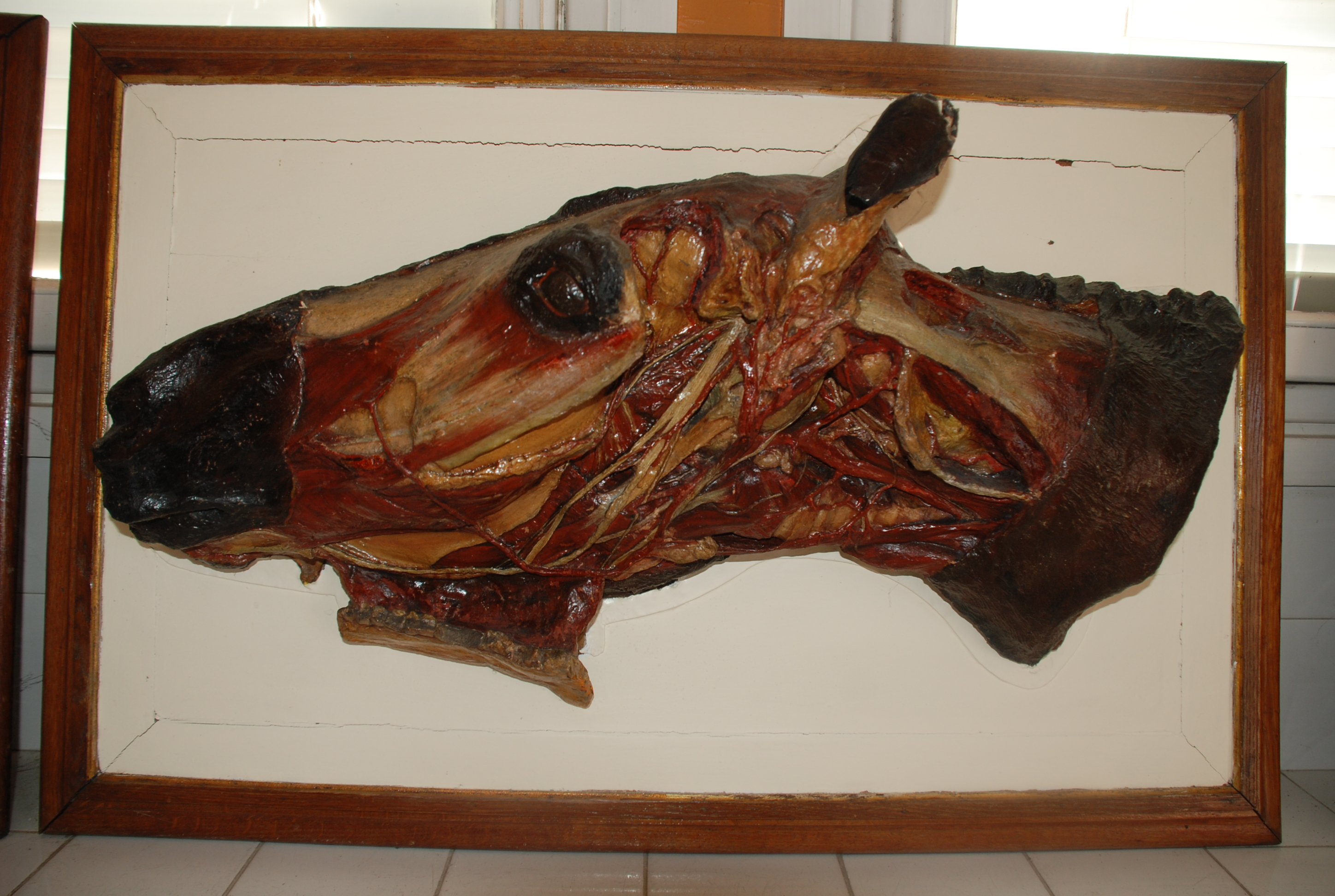
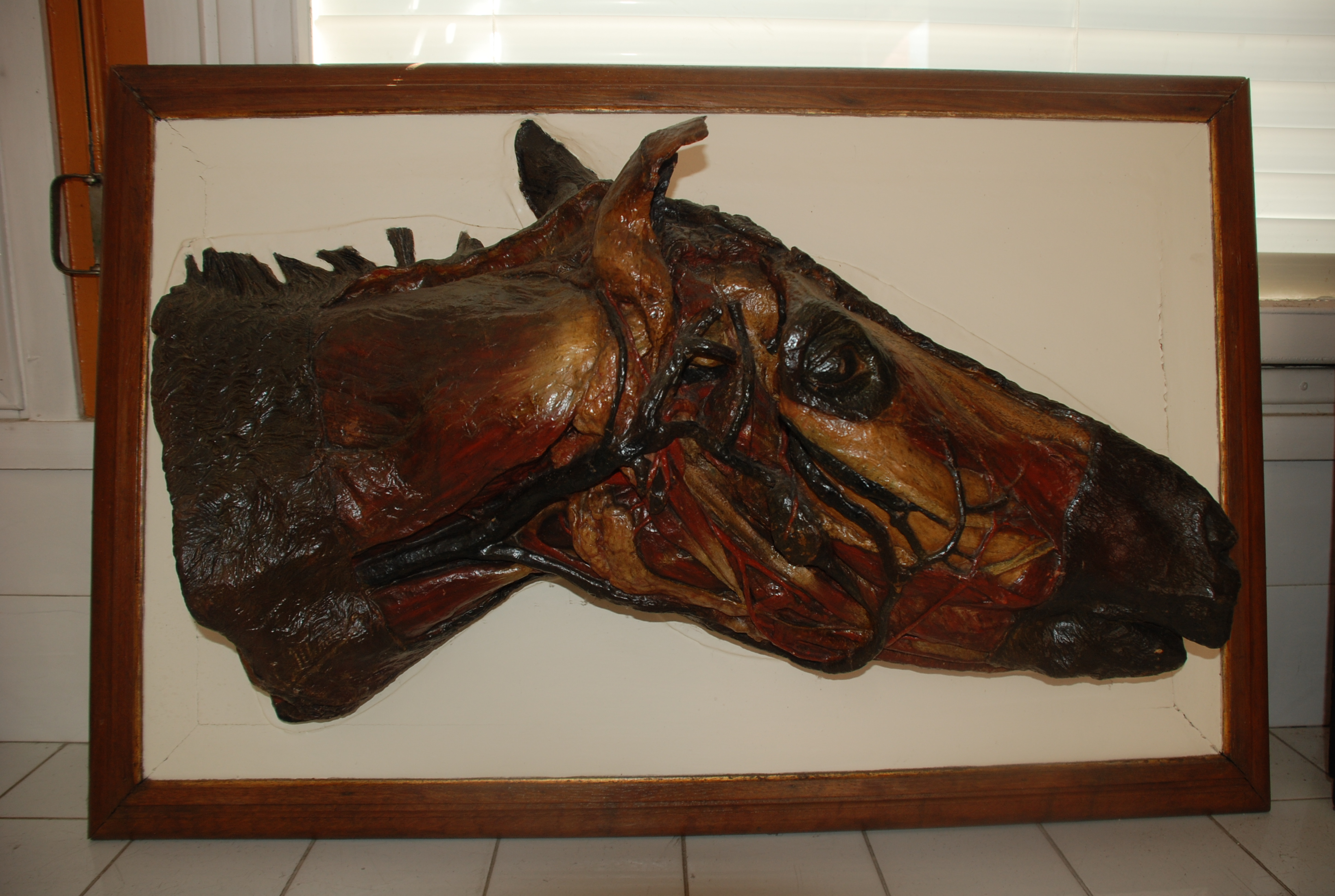

#### Appareils et instruments du service de physiologie

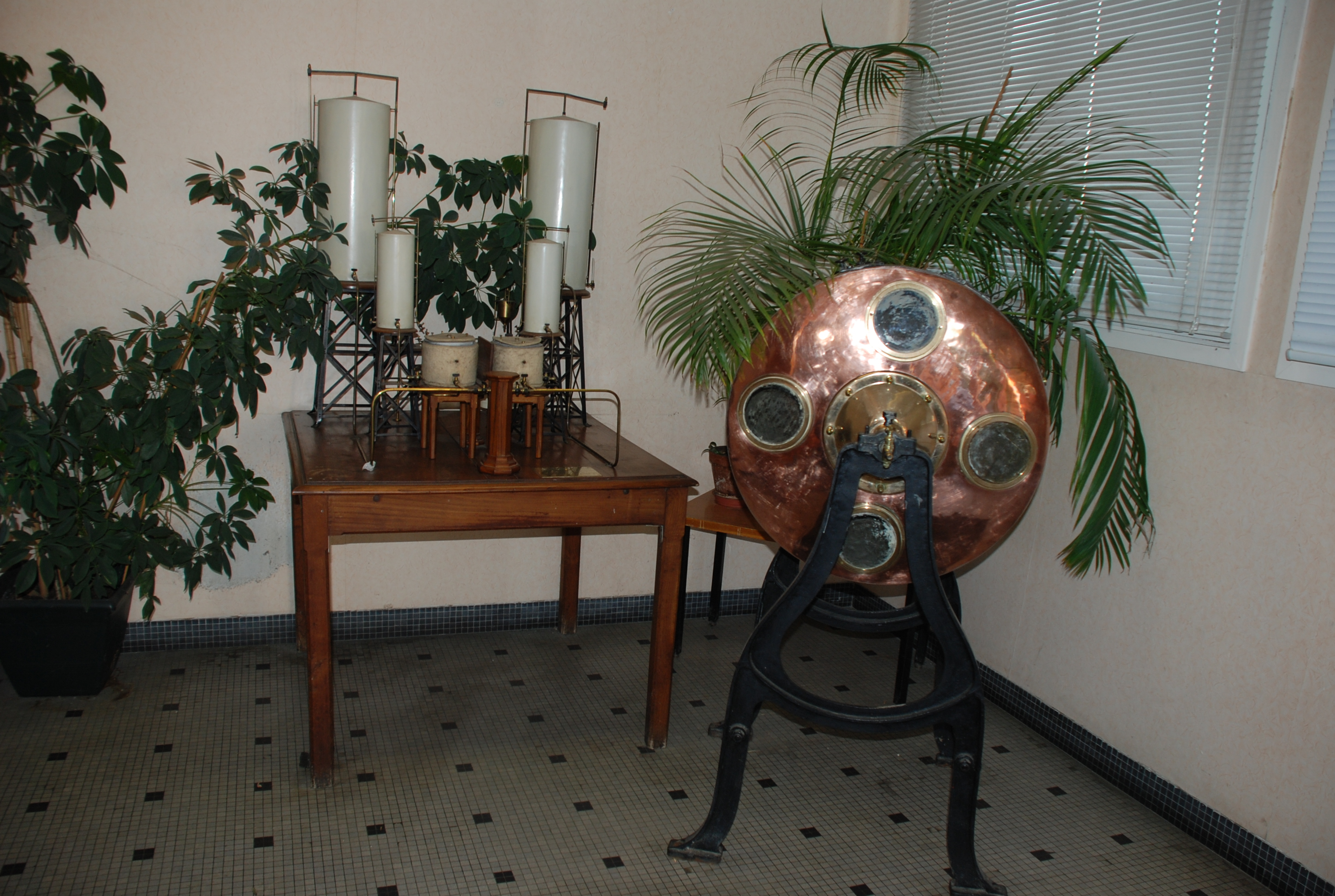
Calorimètre à chien du professeur Laulanié, hall d'entrée du service de physiologie
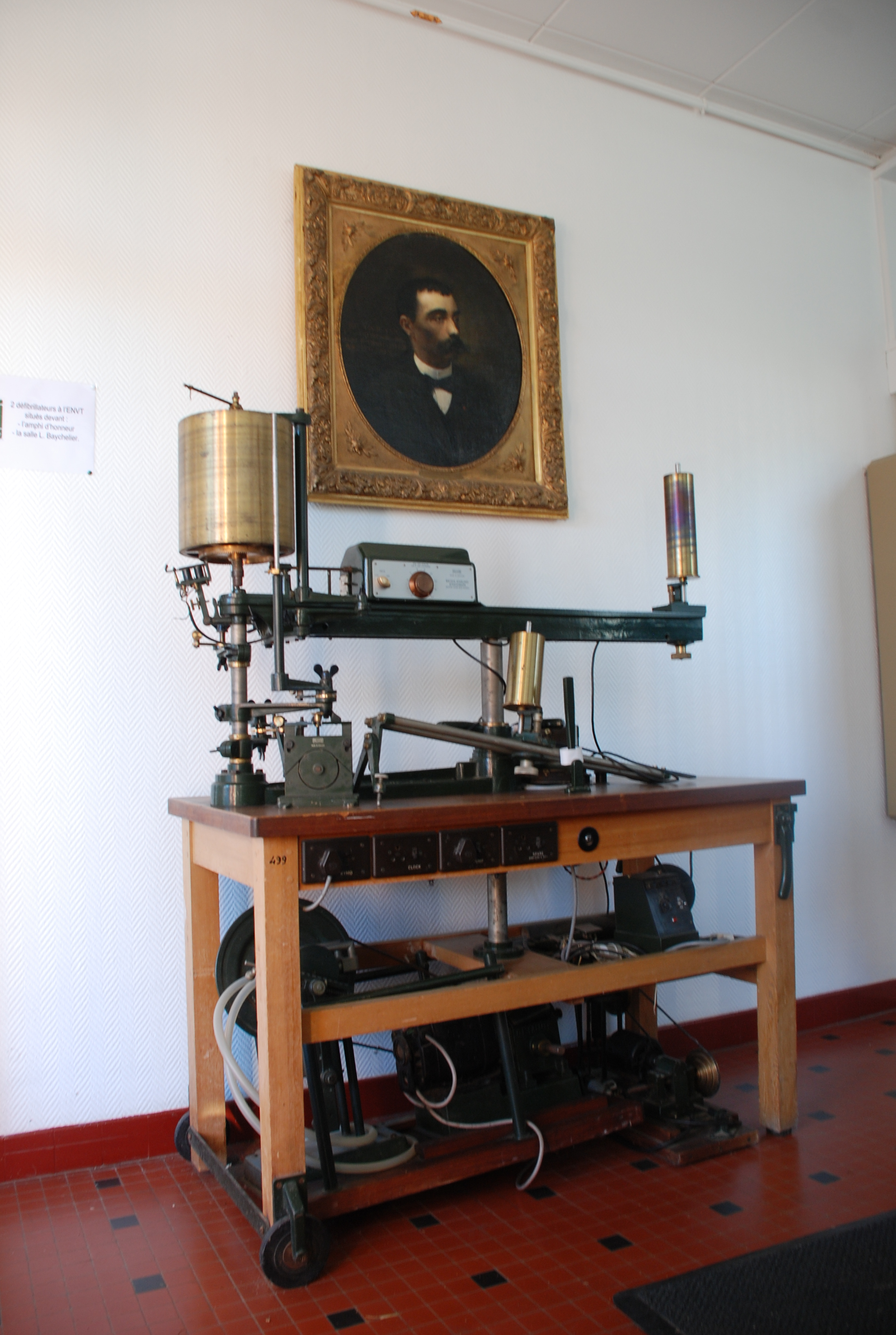
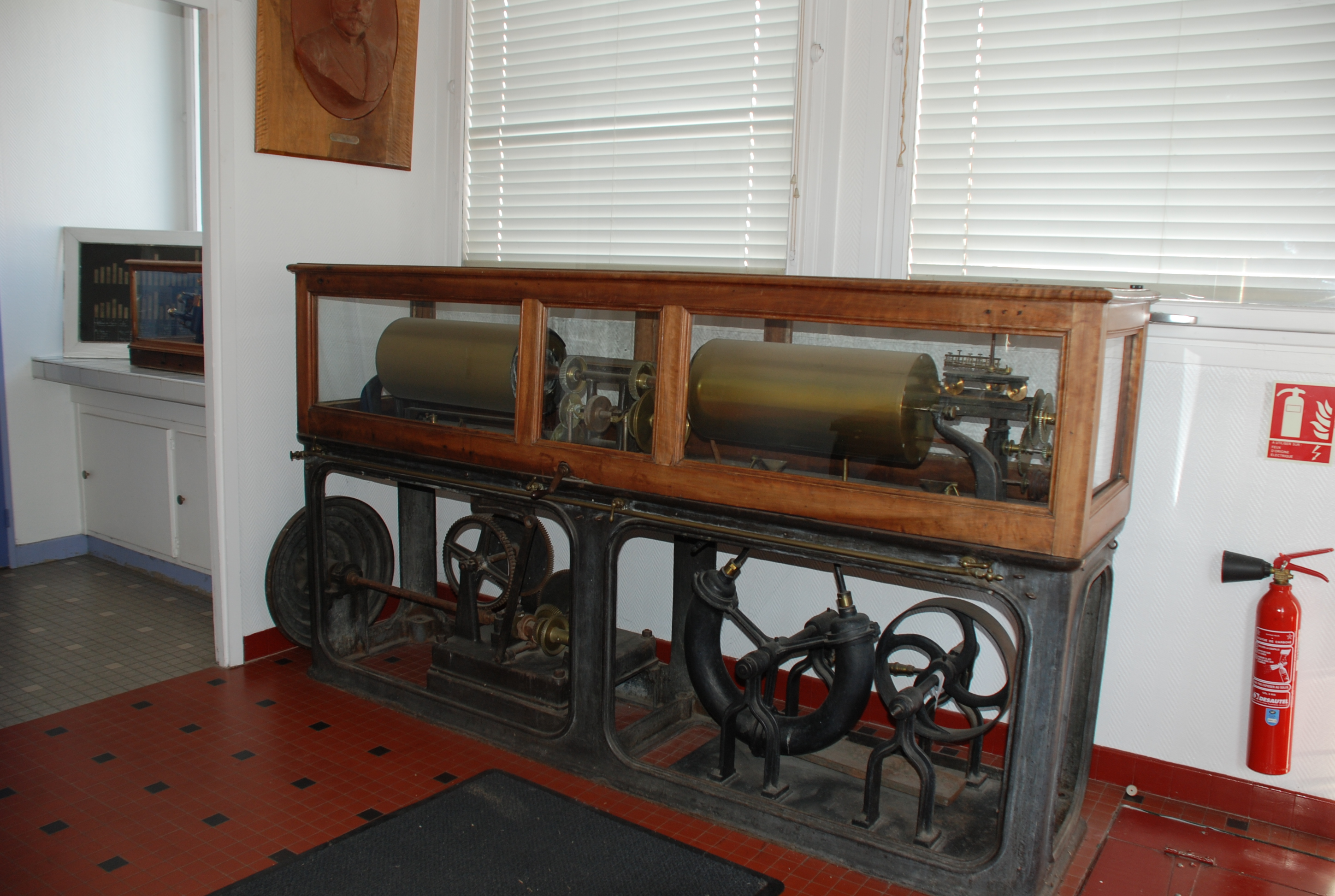
Enregistreurs à fumée du professeur Laulanié, hall d'entrée du laboratoire de physiologie
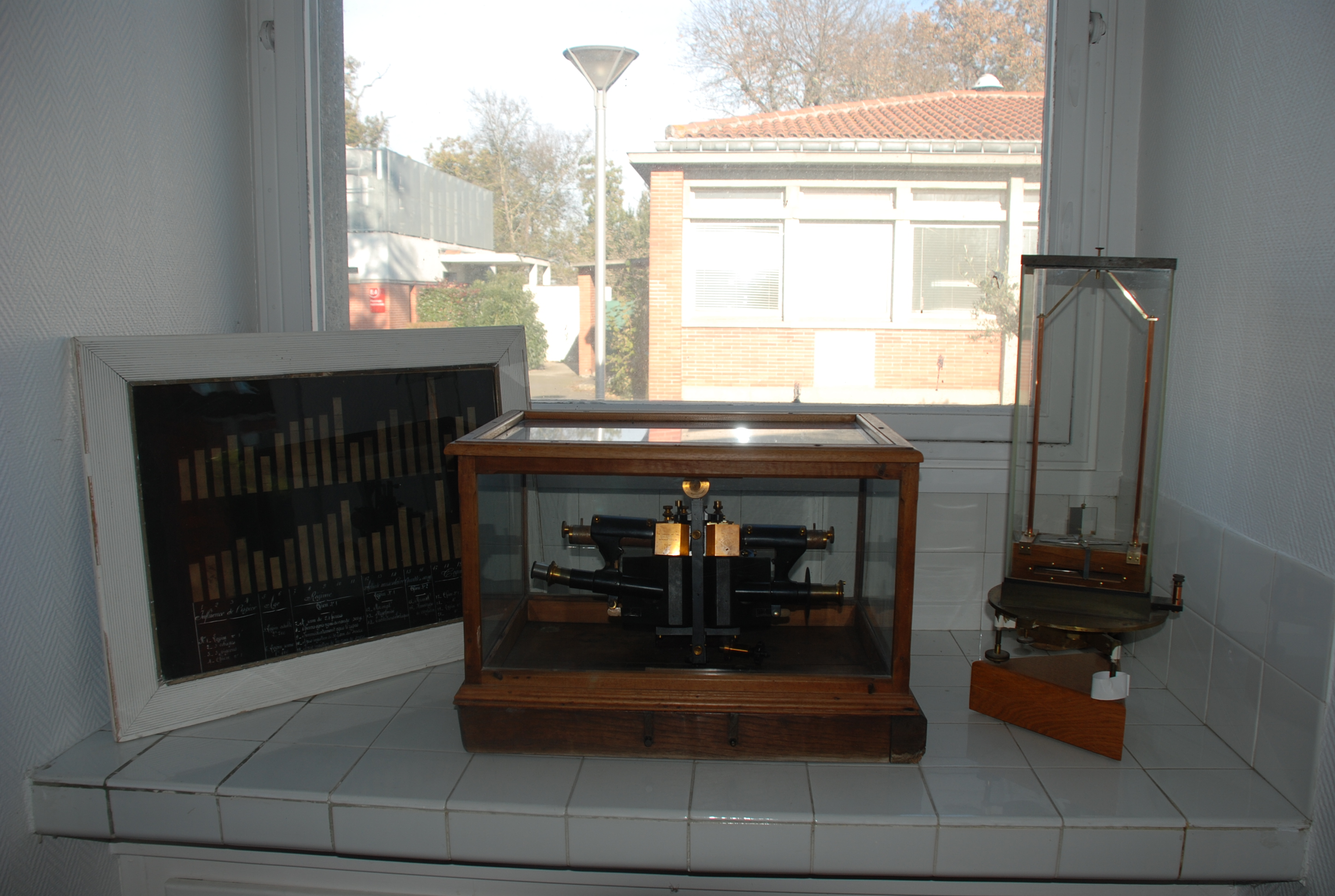
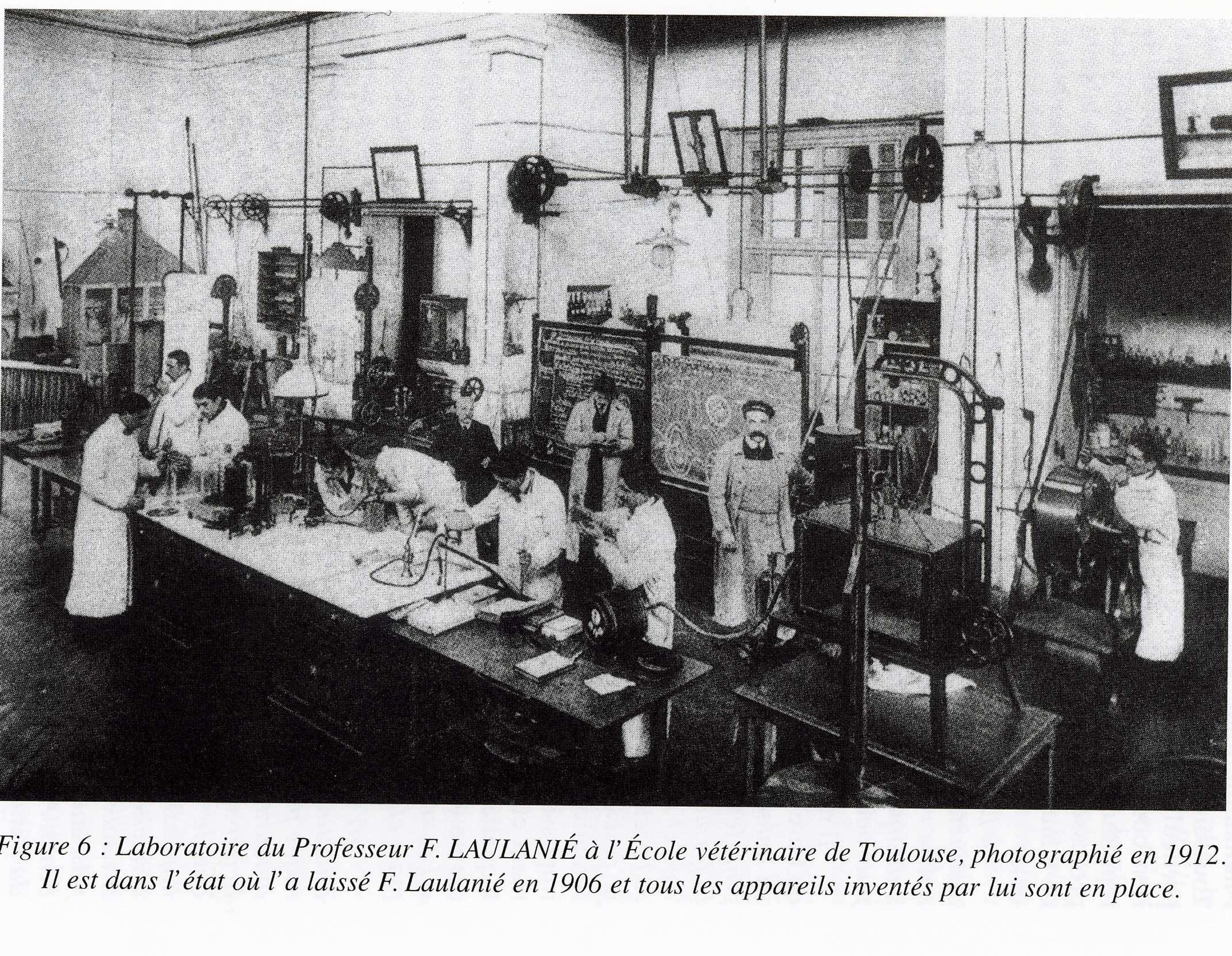
Laboratoire de physiologie de l'ancienne école vétérinaire en 1912 avec les instruments conçus par Ferdinand Laulanié
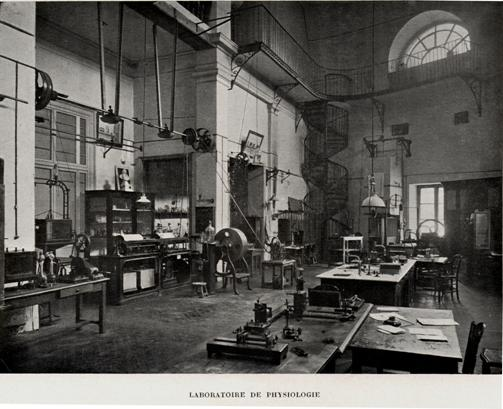
Laboratoire de physiologie de l'ancienne école vétérinaire en 1923